# Herpestidae
Los herpéstidos (Herpestidae) son una familia de mamíferos placentarios pertenecientes al orden Carnivora, que incluye 33 especies que habitan el sur de Eurasia y África continental, la mayoría de ellas llamadas mangostas.
Son inmunes al veneno de la cobra real, gracias a los múltiples anticuerpos antihemorrágicos y antineurotoxinas presentes en su sangre.

## Descripción

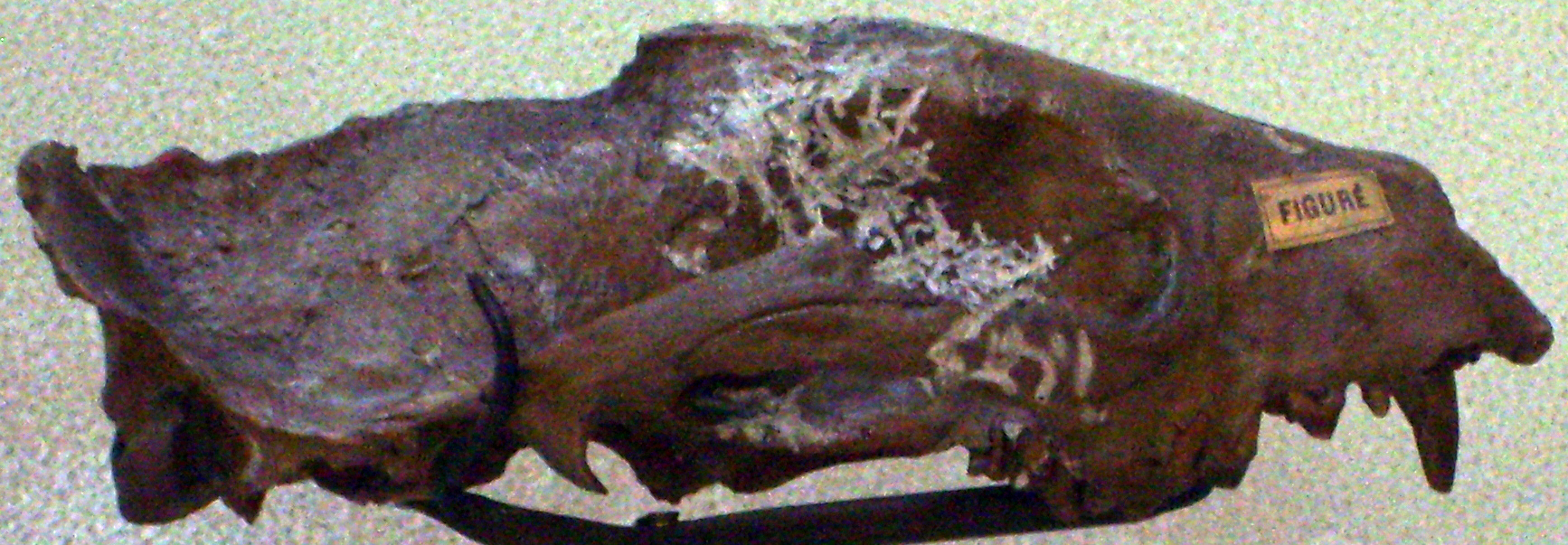
Cráneo de Herpestes lemanensis, en el Museo Nacional de Historia Natural de Francia, París.

El tamaño de los integrantes de la familia varía entre 30 y 120 cm. El peso oscila entre 280 g en la mangosta enana (Helogale parvula) a 4 kg en la mangosta de cola blanca (Ichneumia albicauda).
Algunas especies llevan vida solitaria, mientras otras se asocian compartiendo el alimento para todo el grupo.
Tienen rostro y cuerpo alargados, orejas pequeñas y redondeadas, extremidades cortas, y cola larga y cónica. La mayoría tienen aspecto atigrado o son pardas; pocas tienen pelaje abundante. Tienen garras no retráctiles que son usadas principalmente para excavar. Tienen pupilas ovaladas y angostas. La mayoría de especies tienen una gran glándula anal, usada para marcar su territorio y señalar su estado reproductivo. La fórmula dentaria es similar a la de los vivérridos, superior: 3.1.3-4.1-2, inferior:3.1.3-4.1-2. Estos animales poseen receptores para la acetilcolina diseñados para evitar el efecto neurotóxico del veneno de las serpientes. También se ha investigado qué mecanismo los protege de los efectos hemotóxicos de ese mismo veneno.
Las mangostas son uno de los cuatro taxones de mamíferos conocidos con mutaciones en el receptor nicotínico de la acetilcolina que protegen contra el veneno de serpiente. Sus receptores modificados impiden la unión de la α-neurotoxina del veneno de serpiente. Se trata de cuatro mutaciones separadas e independientes. En la mangosta, este cambio se efectúa, únicamente, por glicosilación.

## Biología

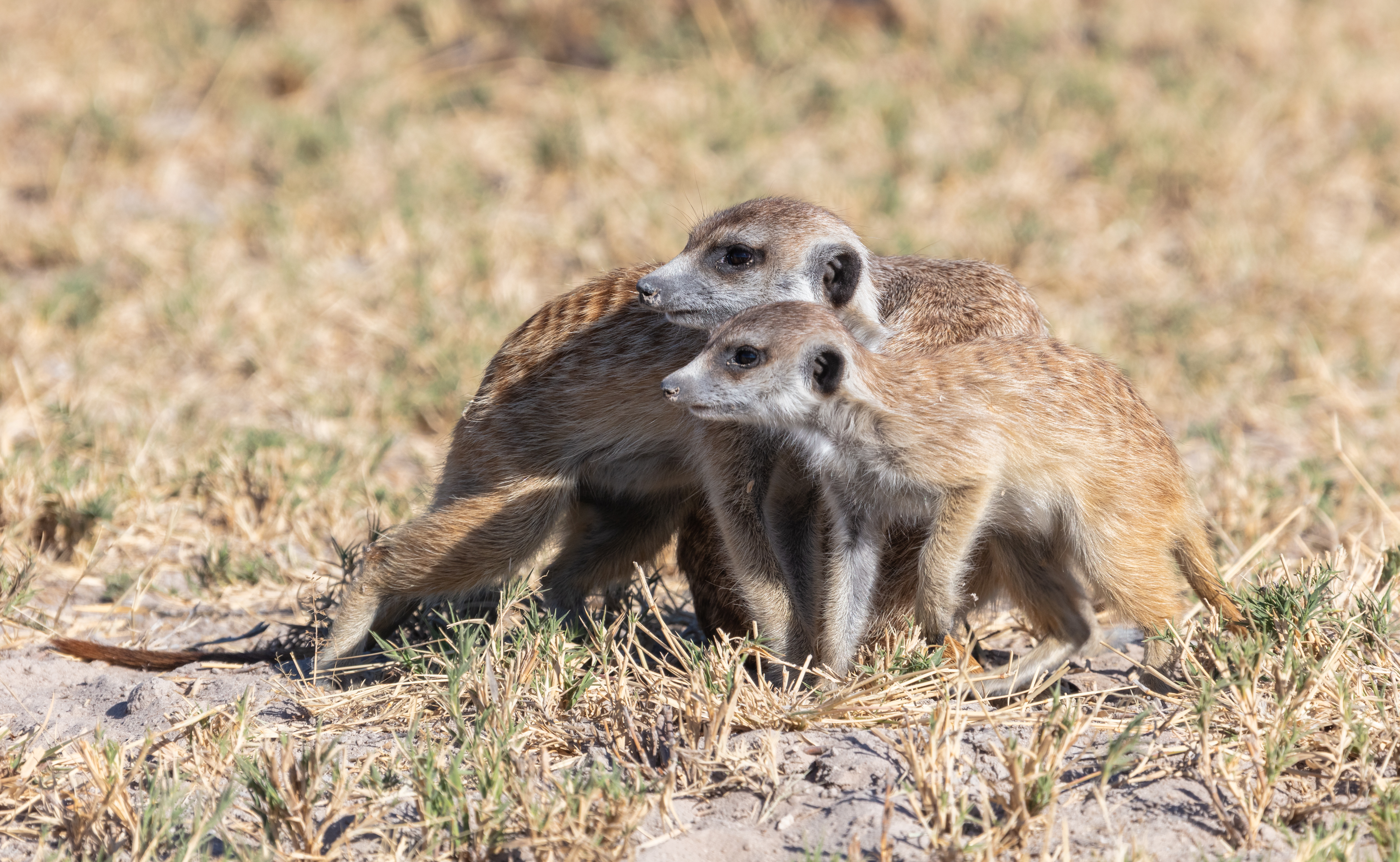
Suricatas (Suricata suricatta), parque nacional Makgadikgadi Pans, Botsuana.

A diferencia de los vivérridos, los integrantes de esta familia son principalmente terrestres y activos durante el día. El meloncillo (Herpestes ichneumon) es citado algunas veces como ejemplo de animal solitario; sin embargo, ha sido observado trabajando en grupos.
La suricata (Suricata suricatta), una especie pequeña, vive en grupos de 20 a 30 conformado por un macho y hembra alfa, junto a sus hermanos y crías, en zonas semidesérticas de los países del Sur de África. Es un animal diurno que se alimenta de invertebrados. Por su tamaño es vulnerable a la depredación, por ello tiene un sistema de vigilancia basado en centinelas que avisan oportunamente del peligro a los otros miembros del grupo.

## Comportamiento y ecología

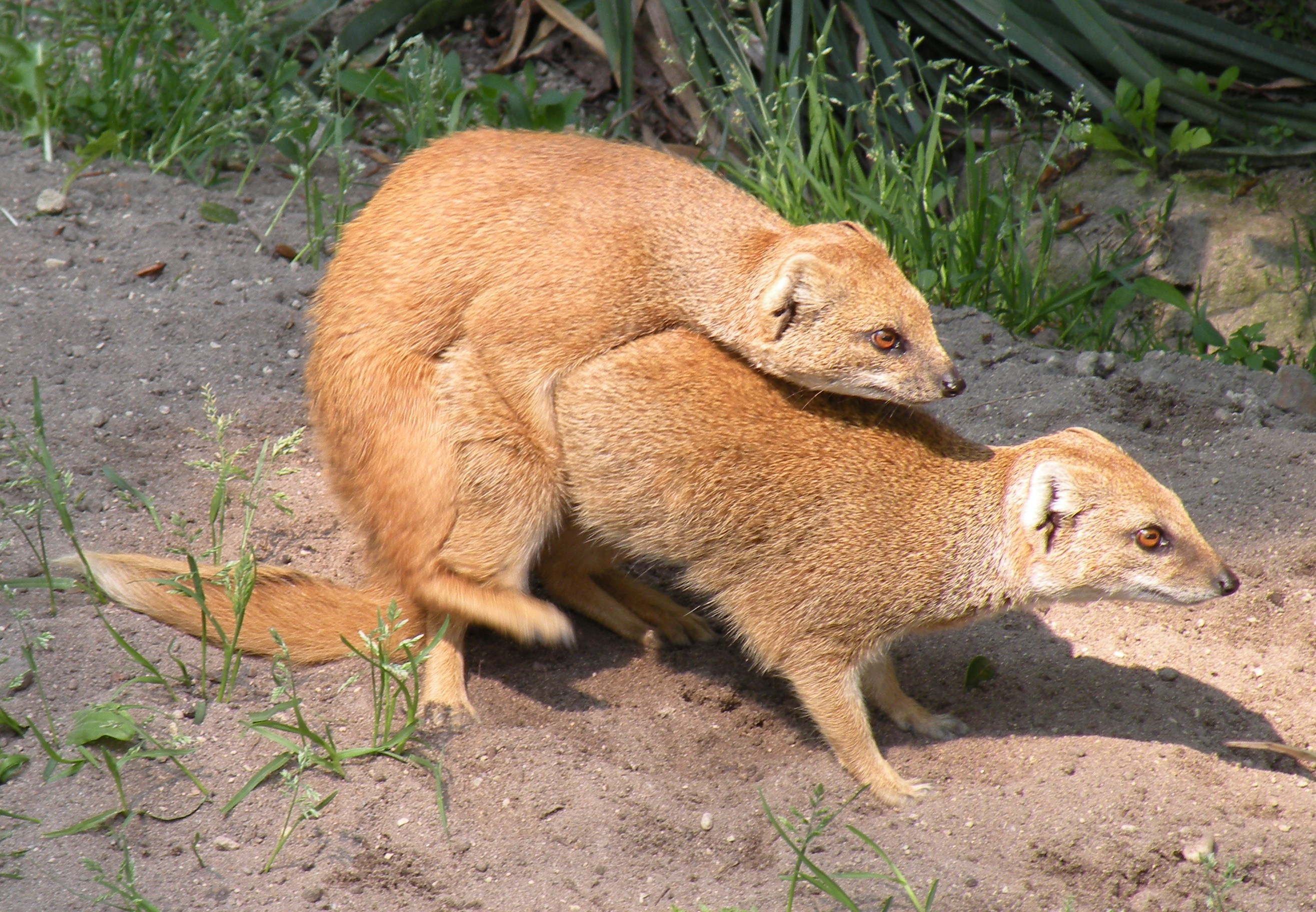
Dos mangosta amarillas (Cynictis penicillata) copulando (Zoo de Róterdam)

Las mangostas se alimentan principalmente de insectos, cangrejos, lombrices, lagartos, aves y roedores. Sin embargo, también comen huevos y carroña.
Algunas especies pueden aprender trucos sencillos. Pueden ser semidomesticados y se mantienen como mascotas para controlar las alimañas.

## Clasificación
Según Mammal Species of the World la familia está conformada por 14 géneros y 33 especies.
- Familia Herpestidae
  -     - Género Atilax
      - Atilax paludinosus

    - Género Bdeogale
      - Bdeogale crassicauda
      - Bdeogale jacksoni
      - Bdeogale nigripes
      - Bdeogale omnivora

    - Género Crossarchus
      - Crossarchus alexandri
      - Crossarchus ansorgei
      - Crossarchus obscurus
      - Crossarchus platycephalus

    - Género Cynictis
      - Cynictis penicillata

    - Género Dologale
      - Dologale dybowskii

    - Género Galerella
      - Galerella flavescens
      - Galerella ochracea
      - Galerella pulverulenta
      - Galerella sanguinea

    - Género Helogale
      - Helogale hirtula
      - Helogale parvula

    - Género Herpestes
      - Herpestes brachyurus
      - Herpestes edwardsii
      - Herpestes fuscus
      - Herpestes ichneumon
      - Herpestes javanicus
      - Herpestes naso
      - Herpestes semitorquatus
      - Herpestes smithii
      - Herpestes urva
      - Herpestes vitticollis

    - Género Ichneumia
      - Ichneumia albicauda

    - Género Liberiictis
      - Liberiictis kuhni

    - Género Mungos
      - Mungos gambianus
      - Mungos mungo

    - Género Paracynictis
      - Paracynictis selousi

    - Género Rhynchogale
      - Rhynchogale melleri

    - Género Suricata
      - Suricata suricatta

Algunos géneros fósiles han sido incluidos tentativamente en esta familia, como Herpestides y Leptoplesictis.

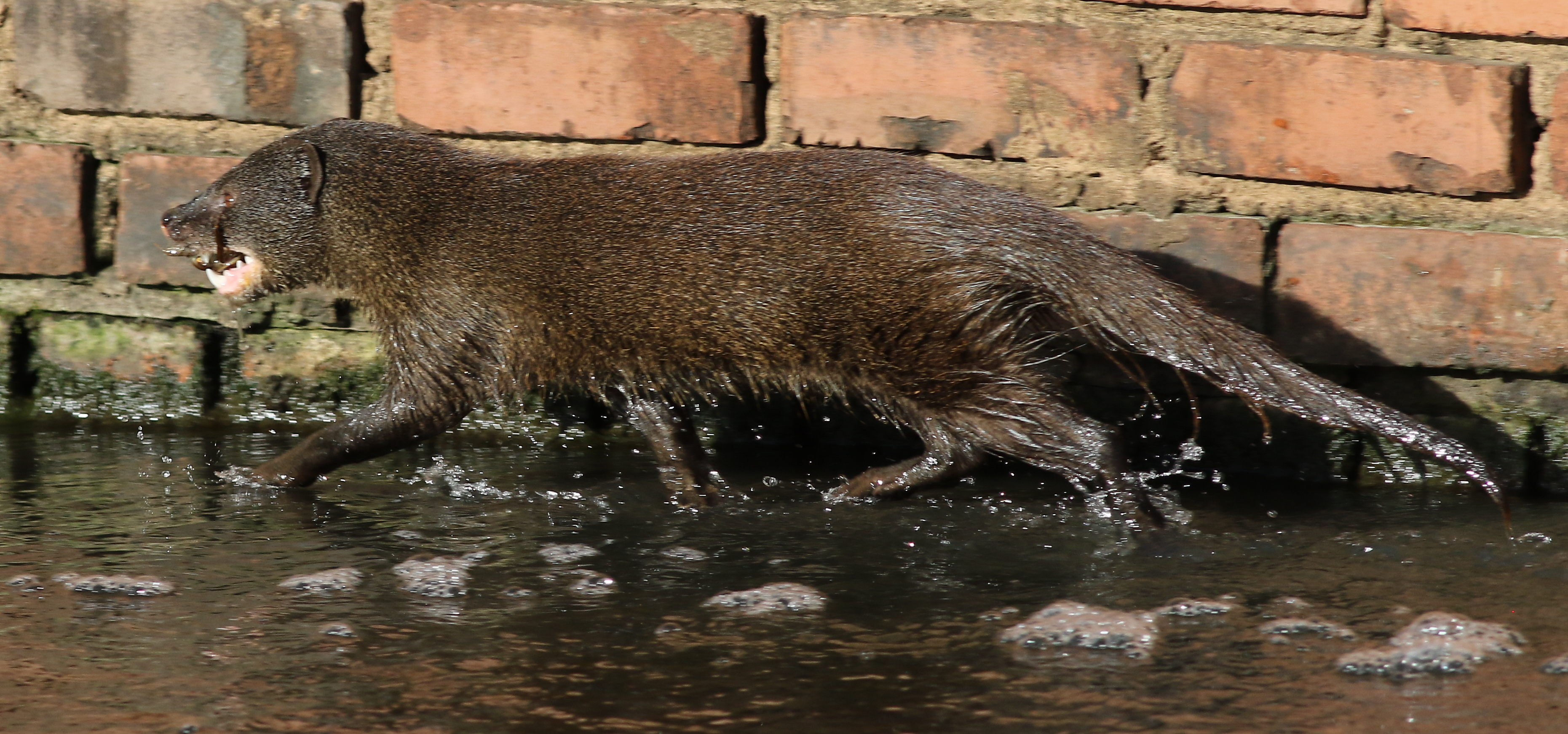
Atilax paludinosus
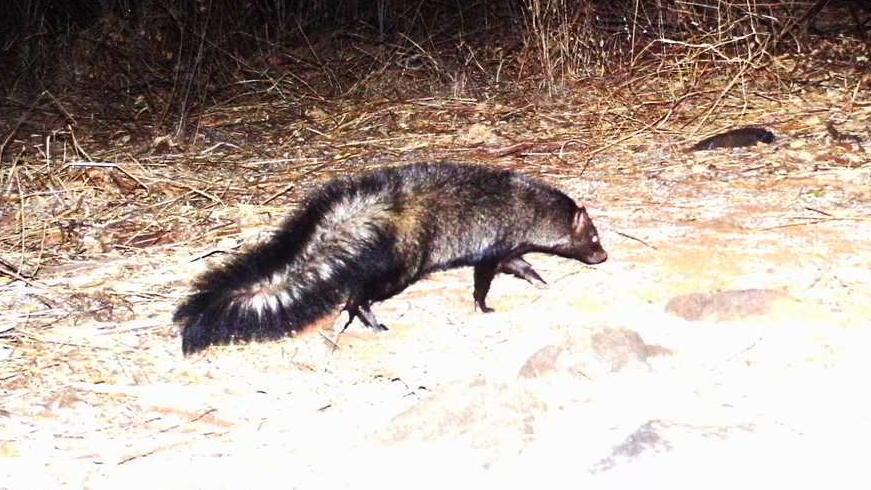
Bdeogale crassicauda
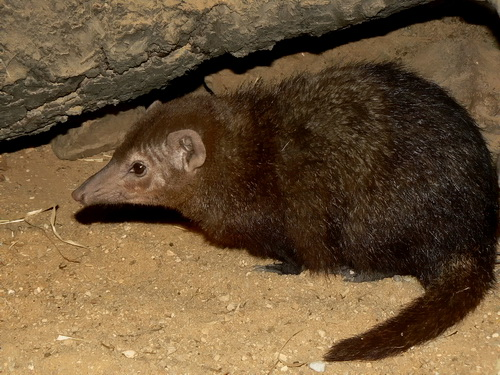
Crossarchus obscurus
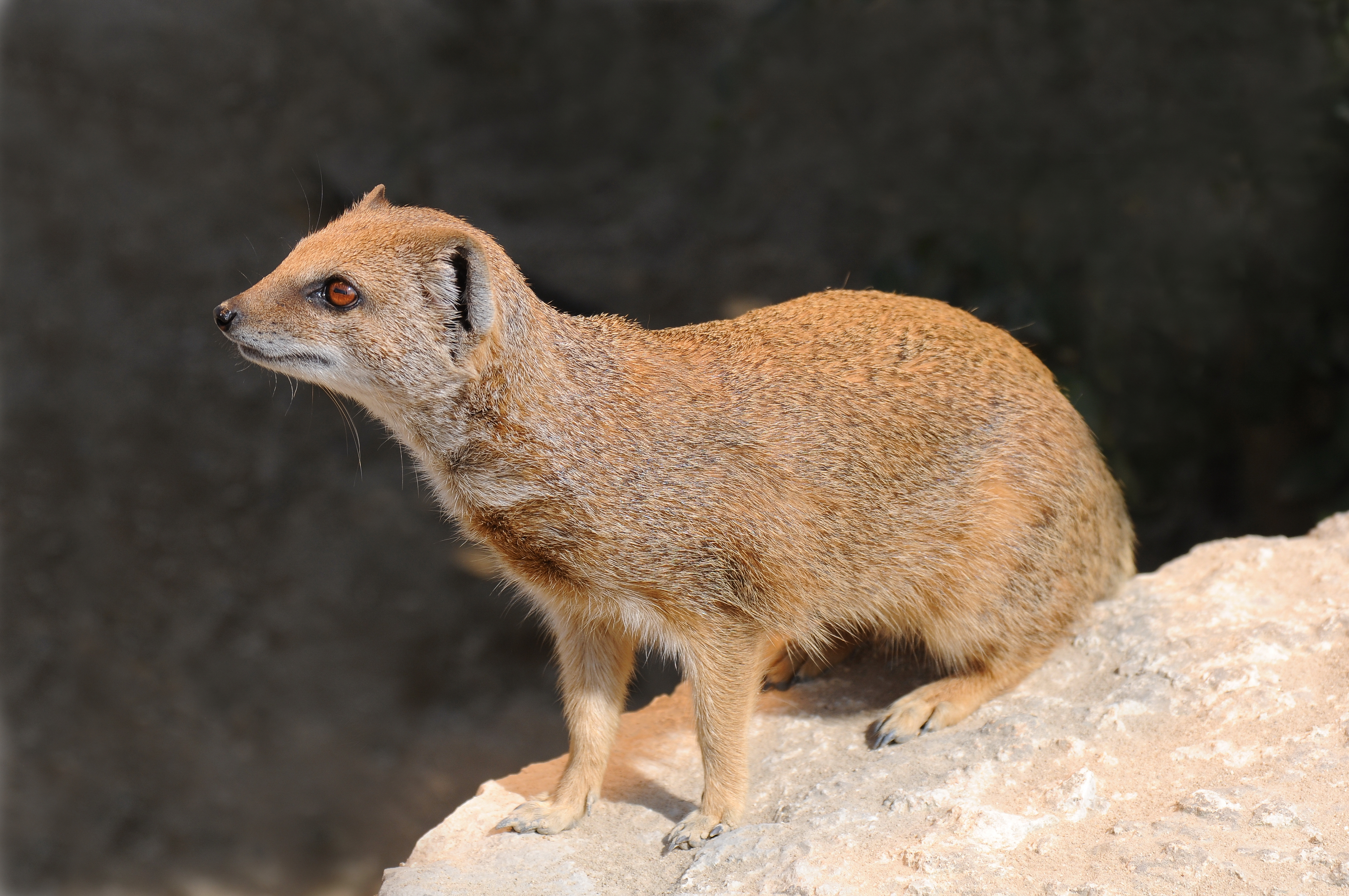
Cynictis penicillata
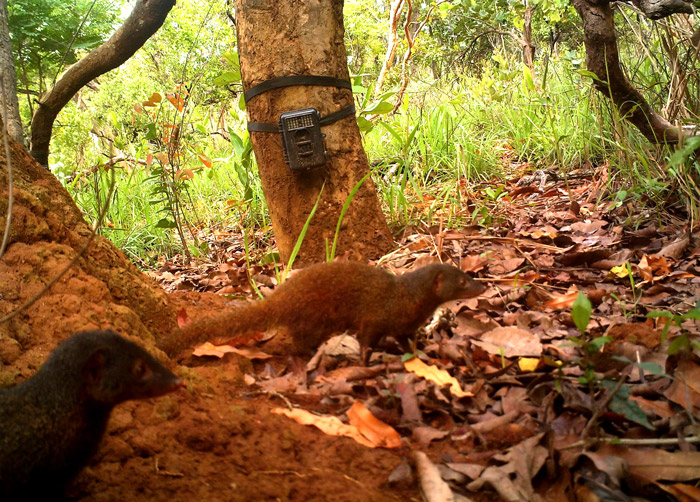
Dologale dybowskii
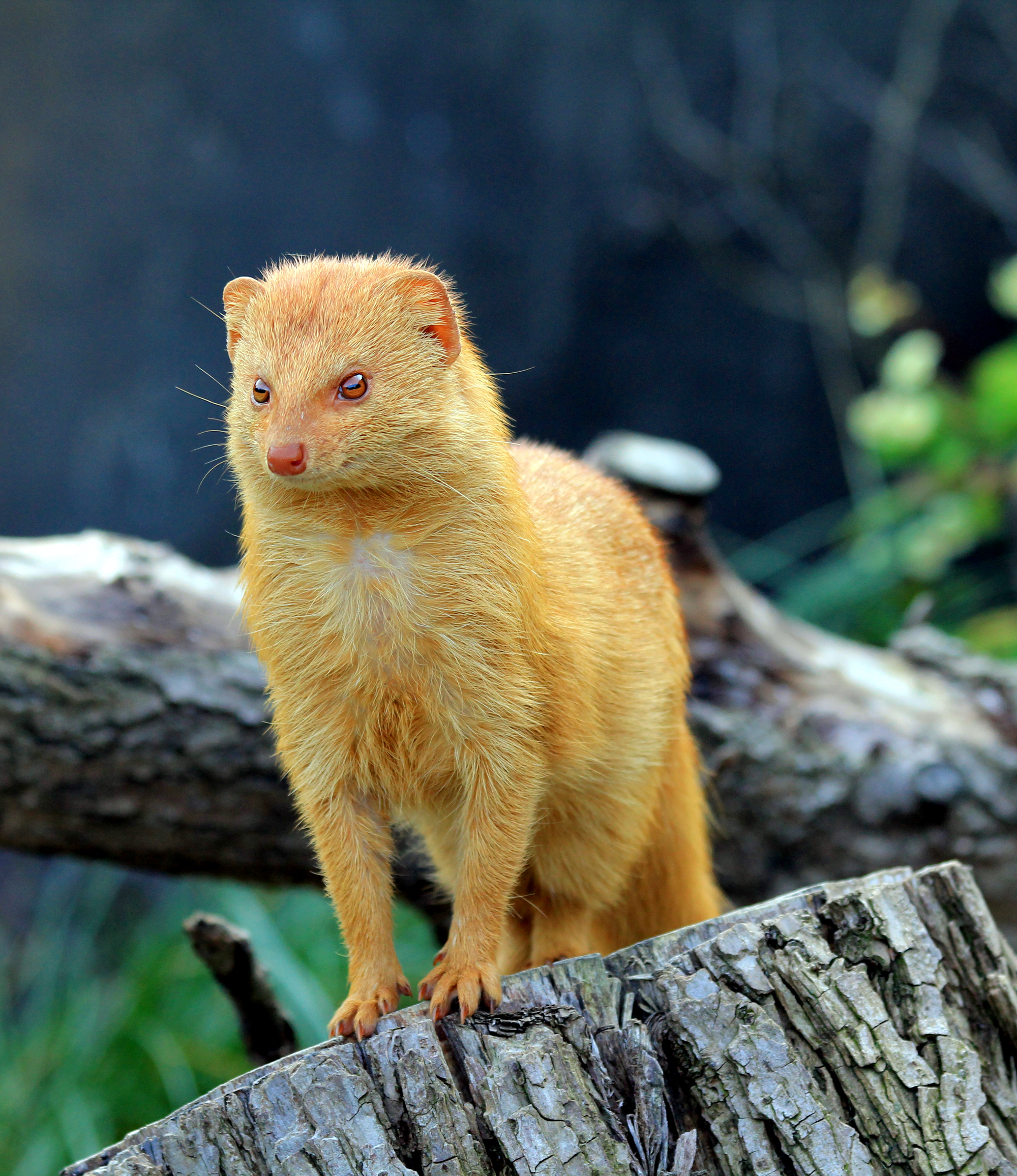
Galerella sanguinea
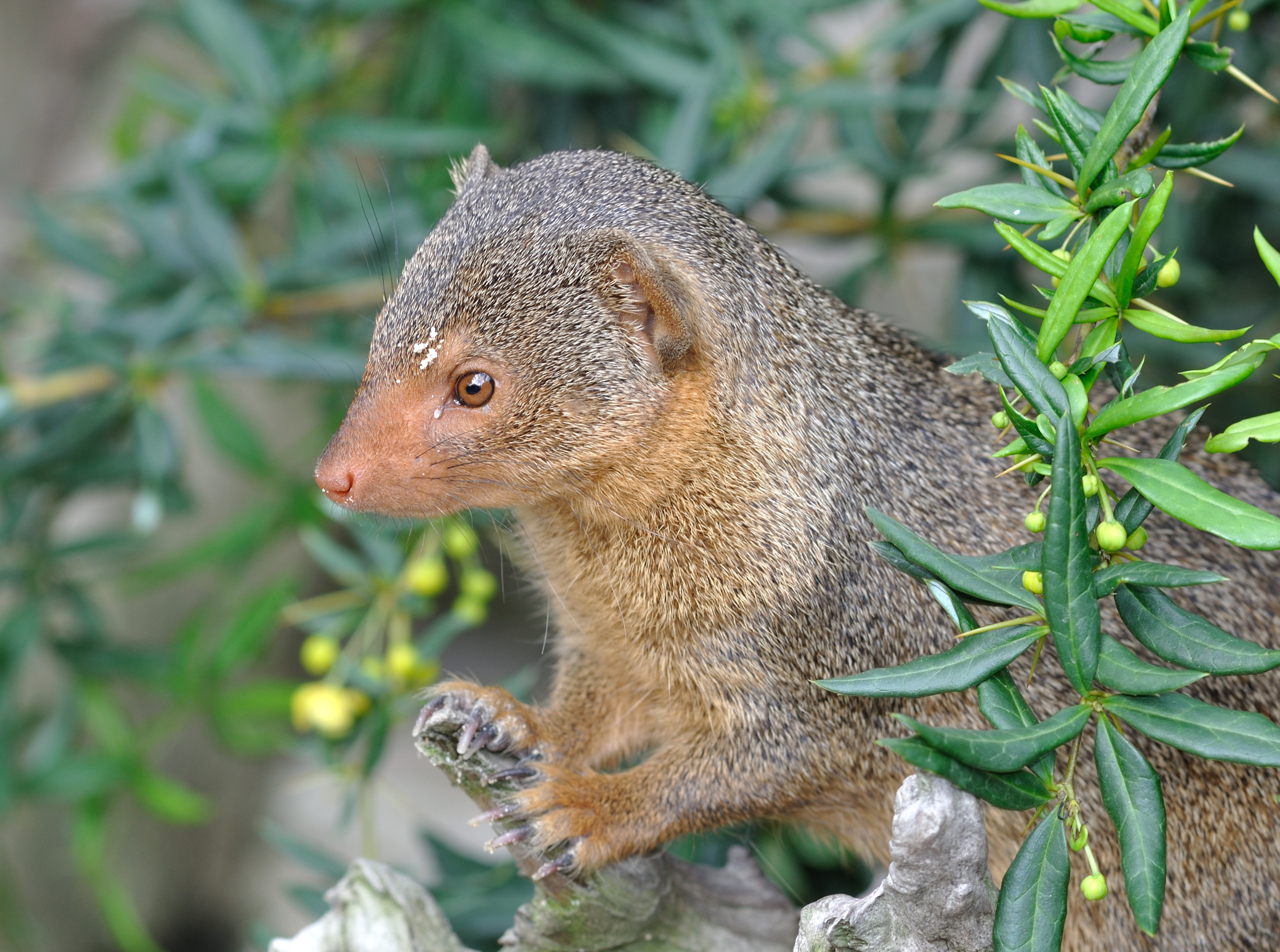
Helogale parvula
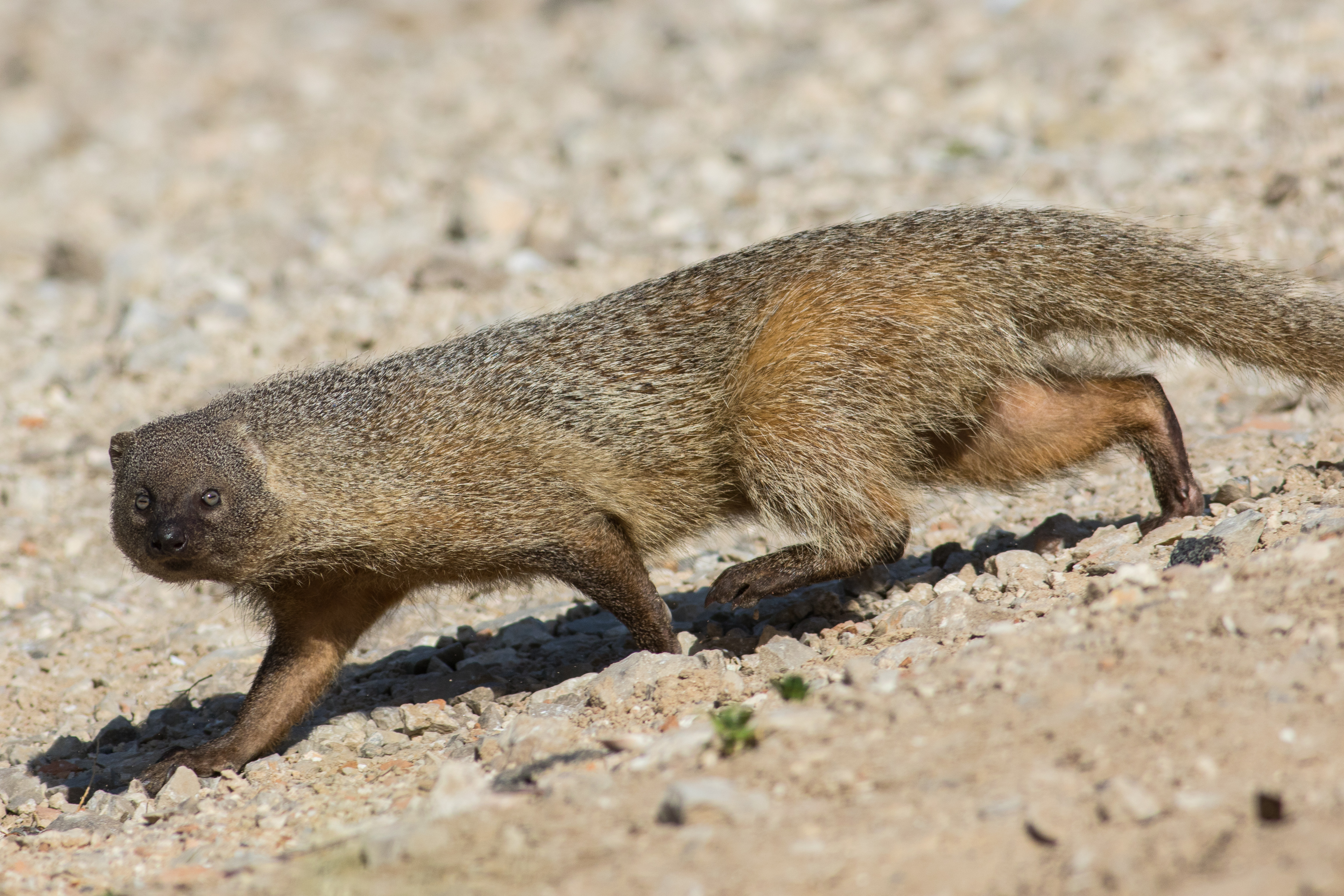
Herpestes ichneumon
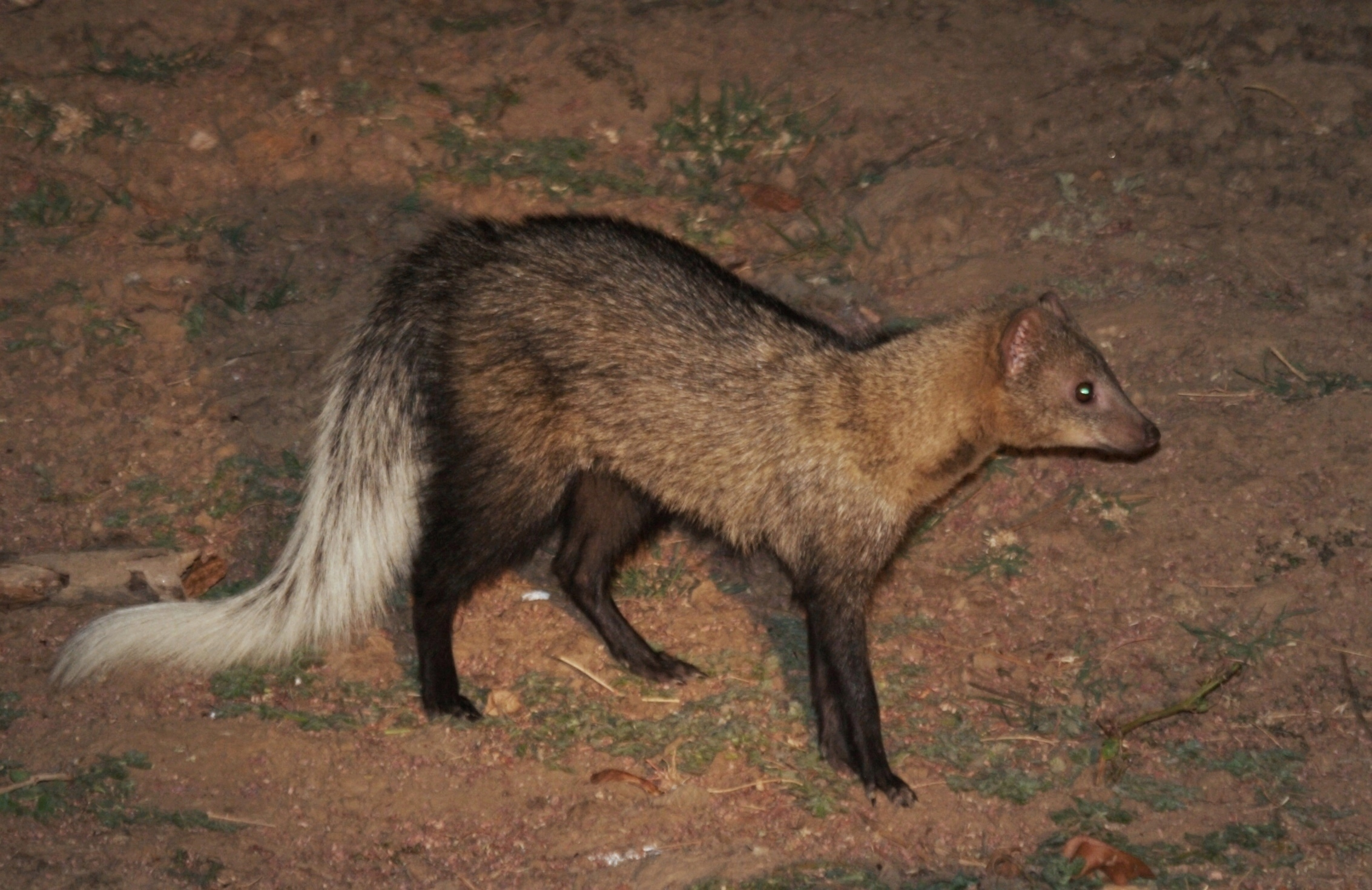
Ichneumia albicauda
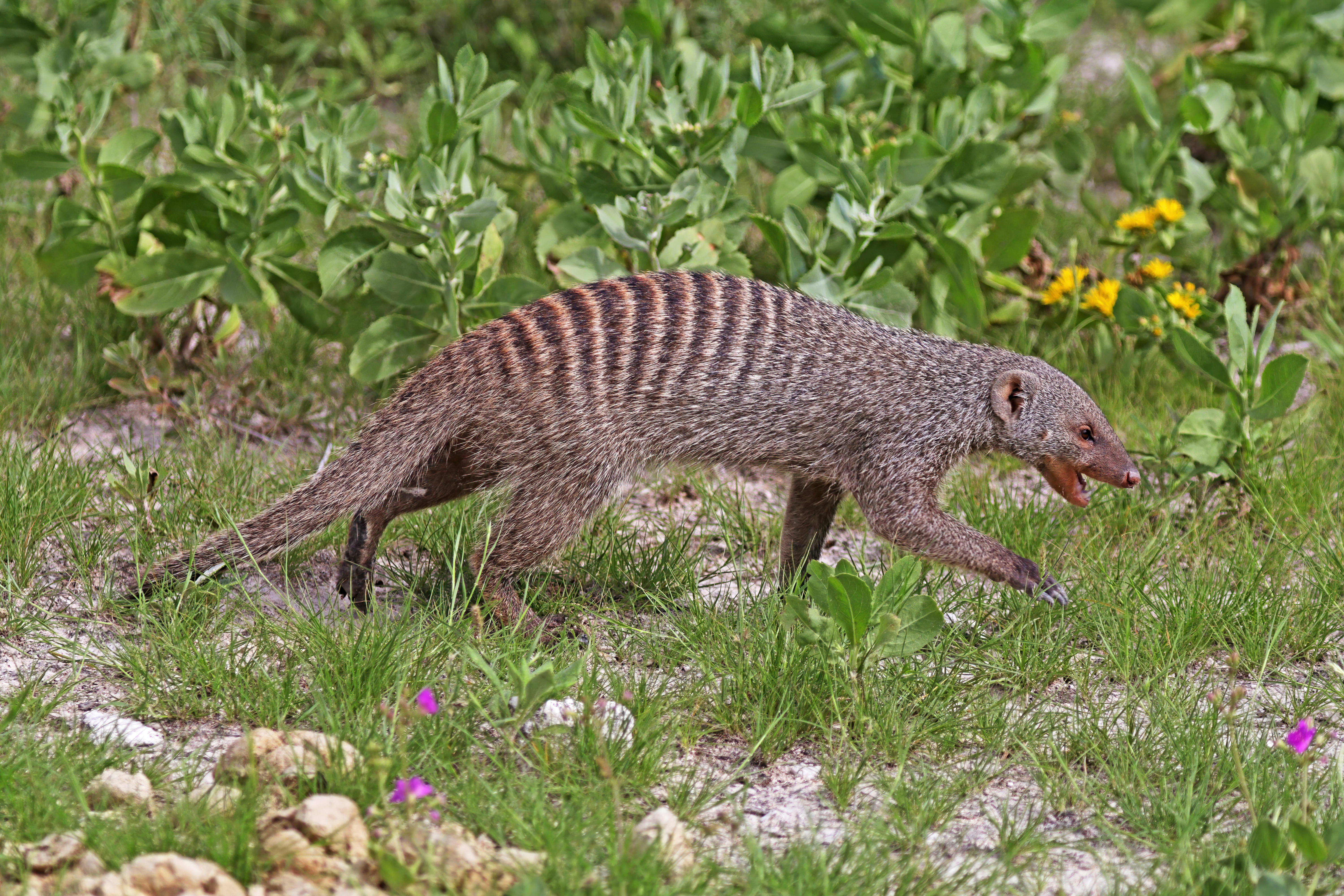
Mungos mungo
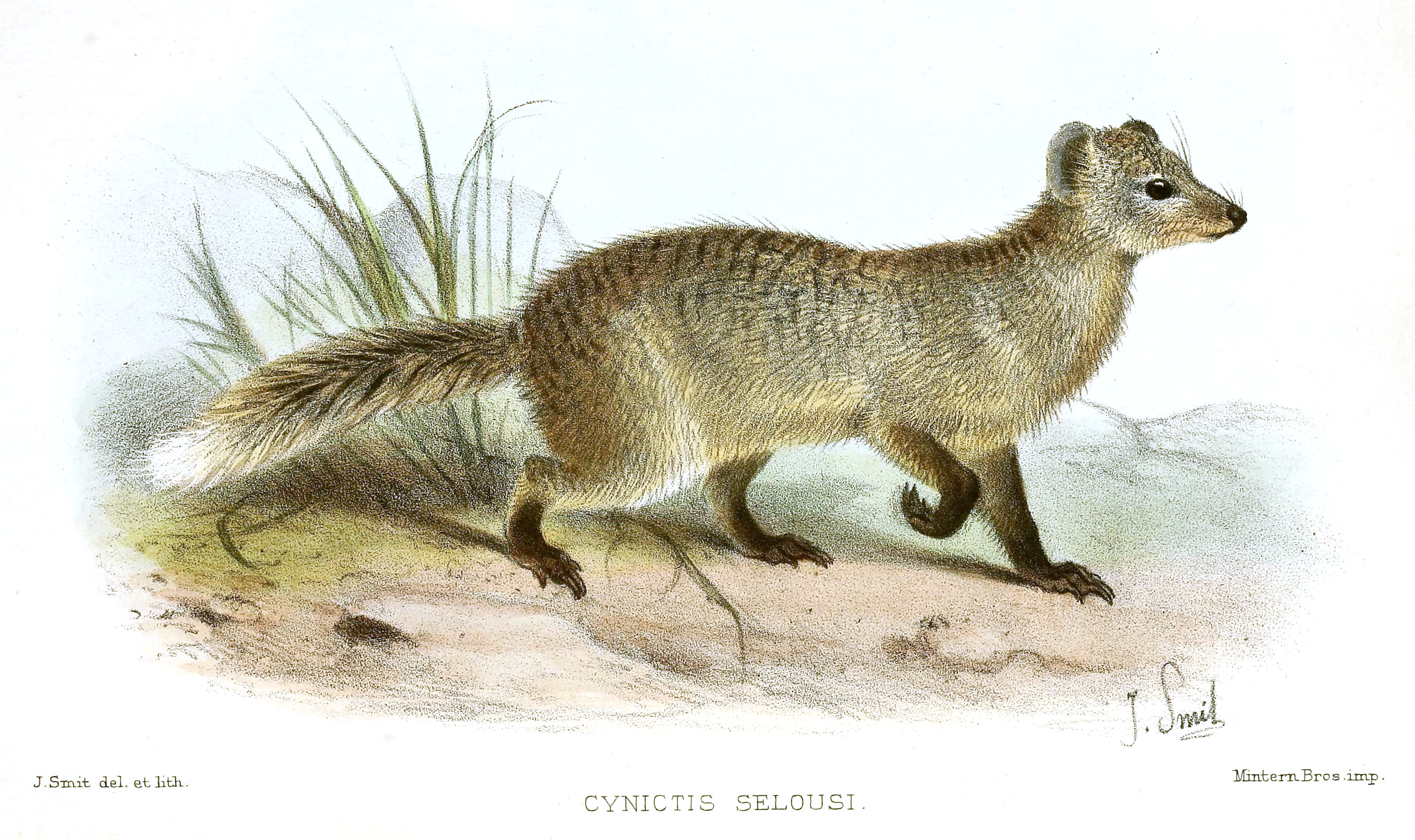
Paracynictis selousi
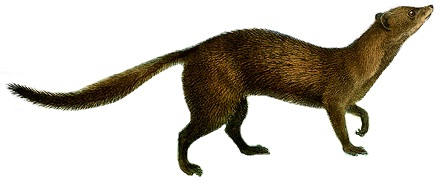
Rhynchogale melleri
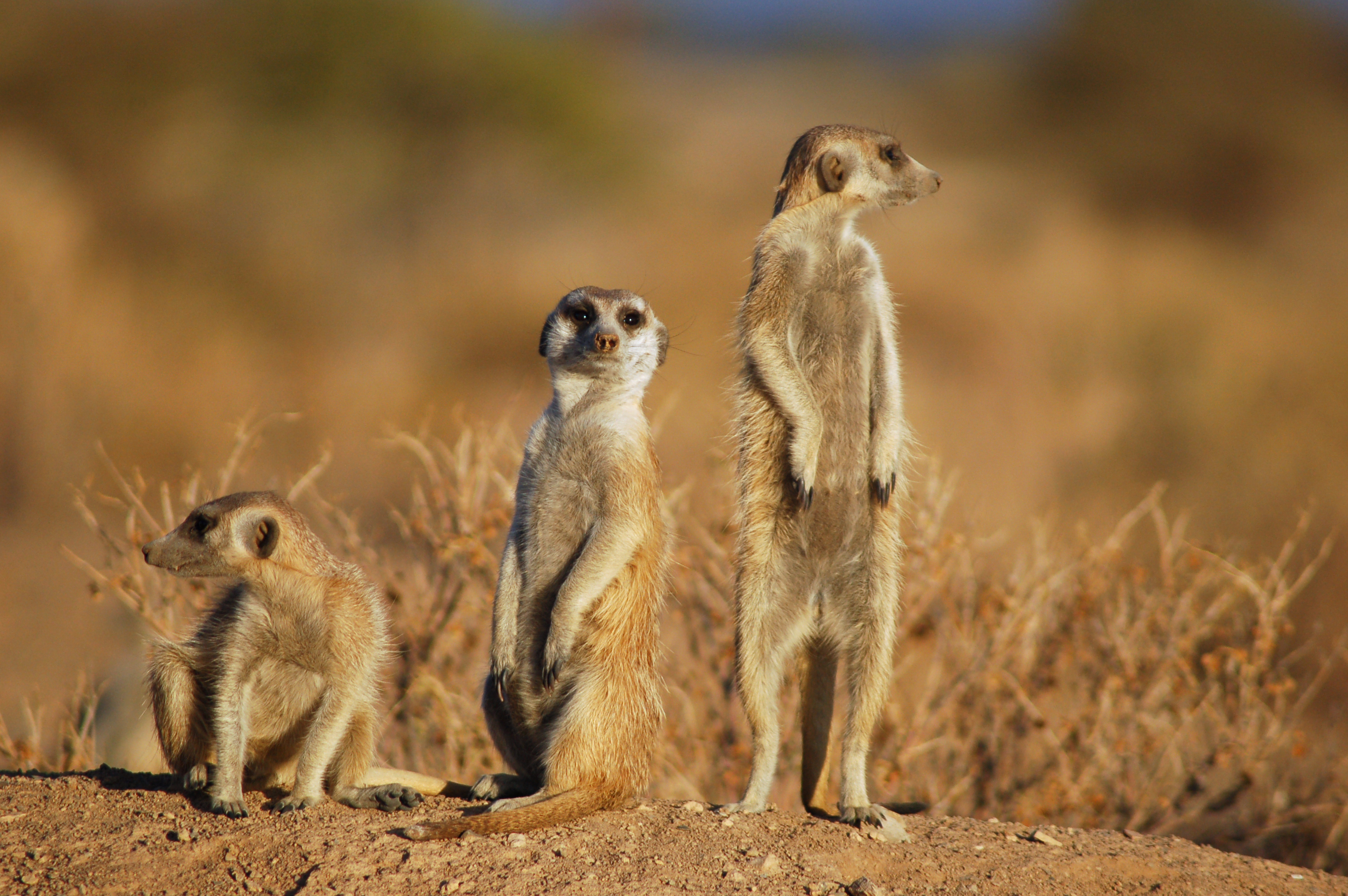
Suricata suricatta

## Filogenia
La investigación filogenética de 18 especies de mangostas reveló que las mangostas solitarias y sociales forman clados diferentes. Las relaciones filogenéticas de Herpestidae se muestran en el siguiente cladograma:
|  | \| \| Bdeogale jacksoni (mangosta de Jackson) \| \| \| \| \| \| Bdeogale nigripes (mangosta patinegra) \| \| \| \| |
|  | |
|  | Bdeogale crassicauda (mangosta colipeluda)                                                                         |
|  | |
|  | Bdeogale jacksoni (mangosta de Jackson)                                                                            |
|  | |
|  | Bdeogale nigripes (mangosta patinegra)                                                                             |
|  | |

|  | Bdeogale jacksoni (mangosta de Jackson) |
|  |                                         |
|  | Bdeogale nigripes (mangosta patinegra)  |
|  |                                         |

|  | \| \| Bdeogale jacksoni (mangosta de Jackson) \| \| \| \| \| \| Bdeogale nigripes (mangosta patinegra) \| \| \| \| |
|  | |
|  | Bdeogale crassicauda (mangosta colipeluda)                                                                         |
|  | |
|  | Bdeogale jacksoni (mangosta de Jackson)                                                                            |
|  | |
|  | Bdeogale nigripes (mangosta patinegra)                                                                             |
|  | |

|  | Bdeogale jacksoni (mangosta de Jackson) |
|  |                                         |
|  | Bdeogale nigripes (mangosta patinegra)  |
|  |                                         |

| Paracynictis | Paracynictis selousi (mangosta de Selous)      |
|              | Paracynictis selousi (mangosta de Selous)      |
| Cynictis     | Cynictis penicillata (mangosta de cola gruesa) |
|              | Cynictis penicillata (mangosta de cola gruesa) |

|  | \| \| Bdeogale jacksoni (mangosta de Jackson) \| \| \| \| \| \| Bdeogale nigripes (mangosta patinegra) \| \| \| \| |
|  | |
|  | Bdeogale crassicauda (mangosta colipeluda)                                                                         |
|  | |
|  | Bdeogale jacksoni (mangosta de Jackson)                                                                            |
|  | |
|  | Bdeogale nigripes (mangosta patinegra)                                                                             |
|  | |

|  | Bdeogale jacksoni (mangosta de Jackson) |
|  |                                         |
|  | Bdeogale nigripes (mangosta patinegra)  |
|  |                                         |

|  | \| \| Bdeogale jacksoni (mangosta de Jackson) \| \| \| \| \| \| Bdeogale nigripes (mangosta patinegra) \| \| \| \| |
|  | |
|  | Bdeogale crassicauda (mangosta colipeluda)                                                                         |
|  | |
|  | Bdeogale jacksoni (mangosta de Jackson)                                                                            |
|  | |
|  | Bdeogale nigripes (mangosta patinegra)                                                                             |
|  | |

|  | Bdeogale jacksoni (mangosta de Jackson) |
|  |                                         |
|  | Bdeogale nigripes (mangosta patinegra)  |
|  |                                         |

| Paracynictis | Paracynictis selousi (mangosta de Selous)      |
|              | Paracynictis selousi (mangosta de Selous)      |
| Cynictis     | Cynictis penicillata (mangosta de cola gruesa) |
|              | Cynictis penicillata (mangosta de cola gruesa) |

|  | \| \| Bdeogale jacksoni (mangosta de Jackson) \| \| \| \| \| \| Bdeogale nigripes (mangosta patinegra) \| \| \| \| |
|  | |
|  | Bdeogale crassicauda (mangosta colipeluda)                                                                         |
|  | |
|  | Bdeogale jacksoni (mangosta de Jackson)                                                                            |
|  | |
|  | Bdeogale nigripes (mangosta patinegra)                                                                             |
|  | |

|  | Bdeogale jacksoni (mangosta de Jackson) |
|  |                                         |
|  | Bdeogale nigripes (mangosta patinegra)  |
|  |                                         |

|  | \| \| Bdeogale jacksoni (mangosta de Jackson) \| \| \| \| \| \| Bdeogale nigripes (mangosta patinegra) \| \| \| \| |
|  | |
|  | Bdeogale crassicauda (mangosta colipeluda)                                                                         |
|  | |
|  | Bdeogale jacksoni (mangosta de Jackson)                                                                            |
|  | |
|  | Bdeogale nigripes (mangosta patinegra)                                                                             |
|  | |

|  | Bdeogale jacksoni (mangosta de Jackson) |
|  |                                         |
|  | Bdeogale nigripes (mangosta patinegra)  |
|  |                                         |

| Paracynictis | Paracynictis selousi (mangosta de Selous)      |
|              | Paracynictis selousi (mangosta de Selous)      |
| Cynictis     | Cynictis penicillata (mangosta de cola gruesa) |
|              | Cynictis penicillata (mangosta de cola gruesa) |

|  | \| \| Bdeogale jacksoni (mangosta de Jackson) \| \| \| \| \| \| Bdeogale nigripes (mangosta patinegra) \| \| \| \| |
|  | |
|  | Bdeogale crassicauda (mangosta colipeluda)                                                                         |
|  | |
|  | Bdeogale jacksoni (mangosta de Jackson)                                                                            |
|  | |
|  | Bdeogale nigripes (mangosta patinegra)                                                                             |
|  | |

|  | Bdeogale jacksoni (mangosta de Jackson) |
|  |                                         |
|  | Bdeogale nigripes (mangosta patinegra)  |
|  |                                         |

|  | \| \| Bdeogale jacksoni (mangosta de Jackson) \| \| \| \| \| \| Bdeogale nigripes (mangosta patinegra) \| \| \| \| |
|  | |
|  | Bdeogale crassicauda (mangosta colipeluda)                                                                         |
|  | |
|  | Bdeogale jacksoni (mangosta de Jackson)                                                                            |
|  | |
|  | Bdeogale nigripes (mangosta patinegra)                                                                             |
|  | |

|  | Bdeogale jacksoni (mangosta de Jackson) |
|  |                                         |
|  | Bdeogale nigripes (mangosta patinegra)  |
|  |                                         |

| Paracynictis | Paracynictis selousi (mangosta de Selous)      |
|              | Paracynictis selousi (mangosta de Selous)      |
| Cynictis     | Cynictis penicillata (mangosta de cola gruesa) |
|              | Cynictis penicillata (mangosta de cola gruesa) |

|  | Herpestes ichneumon (meloncillo) |
|  | |
|  | \| \| Herpestes sanguinea (mangosta esbelta, Galerella sanguinea) \| \| \| \| \| \| Herpestes pulverulenta (mangosta gris del Cabo, Galerella pulverulenta) \| \| \| \| \| \| Herpestes ochracea (mangosta esbelta de Somalia, Galerella ochracea) \| \| \| \| \| \| Herpestes flavescens (mangosta esbelta de Angola, Galerella flavescens) \| \| \| \| |
|  | |
|  | Herpestes sanguinea (mangosta esbelta, Galerella sanguinea) |
|  | |
|  | Herpestes pulverulenta (mangosta gris del Cabo, Galerella pulverulenta) |
|  | |
|  | Herpestes ochracea (mangosta esbelta de Somalia, Galerella ochracea) |
|  | |
|  | Herpestes flavescens (mangosta esbelta de Angola, Galerella flavescens) |
|  | |

|  | Herpestes sanguinea (mangosta esbelta, Galerella sanguinea)             |
|  |                                                                         |
|  | Herpestes pulverulenta (mangosta gris del Cabo, Galerella pulverulenta) |
|  |                                                                         |
|  | Herpestes ochracea (mangosta esbelta de Somalia, Galerella ochracea)    |
|  |                                                                         |
|  | Herpestes flavescens (mangosta esbelta de Angola, Galerella flavescens) |
|  |                                                                         |

|  | \| \| Bdeogale jacksoni (mangosta de Jackson) \| \| \| \| \| \| Bdeogale nigripes (mangosta patinegra) \| \| \| \| |
|  | |
|  | Bdeogale crassicauda (mangosta colipeluda)                                                                         |
|  | |
|  | Bdeogale jacksoni (mangosta de Jackson)                                                                            |
|  | |
|  | Bdeogale nigripes (mangosta patinegra)                                                                             |
|  | |

|  | Bdeogale jacksoni (mangosta de Jackson) |
|  |                                         |
|  | Bdeogale nigripes (mangosta patinegra)  |
|  |                                         |

|  | \| \| Bdeogale jacksoni (mangosta de Jackson) \| \| \| \| \| \| Bdeogale nigripes (mangosta patinegra) \| \| \| \| |
|  | |
|  | Bdeogale crassicauda (mangosta colipeluda)                                                                         |
|  | |
|  | Bdeogale jacksoni (mangosta de Jackson)                                                                            |
|  | |
|  | Bdeogale nigripes (mangosta patinegra)                                                                             |
|  | |

|  | Bdeogale jacksoni (mangosta de Jackson) |
|  |                                         |
|  | Bdeogale nigripes (mangosta patinegra)  |
|  |                                         |

| Paracynictis | Paracynictis selousi (mangosta de Selous)      |
|              | Paracynictis selousi (mangosta de Selous)      |
| Cynictis     | Cynictis penicillata (mangosta de cola gruesa) |
|              | Cynictis penicillata (mangosta de cola gruesa) |

|  | \| \| Bdeogale jacksoni (mangosta de Jackson) \| \| \| \| \| \| Bdeogale nigripes (mangosta patinegra) \| \| \| \| |
|  | |
|  | Bdeogale crassicauda (mangosta colipeluda)                                                                         |
|  | |
|  | Bdeogale jacksoni (mangosta de Jackson)                                                                            |
|  | |
|  | Bdeogale nigripes (mangosta patinegra)                                                                             |
|  | |

|  | Bdeogale jacksoni (mangosta de Jackson) |
|  |                                         |
|  | Bdeogale nigripes (mangosta patinegra)  |
|  |                                         |

|  | \| \| Bdeogale jacksoni (mangosta de Jackson) \| \| \| \| \| \| Bdeogale nigripes (mangosta patinegra) \| \| \| \| |
|  | |
|  | Bdeogale crassicauda (mangosta colipeluda)                                                                         |
|  | |
|  | Bdeogale jacksoni (mangosta de Jackson)                                                                            |
|  | |
|  | Bdeogale nigripes (mangosta patinegra)                                                                             |
|  | |

|  | Bdeogale jacksoni (mangosta de Jackson) |
|  |                                         |
|  | Bdeogale nigripes (mangosta patinegra)  |
|  |                                         |

| Paracynictis | Paracynictis selousi (mangosta de Selous)      |
|              | Paracynictis selousi (mangosta de Selous)      |
| Cynictis     | Cynictis penicillata (mangosta de cola gruesa) |
|              | Cynictis penicillata (mangosta de cola gruesa) |

|  | \| \| Bdeogale jacksoni (mangosta de Jackson) \| \| \| \| \| \| Bdeogale nigripes (mangosta patinegra) \| \| \| \| |
|  | |
|  | Bdeogale crassicauda (mangosta colipeluda)                                                                         |
|  | |
|  | Bdeogale jacksoni (mangosta de Jackson)                                                                            |
|  | |
|  | Bdeogale nigripes (mangosta patinegra)                                                                             |
|  | |

|  | Bdeogale jacksoni (mangosta de Jackson) |
|  |                                         |
|  | Bdeogale nigripes (mangosta patinegra)  |
|  |                                         |

|  | \| \| Bdeogale jacksoni (mangosta de Jackson) \| \| \| \| \| \| Bdeogale nigripes (mangosta patinegra) \| \| \| \| |
|  | |
|  | Bdeogale crassicauda (mangosta colipeluda)                                                                         |
|  | |
|  | Bdeogale jacksoni (mangosta de Jackson)                                                                            |
|  | |
|  | Bdeogale nigripes (mangosta patinegra)                                                                             |
|  | |

|  | Bdeogale jacksoni (mangosta de Jackson) |
|  |                                         |
|  | Bdeogale nigripes (mangosta patinegra)  |
|  |                                         |

| Paracynictis | Paracynictis selousi (mangosta de Selous)      |
|              | Paracynictis selousi (mangosta de Selous)      |
| Cynictis     | Cynictis penicillata (mangosta de cola gruesa) |
|              | Cynictis penicillata (mangosta de cola gruesa) |

|  | \| \| Bdeogale jacksoni (mangosta de Jackson) \| \| \| \| \| \| Bdeogale nigripes (mangosta patinegra) \| \| \| \| |
|  | |
|  | Bdeogale crassicauda (mangosta colipeluda)                                                                         |
|  | |
|  | Bdeogale jacksoni (mangosta de Jackson)                                                                            |
|  | |
|  | Bdeogale nigripes (mangosta patinegra)                                                                             |
|  | |

|  | Bdeogale jacksoni (mangosta de Jackson) |
|  |                                         |
|  | Bdeogale nigripes (mangosta patinegra)  |
|  |                                         |

|  | \| \| Bdeogale jacksoni (mangosta de Jackson) \| \| \| \| \| \| Bdeogale nigripes (mangosta patinegra) \| \| \| \| |
|  | |
|  | Bdeogale crassicauda (mangosta colipeluda)                                                                         |
|  | |
|  | Bdeogale jacksoni (mangosta de Jackson)                                                                            |
|  | |
|  | Bdeogale nigripes (mangosta patinegra)                                                                             |
|  | |

|  | Bdeogale jacksoni (mangosta de Jackson) |
|  |                                         |
|  | Bdeogale nigripes (mangosta patinegra)  |
|  |                                         |

| Paracynictis | Paracynictis selousi (mangosta de Selous)      |
|              | Paracynictis selousi (mangosta de Selous)      |
| Cynictis     | Cynictis penicillata (mangosta de cola gruesa) |
|              | Cynictis penicillata (mangosta de cola gruesa) |

|  | Herpestes ichneumon (meloncillo) |
|  | |
|  | \| \| Herpestes sanguinea (mangosta esbelta, Galerella sanguinea) \| \| \| \| \| \| Herpestes pulverulenta (mangosta gris del Cabo, Galerella pulverulenta) \| \| \| \| \| \| Herpestes ochracea (mangosta esbelta de Somalia, Galerella ochracea) \| \| \| \| \| \| Herpestes flavescens (mangosta esbelta de Angola, Galerella flavescens) \| \| \| \| |
|  | |
|  | Herpestes sanguinea (mangosta esbelta, Galerella sanguinea) |
|  | |
|  | Herpestes pulverulenta (mangosta gris del Cabo, Galerella pulverulenta) |
|  | |
|  | Herpestes ochracea (mangosta esbelta de Somalia, Galerella ochracea) |
|  | |
|  | Herpestes flavescens (mangosta esbelta de Angola, Galerella flavescens) |
|  | |

|  | Herpestes sanguinea (mangosta esbelta, Galerella sanguinea)             |
|  |                                                                         |
|  | Herpestes pulverulenta (mangosta gris del Cabo, Galerella pulverulenta) |
|  |                                                                         |
|  | Herpestes ochracea (mangosta esbelta de Somalia, Galerella ochracea)    |
|  |                                                                         |
|  | Herpestes flavescens (mangosta esbelta de Angola, Galerella flavescens) |
|  |                                                                         |

| Atilax   | Atilax paludinosus (mangosta de los pantanos) |
|          | Atilax paludinosus (mangosta de los pantanos) |
| Xenogale | Xenogale naso (mangosta hocicuda)             |
|          | Xenogale naso (mangosta hocicuda)             |

|  | \| \| Urva brachyura (mangosta de cola corta, Herpestes brachyurus) \| \| \| \| \| \| Urva semitorquata (mangosta de collar, Herpestes semitorquatus) \| \| \| \| |
|  | |
|  | Urva urva (mangosta cangrejera, Herpestes urva) |
|  | |
|  | Urva brachyura (mangosta de cola corta, Herpestes brachyurus) |
|  | |
|  | Urva semitorquata (mangosta de collar, Herpestes semitorquatus)                                                                                                   |
|  | |

|  | Urva brachyura (mangosta de cola corta, Herpestes brachyurus)   |
|  |                                                                 |
|  | Urva semitorquata (mangosta de collar, Herpestes semitorquatus) |
|  |                                                                 |

|  | Urva smithii (mangosta roja, Herpestes smithii)                     |
|  |                                                                     |
|  | Urva vitticolla (mangosta de cuello listado, Herpestes vitticollis) |
|  |                                                                     |

|  | Urva fusca (meloncillo pardo, Herpestes fuscus)                                                                                                   |
|  | |
|  | \| \| Urva edwardsii (meloncillo gris, Herpestes edwardsii) \| \| \| \| \| \| Urva javanica (meloncillo de Java, Herpestes javanicus) \| \| \| \| |
|  | |
|  | Urva edwardsii (meloncillo gris, Herpestes edwardsii)                                                                                             |
|  | |
|  | Urva javanica (meloncillo de Java, Herpestes javanicus)                                                                                           |
|  | |

|  | Urva edwardsii (meloncillo gris, Herpestes edwardsii)   |
|  |                                                         |
|  | Urva javanica (meloncillo de Java, Herpestes javanicus) |
|  |                                                         |

|  | Urva smithii (mangosta roja, Herpestes smithii)                     |
|  |                                                                     |
|  | Urva vitticolla (mangosta de cuello listado, Herpestes vitticollis) |
|  |                                                                     |

|  | Urva fusca (meloncillo pardo, Herpestes fuscus)                                                                                                   |
|  | |
|  | \| \| Urva edwardsii (meloncillo gris, Herpestes edwardsii) \| \| \| \| \| \| Urva javanica (meloncillo de Java, Herpestes javanicus) \| \| \| \| |
|  | |
|  | Urva edwardsii (meloncillo gris, Herpestes edwardsii)                                                                                             |
|  | |
|  | Urva javanica (meloncillo de Java, Herpestes javanicus)                                                                                           |
|  | |

|  | Urva edwardsii (meloncillo gris, Herpestes edwardsii)   |
|  |                                                         |
|  | Urva javanica (meloncillo de Java, Herpestes javanicus) |
|  |                                                         |

|  | \| \| Urva brachyura (mangosta de cola corta, Herpestes brachyurus) \| \| \| \| \| \| Urva semitorquata (mangosta de collar, Herpestes semitorquatus) \| \| \| \| |
|  | |
|  | Urva urva (mangosta cangrejera, Herpestes urva) |
|  | |
|  | Urva brachyura (mangosta de cola corta, Herpestes brachyurus) |
|  | |
|  | Urva semitorquata (mangosta de collar, Herpestes semitorquatus)                                                                                                   |
|  | |

|  | Urva brachyura (mangosta de cola corta, Herpestes brachyurus)   |
|  |                                                                 |
|  | Urva semitorquata (mangosta de collar, Herpestes semitorquatus) |
|  |                                                                 |

|  | Urva smithii (mangosta roja, Herpestes smithii)                     |
|  |                                                                     |
|  | Urva vitticolla (mangosta de cuello listado, Herpestes vitticollis) |
|  |                                                                     |

|  | Urva fusca (meloncillo pardo, Herpestes fuscus)                                                                                                   |
|  | |
|  | \| \| Urva edwardsii (meloncillo gris, Herpestes edwardsii) \| \| \| \| \| \| Urva javanica (meloncillo de Java, Herpestes javanicus) \| \| \| \| |
|  | |
|  | Urva edwardsii (meloncillo gris, Herpestes edwardsii)                                                                                             |
|  | |
|  | Urva javanica (meloncillo de Java, Herpestes javanicus)                                                                                           |
|  | |

|  | Urva edwardsii (meloncillo gris, Herpestes edwardsii)   |
|  |                                                         |
|  | Urva javanica (meloncillo de Java, Herpestes javanicus) |
|  |                                                         |

|  | Urva smithii (mangosta roja, Herpestes smithii)                     |
|  |                                                                     |
|  | Urva vitticolla (mangosta de cuello listado, Herpestes vitticollis) |
|  |                                                                     |

|  | Urva fusca (meloncillo pardo, Herpestes fuscus)                                                                                                   |
|  | |
|  | \| \| Urva edwardsii (meloncillo gris, Herpestes edwardsii) \| \| \| \| \| \| Urva javanica (meloncillo de Java, Herpestes javanicus) \| \| \| \| |
|  | |
|  | Urva edwardsii (meloncillo gris, Herpestes edwardsii)                                                                                             |
|  | |
|  | Urva javanica (meloncillo de Java, Herpestes javanicus)                                                                                           |
|  | |

|  | Urva edwardsii (meloncillo gris, Herpestes edwardsii)   |
|  |                                                         |
|  | Urva javanica (meloncillo de Java, Herpestes javanicus) |
|  |                                                         |

|  | \| \| Urva brachyura (mangosta de cola corta, Herpestes brachyurus) \| \| \| \| \| \| Urva semitorquata (mangosta de collar, Herpestes semitorquatus) \| \| \| \| |
|  | |
|  | Urva urva (mangosta cangrejera, Herpestes urva) |
|  | |
|  | Urva brachyura (mangosta de cola corta, Herpestes brachyurus) |
|  | |
|  | Urva semitorquata (mangosta de collar, Herpestes semitorquatus)                                                                                                   |
|  | |

|  | Urva brachyura (mangosta de cola corta, Herpestes brachyurus)   |
|  |                                                                 |
|  | Urva semitorquata (mangosta de collar, Herpestes semitorquatus) |
|  |                                                                 |

|  | Urva smithii (mangosta roja, Herpestes smithii)                     |
|  |                                                                     |
|  | Urva vitticolla (mangosta de cuello listado, Herpestes vitticollis) |
|  |                                                                     |

|  | Urva fusca (meloncillo pardo, Herpestes fuscus)                                                                                                   |
|  | |
|  | \| \| Urva edwardsii (meloncillo gris, Herpestes edwardsii) \| \| \| \| \| \| Urva javanica (meloncillo de Java, Herpestes javanicus) \| \| \| \| |
|  | |
|  | Urva edwardsii (meloncillo gris, Herpestes edwardsii)                                                                                             |
|  | |
|  | Urva javanica (meloncillo de Java, Herpestes javanicus)                                                                                           |
|  | |

|  | Urva edwardsii (meloncillo gris, Herpestes edwardsii)   |
|  |                                                         |
|  | Urva javanica (meloncillo de Java, Herpestes javanicus) |
|  |                                                         |

|  | Urva smithii (mangosta roja, Herpestes smithii)                     |
|  |                                                                     |
|  | Urva vitticolla (mangosta de cuello listado, Herpestes vitticollis) |
|  |                                                                     |

|  | Urva fusca (meloncillo pardo, Herpestes fuscus)                                                                                                   |
|  | |
|  | \| \| Urva edwardsii (meloncillo gris, Herpestes edwardsii) \| \| \| \| \| \| Urva javanica (meloncillo de Java, Herpestes javanicus) \| \| \| \| |
|  | |
|  | Urva edwardsii (meloncillo gris, Herpestes edwardsii)                                                                                             |
|  | |
|  | Urva javanica (meloncillo de Java, Herpestes javanicus)                                                                                           |
|  | |

|  | Urva edwardsii (meloncillo gris, Herpestes edwardsii)   |
|  |                                                         |
|  | Urva javanica (meloncillo de Java, Herpestes javanicus) |
|  |                                                         |

|  | \| \| Urva brachyura (mangosta de cola corta, Herpestes brachyurus) \| \| \| \| \| \| Urva semitorquata (mangosta de collar, Herpestes semitorquatus) \| \| \| \| |
|  | |
|  | Urva urva (mangosta cangrejera, Herpestes urva) |
|  | |
|  | Urva brachyura (mangosta de cola corta, Herpestes brachyurus) |
|  | |
|  | Urva semitorquata (mangosta de collar, Herpestes semitorquatus)                                                                                                   |
|  | |

|  | Urva brachyura (mangosta de cola corta, Herpestes brachyurus)   |
|  |                                                                 |
|  | Urva semitorquata (mangosta de collar, Herpestes semitorquatus) |
|  |                                                                 |

|  | Urva smithii (mangosta roja, Herpestes smithii)                     |
|  |                                                                     |
|  | Urva vitticolla (mangosta de cuello listado, Herpestes vitticollis) |
|  |                                                                     |

|  | Urva fusca (meloncillo pardo, Herpestes fuscus)                                                                                                   |
|  | |
|  | \| \| Urva edwardsii (meloncillo gris, Herpestes edwardsii) \| \| \| \| \| \| Urva javanica (meloncillo de Java, Herpestes javanicus) \| \| \| \| |
|  | |
|  | Urva edwardsii (meloncillo gris, Herpestes edwardsii)                                                                                             |
|  | |
|  | Urva javanica (meloncillo de Java, Herpestes javanicus)                                                                                           |
|  | |

|  | Urva edwardsii (meloncillo gris, Herpestes edwardsii)   |
|  |                                                         |
|  | Urva javanica (meloncillo de Java, Herpestes javanicus) |
|  |                                                         |

|  | Urva smithii (mangosta roja, Herpestes smithii)                     |
|  |                                                                     |
|  | Urva vitticolla (mangosta de cuello listado, Herpestes vitticollis) |
|  |                                                                     |

|  | Urva fusca (meloncillo pardo, Herpestes fuscus)                                                                                                   |
|  | |
|  | \| \| Urva edwardsii (meloncillo gris, Herpestes edwardsii) \| \| \| \| \| \| Urva javanica (meloncillo de Java, Herpestes javanicus) \| \| \| \| |
|  | |
|  | Urva edwardsii (meloncillo gris, Herpestes edwardsii)                                                                                             |
|  | |
|  | Urva javanica (meloncillo de Java, Herpestes javanicus)                                                                                           |
|  | |

|  | Urva edwardsii (meloncillo gris, Herpestes edwardsii)   |
|  |                                                         |
|  | Urva javanica (meloncillo de Java, Herpestes javanicus) |
|  |                                                         |

| Atilax   | Atilax paludinosus (mangosta de los pantanos) |
|          | Atilax paludinosus (mangosta de los pantanos) |
| Xenogale | Xenogale naso (mangosta hocicuda)             |
|          | Xenogale naso (mangosta hocicuda)             |

|  | \| \| Urva brachyura (mangosta de cola corta, Herpestes brachyurus) \| \| \| \| \| \| Urva semitorquata (mangosta de collar, Herpestes semitorquatus) \| \| \| \| |
|  | |
|  | Urva urva (mangosta cangrejera, Herpestes urva) |
|  | |
|  | Urva brachyura (mangosta de cola corta, Herpestes brachyurus) |
|  | |
|  | Urva semitorquata (mangosta de collar, Herpestes semitorquatus)                                                                                                   |
|  | |

|  | Urva brachyura (mangosta de cola corta, Herpestes brachyurus)   |
|  |                                                                 |
|  | Urva semitorquata (mangosta de collar, Herpestes semitorquatus) |
|  |                                                                 |

|  | Urva smithii (mangosta roja, Herpestes smithii)                     |
|  |                                                                     |
|  | Urva vitticolla (mangosta de cuello listado, Herpestes vitticollis) |
|  |                                                                     |

|  | Urva fusca (meloncillo pardo, Herpestes fuscus)                                                                                                   |
|  | |
|  | \| \| Urva edwardsii (meloncillo gris, Herpestes edwardsii) \| \| \| \| \| \| Urva javanica (meloncillo de Java, Herpestes javanicus) \| \| \| \| |
|  | |
|  | Urva edwardsii (meloncillo gris, Herpestes edwardsii)                                                                                             |
|  | |
|  | Urva javanica (meloncillo de Java, Herpestes javanicus)                                                                                           |
|  | |

|  | Urva edwardsii (meloncillo gris, Herpestes edwardsii)   |
|  |                                                         |
|  | Urva javanica (meloncillo de Java, Herpestes javanicus) |
|  |                                                         |

|  | Urva smithii (mangosta roja, Herpestes smithii)                     |
|  |                                                                     |
|  | Urva vitticolla (mangosta de cuello listado, Herpestes vitticollis) |
|  |                                                                     |

|  | Urva fusca (meloncillo pardo, Herpestes fuscus)                                                                                                   |
|  | |
|  | \| \| Urva edwardsii (meloncillo gris, Herpestes edwardsii) \| \| \| \| \| \| Urva javanica (meloncillo de Java, Herpestes javanicus) \| \| \| \| |
|  | |
|  | Urva edwardsii (meloncillo gris, Herpestes edwardsii)                                                                                             |
|  | |
|  | Urva javanica (meloncillo de Java, Herpestes javanicus)                                                                                           |
|  | |

|  | Urva edwardsii (meloncillo gris, Herpestes edwardsii)   |
|  |                                                         |
|  | Urva javanica (meloncillo de Java, Herpestes javanicus) |
|  |                                                         |

|  | \| \| Urva brachyura (mangosta de cola corta, Herpestes brachyurus) \| \| \| \| \| \| Urva semitorquata (mangosta de collar, Herpestes semitorquatus) \| \| \| \| |
|  | |
|  | Urva urva (mangosta cangrejera, Herpestes urva) |
|  | |
|  | Urva brachyura (mangosta de cola corta, Herpestes brachyurus) |
|  | |
|  | Urva semitorquata (mangosta de collar, Herpestes semitorquatus)                                                                                                   |
|  | |

|  | Urva brachyura (mangosta de cola corta, Herpestes brachyurus)   |
|  |                                                                 |
|  | Urva semitorquata (mangosta de collar, Herpestes semitorquatus) |
|  |                                                                 |

|  | Urva smithii (mangosta roja, Herpestes smithii)                     |
|  |                                                                     |
|  | Urva vitticolla (mangosta de cuello listado, Herpestes vitticollis) |
|  |                                                                     |

|  | Urva fusca (meloncillo pardo, Herpestes fuscus)                                                                                                   |
|  | |
|  | \| \| Urva edwardsii (meloncillo gris, Herpestes edwardsii) \| \| \| \| \| \| Urva javanica (meloncillo de Java, Herpestes javanicus) \| \| \| \| |
|  | |
|  | Urva edwardsii (meloncillo gris, Herpestes edwardsii)                                                                                             |
|  | |
|  | Urva javanica (meloncillo de Java, Herpestes javanicus)                                                                                           |
|  | |

|  | Urva edwardsii (meloncillo gris, Herpestes edwardsii)   |
|  |                                                         |
|  | Urva javanica (meloncillo de Java, Herpestes javanicus) |
|  |                                                         |

|  | Urva smithii (mangosta roja, Herpestes smithii)                     |
|  |                                                                     |
|  | Urva vitticolla (mangosta de cuello listado, Herpestes vitticollis) |
|  |                                                                     |

|  | Urva fusca (meloncillo pardo, Herpestes fuscus)                                                                                                   |
|  | |
|  | \| \| Urva edwardsii (meloncillo gris, Herpestes edwardsii) \| \| \| \| \| \| Urva javanica (meloncillo de Java, Herpestes javanicus) \| \| \| \| |
|  | |
|  | Urva edwardsii (meloncillo gris, Herpestes edwardsii)                                                                                             |
|  | |
|  | Urva javanica (meloncillo de Java, Herpestes javanicus)                                                                                           |
|  | |

|  | Urva edwardsii (meloncillo gris, Herpestes edwardsii)   |
|  |                                                         |
|  | Urva javanica (meloncillo de Java, Herpestes javanicus) |
|  |                                                         |

|  | \| \| Urva brachyura (mangosta de cola corta, Herpestes brachyurus) \| \| \| \| \| \| Urva semitorquata (mangosta de collar, Herpestes semitorquatus) \| \| \| \| |
|  | |
|  | Urva urva (mangosta cangrejera, Herpestes urva) |
|  | |
|  | Urva brachyura (mangosta de cola corta, Herpestes brachyurus) |
|  | |
|  | Urva semitorquata (mangosta de collar, Herpestes semitorquatus)                                                                                                   |
|  | |

|  | Urva brachyura (mangosta de cola corta, Herpestes brachyurus)   |
|  |                                                                 |
|  | Urva semitorquata (mangosta de collar, Herpestes semitorquatus) |
|  |                                                                 |

|  | Urva smithii (mangosta roja, Herpestes smithii)                     |
|  |                                                                     |
|  | Urva vitticolla (mangosta de cuello listado, Herpestes vitticollis) |
|  |                                                                     |

|  | Urva fusca (meloncillo pardo, Herpestes fuscus)                                                                                                   |
|  | |
|  | \| \| Urva edwardsii (meloncillo gris, Herpestes edwardsii) \| \| \| \| \| \| Urva javanica (meloncillo de Java, Herpestes javanicus) \| \| \| \| |
|  | |
|  | Urva edwardsii (meloncillo gris, Herpestes edwardsii)                                                                                             |
|  | |
|  | Urva javanica (meloncillo de Java, Herpestes javanicus)                                                                                           |
|  | |

|  | Urva edwardsii (meloncillo gris, Herpestes edwardsii)   |
|  |                                                         |
|  | Urva javanica (meloncillo de Java, Herpestes javanicus) |
|  |                                                         |

|  | Urva smithii (mangosta roja, Herpestes smithii)                     |
|  |                                                                     |
|  | Urva vitticolla (mangosta de cuello listado, Herpestes vitticollis) |
|  |                                                                     |

|  | Urva fusca (meloncillo pardo, Herpestes fuscus)                                                                                                   |
|  | |
|  | \| \| Urva edwardsii (meloncillo gris, Herpestes edwardsii) \| \| \| \| \| \| Urva javanica (meloncillo de Java, Herpestes javanicus) \| \| \| \| |
|  | |
|  | Urva edwardsii (meloncillo gris, Herpestes edwardsii)                                                                                             |
|  | |
|  | Urva javanica (meloncillo de Java, Herpestes javanicus)                                                                                           |
|  | |

|  | Urva edwardsii (meloncillo gris, Herpestes edwardsii)   |
|  |                                                         |
|  | Urva javanica (meloncillo de Java, Herpestes javanicus) |
|  |                                                         |

|  | \| \| Urva brachyura (mangosta de cola corta, Herpestes brachyurus) \| \| \| \| \| \| Urva semitorquata (mangosta de collar, Herpestes semitorquatus) \| \| \| \| |
|  | |
|  | Urva urva (mangosta cangrejera, Herpestes urva) |
|  | |
|  | Urva brachyura (mangosta de cola corta, Herpestes brachyurus) |
|  | |
|  | Urva semitorquata (mangosta de collar, Herpestes semitorquatus)                                                                                                   |
|  | |

|  | Urva brachyura (mangosta de cola corta, Herpestes brachyurus)   |
|  |                                                                 |
|  | Urva semitorquata (mangosta de collar, Herpestes semitorquatus) |
|  |                                                                 |

|  | Urva smithii (mangosta roja, Herpestes smithii)                     |
|  |                                                                     |
|  | Urva vitticolla (mangosta de cuello listado, Herpestes vitticollis) |
|  |                                                                     |

|  | Urva fusca (meloncillo pardo, Herpestes fuscus)                                                                                                   |
|  | |
|  | \| \| Urva edwardsii (meloncillo gris, Herpestes edwardsii) \| \| \| \| \| \| Urva javanica (meloncillo de Java, Herpestes javanicus) \| \| \| \| |
|  | |
|  | Urva edwardsii (meloncillo gris, Herpestes edwardsii)                                                                                             |
|  | |
|  | Urva javanica (meloncillo de Java, Herpestes javanicus)                                                                                           |
|  | |

|  | Urva edwardsii (meloncillo gris, Herpestes edwardsii)   |
|  |                                                         |
|  | Urva javanica (meloncillo de Java, Herpestes javanicus) |
|  |                                                         |

|  | Urva smithii (mangosta roja, Herpestes smithii)                     |
|  |                                                                     |
|  | Urva vitticolla (mangosta de cuello listado, Herpestes vitticollis) |
|  |                                                                     |

|  | Urva fusca (meloncillo pardo, Herpestes fuscus)                                                                                                   |
|  | |
|  | \| \| Urva edwardsii (meloncillo gris, Herpestes edwardsii) \| \| \| \| \| \| Urva javanica (meloncillo de Java, Herpestes javanicus) \| \| \| \| |
|  | |
|  | Urva edwardsii (meloncillo gris, Herpestes edwardsii)                                                                                             |
|  | |
|  | Urva javanica (meloncillo de Java, Herpestes javanicus)                                                                                           |
|  | |

|  | Urva edwardsii (meloncillo gris, Herpestes edwardsii)   |
|  |                                                         |
|  | Urva javanica (meloncillo de Java, Herpestes javanicus) |
|  |                                                         |

|  | \| \| Bdeogale jacksoni (mangosta de Jackson) \| \| \| \| \| \| Bdeogale nigripes (mangosta patinegra) \| \| \| \| |
|  | |
|  | Bdeogale crassicauda (mangosta colipeluda)                                                                         |
|  | |
|  | Bdeogale jacksoni (mangosta de Jackson)                                                                            |
|  | |
|  | Bdeogale nigripes (mangosta patinegra)                                                                             |
|  | |

|  | Bdeogale jacksoni (mangosta de Jackson) |
|  |                                         |
|  | Bdeogale nigripes (mangosta patinegra)  |
|  |                                         |

|  | \| \| Bdeogale jacksoni (mangosta de Jackson) \| \| \| \| \| \| Bdeogale nigripes (mangosta patinegra) \| \| \| \| |
|  | |
|  | Bdeogale crassicauda (mangosta colipeluda)                                                                         |
|  | |
|  | Bdeogale jacksoni (mangosta de Jackson)                                                                            |
|  | |
|  | Bdeogale nigripes (mangosta patinegra)                                                                             |
|  | |

|  | Bdeogale jacksoni (mangosta de Jackson) |
|  |                                         |
|  | Bdeogale nigripes (mangosta patinegra)  |
|  |                                         |

| Paracynictis | Paracynictis selousi (mangosta de Selous)      |
|              | Paracynictis selousi (mangosta de Selous)      |
| Cynictis     | Cynictis penicillata (mangosta de cola gruesa) |
|              | Cynictis penicillata (mangosta de cola gruesa) |

|  | \| \| Bdeogale jacksoni (mangosta de Jackson) \| \| \| \| \| \| Bdeogale nigripes (mangosta patinegra) \| \| \| \| |
|  | |
|  | Bdeogale crassicauda (mangosta colipeluda)                                                                         |
|  | |
|  | Bdeogale jacksoni (mangosta de Jackson)                                                                            |
|  | |
|  | Bdeogale nigripes (mangosta patinegra)                                                                             |
|  | |

|  | Bdeogale jacksoni (mangosta de Jackson) |
|  |                                         |
|  | Bdeogale nigripes (mangosta patinegra)  |
|  |                                         |

|  | \| \| Bdeogale jacksoni (mangosta de Jackson) \| \| \| \| \| \| Bdeogale nigripes (mangosta patinegra) \| \| \| \| |
|  | |
|  | Bdeogale crassicauda (mangosta colipeluda)                                                                         |
|  | |
|  | Bdeogale jacksoni (mangosta de Jackson)                                                                            |
|  | |
|  | Bdeogale nigripes (mangosta patinegra)                                                                             |
|  | |

|  | Bdeogale jacksoni (mangosta de Jackson) |
|  |                                         |
|  | Bdeogale nigripes (mangosta patinegra)  |
|  |                                         |

| Paracynictis | Paracynictis selousi (mangosta de Selous)      |
|              | Paracynictis selousi (mangosta de Selous)      |
| Cynictis     | Cynictis penicillata (mangosta de cola gruesa) |
|              | Cynictis penicillata (mangosta de cola gruesa) |

|  | \| \| Bdeogale jacksoni (mangosta de Jackson) \| \| \| \| \| \| Bdeogale nigripes (mangosta patinegra) \| \| \| \| |
|  | |
|  | Bdeogale crassicauda (mangosta colipeluda)                                                                         |
|  | |
|  | Bdeogale jacksoni (mangosta de Jackson)                                                                            |
|  | |
|  | Bdeogale nigripes (mangosta patinegra)                                                                             |
|  | |

|  | Bdeogale jacksoni (mangosta de Jackson) |
|  |                                         |
|  | Bdeogale nigripes (mangosta patinegra)  |
|  |                                         |

|  | \| \| Bdeogale jacksoni (mangosta de Jackson) \| \| \| \| \| \| Bdeogale nigripes (mangosta patinegra) \| \| \| \| |
|  | |
|  | Bdeogale crassicauda (mangosta colipeluda)                                                                         |
|  | |
|  | Bdeogale jacksoni (mangosta de Jackson)                                                                            |
|  | |
|  | Bdeogale nigripes (mangosta patinegra)                                                                             |
|  | |

|  | Bdeogale jacksoni (mangosta de Jackson) |
|  |                                         |
|  | Bdeogale nigripes (mangosta patinegra)  |
|  |                                         |

| Paracynictis | Paracynictis selousi (mangosta de Selous)      |
|              | Paracynictis selousi (mangosta de Selous)      |
| Cynictis     | Cynictis penicillata (mangosta de cola gruesa) |
|              | Cynictis penicillata (mangosta de cola gruesa) |

|  | \| \| Bdeogale jacksoni (mangosta de Jackson) \| \| \| \| \| \| Bdeogale nigripes (mangosta patinegra) \| \| \| \| |
|  | |
|  | Bdeogale crassicauda (mangosta colipeluda)                                                                         |
|  | |
|  | Bdeogale jacksoni (mangosta de Jackson)                                                                            |
|  | |
|  | Bdeogale nigripes (mangosta patinegra)                                                                             |
|  | |

|  | Bdeogale jacksoni (mangosta de Jackson) |
|  |                                         |
|  | Bdeogale nigripes (mangosta patinegra)  |
|  |                                         |

|  | \| \| Bdeogale jacksoni (mangosta de Jackson) \| \| \| \| \| \| Bdeogale nigripes (mangosta patinegra) \| \| \| \| |
|  | |
|  | Bdeogale crassicauda (mangosta colipeluda)                                                                         |
|  | |
|  | Bdeogale jacksoni (mangosta de Jackson)                                                                            |
|  | |
|  | Bdeogale nigripes (mangosta patinegra)                                                                             |
|  | |

|  | Bdeogale jacksoni (mangosta de Jackson) |
|  |                                         |
|  | Bdeogale nigripes (mangosta patinegra)  |
|  |                                         |

| Paracynictis | Paracynictis selousi (mangosta de Selous)      |
|              | Paracynictis selousi (mangosta de Selous)      |
| Cynictis     | Cynictis penicillata (mangosta de cola gruesa) |
|              | Cynictis penicillata (mangosta de cola gruesa) |

|  | Herpestes ichneumon (meloncillo) |
|  | |
|  | \| \| Herpestes sanguinea (mangosta esbelta, Galerella sanguinea) \| \| \| \| \| \| Herpestes pulverulenta (mangosta gris del Cabo, Galerella pulverulenta) \| \| \| \| \| \| Herpestes ochracea (mangosta esbelta de Somalia, Galerella ochracea) \| \| \| \| \| \| Herpestes flavescens (mangosta esbelta de Angola, Galerella flavescens) \| \| \| \| |
|  | |
|  | Herpestes sanguinea (mangosta esbelta, Galerella sanguinea) |
|  | |
|  | Herpestes pulverulenta (mangosta gris del Cabo, Galerella pulverulenta) |
|  | |
|  | Herpestes ochracea (mangosta esbelta de Somalia, Galerella ochracea) |
|  | |
|  | Herpestes flavescens (mangosta esbelta de Angola, Galerella flavescens) |
|  | |

|  | Herpestes sanguinea (mangosta esbelta, Galerella sanguinea)             |
|  |                                                                         |
|  | Herpestes pulverulenta (mangosta gris del Cabo, Galerella pulverulenta) |
|  |                                                                         |
|  | Herpestes ochracea (mangosta esbelta de Somalia, Galerella ochracea)    |
|  |                                                                         |
|  | Herpestes flavescens (mangosta esbelta de Angola, Galerella flavescens) |
|  |                                                                         |

|  | \| \| Bdeogale jacksoni (mangosta de Jackson) \| \| \| \| \| \| Bdeogale nigripes (mangosta patinegra) \| \| \| \| |
|  | |
|  | Bdeogale crassicauda (mangosta colipeluda)                                                                         |
|  | |
|  | Bdeogale jacksoni (mangosta de Jackson)                                                                            |
|  | |
|  | Bdeogale nigripes (mangosta patinegra)                                                                             |
|  | |

|  | Bdeogale jacksoni (mangosta de Jackson) |
|  |                                         |
|  | Bdeogale nigripes (mangosta patinegra)  |
|  |                                         |

|  | \| \| Bdeogale jacksoni (mangosta de Jackson) \| \| \| \| \| \| Bdeogale nigripes (mangosta patinegra) \| \| \| \| |
|  | |
|  | Bdeogale crassicauda (mangosta colipeluda)                                                                         |
|  | |
|  | Bdeogale jacksoni (mangosta de Jackson)                                                                            |
|  | |
|  | Bdeogale nigripes (mangosta patinegra)                                                                             |
|  | |

|  | Bdeogale jacksoni (mangosta de Jackson) |
|  |                                         |
|  | Bdeogale nigripes (mangosta patinegra)  |
|  |                                         |

| Paracynictis | Paracynictis selousi (mangosta de Selous)      |
|              | Paracynictis selousi (mangosta de Selous)      |
| Cynictis     | Cynictis penicillata (mangosta de cola gruesa) |
|              | Cynictis penicillata (mangosta de cola gruesa) |

|  | \| \| Bdeogale jacksoni (mangosta de Jackson) \| \| \| \| \| \| Bdeogale nigripes (mangosta patinegra) \| \| \| \| |
|  | |
|  | Bdeogale crassicauda (mangosta colipeluda)                                                                         |
|  | |
|  | Bdeogale jacksoni (mangosta de Jackson)                                                                            |
|  | |
|  | Bdeogale nigripes (mangosta patinegra)                                                                             |
|  | |

|  | Bdeogale jacksoni (mangosta de Jackson) |
|  |                                         |
|  | Bdeogale nigripes (mangosta patinegra)  |
|  |                                         |

|  | \| \| Bdeogale jacksoni (mangosta de Jackson) \| \| \| \| \| \| Bdeogale nigripes (mangosta patinegra) \| \| \| \| |
|  | |
|  | Bdeogale crassicauda (mangosta colipeluda)                                                                         |
|  | |
|  | Bdeogale jacksoni (mangosta de Jackson)                                                                            |
|  | |
|  | Bdeogale nigripes (mangosta patinegra)                                                                             |
|  | |

|  | Bdeogale jacksoni (mangosta de Jackson) |
|  |                                         |
|  | Bdeogale nigripes (mangosta patinegra)  |
|  |                                         |

| Paracynictis | Paracynictis selousi (mangosta de Selous)      |
|              | Paracynictis selousi (mangosta de Selous)      |
| Cynictis     | Cynictis penicillata (mangosta de cola gruesa) |
|              | Cynictis penicillata (mangosta de cola gruesa) |

|  | \| \| Bdeogale jacksoni (mangosta de Jackson) \| \| \| \| \| \| Bdeogale nigripes (mangosta patinegra) \| \| \| \| |
|  | |
|  | Bdeogale crassicauda (mangosta colipeluda)                                                                         |
|  | |
|  | Bdeogale jacksoni (mangosta de Jackson)                                                                            |
|  | |
|  | Bdeogale nigripes (mangosta patinegra)                                                                             |
|  | |

|  | Bdeogale jacksoni (mangosta de Jackson) |
|  |                                         |
|  | Bdeogale nigripes (mangosta patinegra)  |
|  |                                         |

|  | \| \| Bdeogale jacksoni (mangosta de Jackson) \| \| \| \| \| \| Bdeogale nigripes (mangosta patinegra) \| \| \| \| |
|  | |
|  | Bdeogale crassicauda (mangosta colipeluda)                                                                         |
|  | |
|  | Bdeogale jacksoni (mangosta de Jackson)                                                                            |
|  | |
|  | Bdeogale nigripes (mangosta patinegra)                                                                             |
|  | |

|  | Bdeogale jacksoni (mangosta de Jackson) |
|  |                                         |
|  | Bdeogale nigripes (mangosta patinegra)  |
|  |                                         |

| Paracynictis | Paracynictis selousi (mangosta de Selous)      |
|              | Paracynictis selousi (mangosta de Selous)      |
| Cynictis     | Cynictis penicillata (mangosta de cola gruesa) |
|              | Cynictis penicillata (mangosta de cola gruesa) |

|  | \| \| Bdeogale jacksoni (mangosta de Jackson) \| \| \| \| \| \| Bdeogale nigripes (mangosta patinegra) \| \| \| \| |
|  | |
|  | Bdeogale crassicauda (mangosta colipeluda)                                                                         |
|  | |
|  | Bdeogale jacksoni (mangosta de Jackson)                                                                            |
|  | |
|  | Bdeogale nigripes (mangosta patinegra)                                                                             |
|  | |

|  | Bdeogale jacksoni (mangosta de Jackson) |
|  |                                         |
|  | Bdeogale nigripes (mangosta patinegra)  |
|  |                                         |

|  | \| \| Bdeogale jacksoni (mangosta de Jackson) \| \| \| \| \| \| Bdeogale nigripes (mangosta patinegra) \| \| \| \| |
|  | |
|  | Bdeogale crassicauda (mangosta colipeluda)                                                                         |
|  | |
|  | Bdeogale jacksoni (mangosta de Jackson)                                                                            |
|  | |
|  | Bdeogale nigripes (mangosta patinegra)                                                                             |
|  | |

|  | Bdeogale jacksoni (mangosta de Jackson) |
|  |                                         |
|  | Bdeogale nigripes (mangosta patinegra)  |
|  |                                         |

| Paracynictis | Paracynictis selousi (mangosta de Selous)      |
|              | Paracynictis selousi (mangosta de Selous)      |
| Cynictis     | Cynictis penicillata (mangosta de cola gruesa) |
|              | Cynictis penicillata (mangosta de cola gruesa) |

|  | Herpestes ichneumon (meloncillo) |
|  | |
|  | \| \| Herpestes sanguinea (mangosta esbelta, Galerella sanguinea) \| \| \| \| \| \| Herpestes pulverulenta (mangosta gris del Cabo, Galerella pulverulenta) \| \| \| \| \| \| Herpestes ochracea (mangosta esbelta de Somalia, Galerella ochracea) \| \| \| \| \| \| Herpestes flavescens (mangosta esbelta de Angola, Galerella flavescens) \| \| \| \| |
|  | |
|  | Herpestes sanguinea (mangosta esbelta, Galerella sanguinea) |
|  | |
|  | Herpestes pulverulenta (mangosta gris del Cabo, Galerella pulverulenta) |
|  | |
|  | Herpestes ochracea (mangosta esbelta de Somalia, Galerella ochracea) |
|  | |
|  | Herpestes flavescens (mangosta esbelta de Angola, Galerella flavescens) |
|  | |

|  | Herpestes sanguinea (mangosta esbelta, Galerella sanguinea)             |
|  |                                                                         |
|  | Herpestes pulverulenta (mangosta gris del Cabo, Galerella pulverulenta) |
|  |                                                                         |
|  | Herpestes ochracea (mangosta esbelta de Somalia, Galerella ochracea)    |
|  |                                                                         |
|  | Herpestes flavescens (mangosta esbelta de Angola, Galerella flavescens) |
|  |                                                                         |

| Atilax   | Atilax paludinosus (mangosta de los pantanos) |
|          | Atilax paludinosus (mangosta de los pantanos) |
| Xenogale | Xenogale naso (mangosta hocicuda)             |
|          | Xenogale naso (mangosta hocicuda)             |

|  | \| \| Urva brachyura (mangosta de cola corta, Herpestes brachyurus) \| \| \| \| \| \| Urva semitorquata (mangosta de collar, Herpestes semitorquatus) \| \| \| \| |
|  | |
|  | Urva urva (mangosta cangrejera, Herpestes urva) |
|  | |
|  | Urva brachyura (mangosta de cola corta, Herpestes brachyurus) |
|  | |
|  | Urva semitorquata (mangosta de collar, Herpestes semitorquatus)                                                                                                   |
|  | |

|  | Urva brachyura (mangosta de cola corta, Herpestes brachyurus)   |
|  |                                                                 |
|  | Urva semitorquata (mangosta de collar, Herpestes semitorquatus) |
|  |                                                                 |

|  | Urva smithii (mangosta roja, Herpestes smithii)                     |
|  |                                                                     |
|  | Urva vitticolla (mangosta de cuello listado, Herpestes vitticollis) |
|  |                                                                     |

|  | Urva fusca (meloncillo pardo, Herpestes fuscus)                                                                                                   |
|  | |
|  | \| \| Urva edwardsii (meloncillo gris, Herpestes edwardsii) \| \| \| \| \| \| Urva javanica (meloncillo de Java, Herpestes javanicus) \| \| \| \| |
|  | |
|  | Urva edwardsii (meloncillo gris, Herpestes edwardsii)                                                                                             |
|  | |
|  | Urva javanica (meloncillo de Java, Herpestes javanicus)                                                                                           |
|  | |

|  | Urva edwardsii (meloncillo gris, Herpestes edwardsii)   |
|  |                                                         |
|  | Urva javanica (meloncillo de Java, Herpestes javanicus) |
|  |                                                         |

|  | Urva smithii (mangosta roja, Herpestes smithii)                     |
|  |                                                                     |
|  | Urva vitticolla (mangosta de cuello listado, Herpestes vitticollis) |
|  |                                                                     |

|  | Urva fusca (meloncillo pardo, Herpestes fuscus)                                                                                                   |
|  | |
|  | \| \| Urva edwardsii (meloncillo gris, Herpestes edwardsii) \| \| \| \| \| \| Urva javanica (meloncillo de Java, Herpestes javanicus) \| \| \| \| |
|  | |
|  | Urva edwardsii (meloncillo gris, Herpestes edwardsii)                                                                                             |
|  | |
|  | Urva javanica (meloncillo de Java, Herpestes javanicus)                                                                                           |
|  | |

|  | Urva edwardsii (meloncillo gris, Herpestes edwardsii)   |
|  |                                                         |
|  | Urva javanica (meloncillo de Java, Herpestes javanicus) |
|  |                                                         |

|  | \| \| Urva brachyura (mangosta de cola corta, Herpestes brachyurus) \| \| \| \| \| \| Urva semitorquata (mangosta de collar, Herpestes semitorquatus) \| \| \| \| |
|  | |
|  | Urva urva (mangosta cangrejera, Herpestes urva) |
|  | |
|  | Urva brachyura (mangosta de cola corta, Herpestes brachyurus) |
|  | |
|  | Urva semitorquata (mangosta de collar, Herpestes semitorquatus)                                                                                                   |
|  | |

|  | Urva brachyura (mangosta de cola corta, Herpestes brachyurus)   |
|  |                                                                 |
|  | Urva semitorquata (mangosta de collar, Herpestes semitorquatus) |
|  |                                                                 |

|  | Urva smithii (mangosta roja, Herpestes smithii)                     |
|  |                                                                     |
|  | Urva vitticolla (mangosta de cuello listado, Herpestes vitticollis) |
|  |                                                                     |

|  | Urva fusca (meloncillo pardo, Herpestes fuscus)                                                                                                   |
|  | |
|  | \| \| Urva edwardsii (meloncillo gris, Herpestes edwardsii) \| \| \| \| \| \| Urva javanica (meloncillo de Java, Herpestes javanicus) \| \| \| \| |
|  | |
|  | Urva edwardsii (meloncillo gris, Herpestes edwardsii)                                                                                             |
|  | |
|  | Urva javanica (meloncillo de Java, Herpestes javanicus)                                                                                           |
|  | |

|  | Urva edwardsii (meloncillo gris, Herpestes edwardsii)   |
|  |                                                         |
|  | Urva javanica (meloncillo de Java, Herpestes javanicus) |
|  |                                                         |

|  | Urva smithii (mangosta roja, Herpestes smithii)                     |
|  |                                                                     |
|  | Urva vitticolla (mangosta de cuello listado, Herpestes vitticollis) |
|  |                                                                     |

|  | Urva fusca (meloncillo pardo, Herpestes fuscus)                                                                                                   |
|  | |
|  | \| \| Urva edwardsii (meloncillo gris, Herpestes edwardsii) \| \| \| \| \| \| Urva javanica (meloncillo de Java, Herpestes javanicus) \| \| \| \| |
|  | |
|  | Urva edwardsii (meloncillo gris, Herpestes edwardsii)                                                                                             |
|  | |
|  | Urva javanica (meloncillo de Java, Herpestes javanicus)                                                                                           |
|  | |

|  | Urva edwardsii (meloncillo gris, Herpestes edwardsii)   |
|  |                                                         |
|  | Urva javanica (meloncillo de Java, Herpestes javanicus) |
|  |                                                         |

|  | \| \| Urva brachyura (mangosta de cola corta, Herpestes brachyurus) \| \| \| \| \| \| Urva semitorquata (mangosta de collar, Herpestes semitorquatus) \| \| \| \| |
|  | |
|  | Urva urva (mangosta cangrejera, Herpestes urva) |
|  | |
|  | Urva brachyura (mangosta de cola corta, Herpestes brachyurus) |
|  | |
|  | Urva semitorquata (mangosta de collar, Herpestes semitorquatus)                                                                                                   |
|  | |

|  | Urva brachyura (mangosta de cola corta, Herpestes brachyurus)   |
|  |                                                                 |
|  | Urva semitorquata (mangosta de collar, Herpestes semitorquatus) |
|  |                                                                 |

|  | Urva smithii (mangosta roja, Herpestes smithii)                     |
|  |                                                                     |
|  | Urva vitticolla (mangosta de cuello listado, Herpestes vitticollis) |
|  |                                                                     |

|  | Urva fusca (meloncillo pardo, Herpestes fuscus)                                                                                                   |
|  | |
|  | \| \| Urva edwardsii (meloncillo gris, Herpestes edwardsii) \| \| \| \| \| \| Urva javanica (meloncillo de Java, Herpestes javanicus) \| \| \| \| |
|  | |
|  | Urva edwardsii (meloncillo gris, Herpestes edwardsii)                                                                                             |
|  | |
|  | Urva javanica (meloncillo de Java, Herpestes javanicus)                                                                                           |
|  | |

|  | Urva edwardsii (meloncillo gris, Herpestes edwardsii)   |
|  |                                                         |
|  | Urva javanica (meloncillo de Java, Herpestes javanicus) |
|  |                                                         |

|  | Urva smithii (mangosta roja, Herpestes smithii)                     |
|  |                                                                     |
|  | Urva vitticolla (mangosta de cuello listado, Herpestes vitticollis) |
|  |                                                                     |

|  | Urva fusca (meloncillo pardo, Herpestes fuscus)                                                                                                   |
|  | |
|  | \| \| Urva edwardsii (meloncillo gris, Herpestes edwardsii) \| \| \| \| \| \| Urva javanica (meloncillo de Java, Herpestes javanicus) \| \| \| \| |
|  | |
|  | Urva edwardsii (meloncillo gris, Herpestes edwardsii)                                                                                             |
|  | |
|  | Urva javanica (meloncillo de Java, Herpestes javanicus)                                                                                           |
|  | |

|  | Urva edwardsii (meloncillo gris, Herpestes edwardsii)   |
|  |                                                         |
|  | Urva javanica (meloncillo de Java, Herpestes javanicus) |
|  |                                                         |

|  | \| \| Urva brachyura (mangosta de cola corta, Herpestes brachyurus) \| \| \| \| \| \| Urva semitorquata (mangosta de collar, Herpestes semitorquatus) \| \| \| \| |
|  | |
|  | Urva urva (mangosta cangrejera, Herpestes urva) |
|  | |
|  | Urva brachyura (mangosta de cola corta, Herpestes brachyurus) |
|  | |
|  | Urva semitorquata (mangosta de collar, Herpestes semitorquatus)                                                                                                   |
|  | |

|  | Urva brachyura (mangosta de cola corta, Herpestes brachyurus)   |
|  |                                                                 |
|  | Urva semitorquata (mangosta de collar, Herpestes semitorquatus) |
|  |                                                                 |

|  | Urva smithii (mangosta roja, Herpestes smithii)                     |
|  |                                                                     |
|  | Urva vitticolla (mangosta de cuello listado, Herpestes vitticollis) |
|  |                                                                     |

|  | Urva fusca (meloncillo pardo, Herpestes fuscus)                                                                                                   |
|  | |
|  | \| \| Urva edwardsii (meloncillo gris, Herpestes edwardsii) \| \| \| \| \| \| Urva javanica (meloncillo de Java, Herpestes javanicus) \| \| \| \| |
|  | |
|  | Urva edwardsii (meloncillo gris, Herpestes edwardsii)                                                                                             |
|  | |
|  | Urva javanica (meloncillo de Java, Herpestes javanicus)                                                                                           |
|  | |

|  | Urva edwardsii (meloncillo gris, Herpestes edwardsii)   |
|  |                                                         |
|  | Urva javanica (meloncillo de Java, Herpestes javanicus) |
|  |                                                         |

|  | Urva smithii (mangosta roja, Herpestes smithii)                     |
|  |                                                                     |
|  | Urva vitticolla (mangosta de cuello listado, Herpestes vitticollis) |
|  |                                                                     |

|  | Urva fusca (meloncillo pardo, Herpestes fuscus)                                                                                                   |
|  | |
|  | \| \| Urva edwardsii (meloncillo gris, Herpestes edwardsii) \| \| \| \| \| \| Urva javanica (meloncillo de Java, Herpestes javanicus) \| \| \| \| |
|  | |
|  | Urva edwardsii (meloncillo gris, Herpestes edwardsii)                                                                                             |
|  | |
|  | Urva javanica (meloncillo de Java, Herpestes javanicus)                                                                                           |
|  | |

|  | Urva edwardsii (meloncillo gris, Herpestes edwardsii)   |
|  |                                                         |
|  | Urva javanica (meloncillo de Java, Herpestes javanicus) |
|  |                                                         |

| Atilax   | Atilax paludinosus (mangosta de los pantanos) |
|          | Atilax paludinosus (mangosta de los pantanos) |
| Xenogale | Xenogale naso (mangosta hocicuda)             |
|          | Xenogale naso (mangosta hocicuda)             |

|  | \| \| Urva brachyura (mangosta de cola corta, Herpestes brachyurus) \| \| \| \| \| \| Urva semitorquata (mangosta de collar, Herpestes semitorquatus) \| \| \| \| |
|  | |
|  | Urva urva (mangosta cangrejera, Herpestes urva) |
|  | |
|  | Urva brachyura (mangosta de cola corta, Herpestes brachyurus) |
|  | |
|  | Urva semitorquata (mangosta de collar, Herpestes semitorquatus)                                                                                                   |
|  | |

|  | Urva brachyura (mangosta de cola corta, Herpestes brachyurus)   |
|  |                                                                 |
|  | Urva semitorquata (mangosta de collar, Herpestes semitorquatus) |
|  |                                                                 |

|  | Urva smithii (mangosta roja, Herpestes smithii)                     |
|  |                                                                     |
|  | Urva vitticolla (mangosta de cuello listado, Herpestes vitticollis) |
|  |                                                                     |

|  | Urva fusca (meloncillo pardo, Herpestes fuscus)                                                                                                   |
|  | |
|  | \| \| Urva edwardsii (meloncillo gris, Herpestes edwardsii) \| \| \| \| \| \| Urva javanica (meloncillo de Java, Herpestes javanicus) \| \| \| \| |
|  | |
|  | Urva edwardsii (meloncillo gris, Herpestes edwardsii)                                                                                             |
|  | |
|  | Urva javanica (meloncillo de Java, Herpestes javanicus)                                                                                           |
|  | |

|  | Urva edwardsii (meloncillo gris, Herpestes edwardsii)   |
|  |                                                         |
|  | Urva javanica (meloncillo de Java, Herpestes javanicus) |
|  |                                                         |

|  | Urva smithii (mangosta roja, Herpestes smithii)                     |
|  |                                                                     |
|  | Urva vitticolla (mangosta de cuello listado, Herpestes vitticollis) |
|  |                                                                     |

|  | Urva fusca (meloncillo pardo, Herpestes fuscus)                                                                                                   |
|  | |
|  | \| \| Urva edwardsii (meloncillo gris, Herpestes edwardsii) \| \| \| \| \| \| Urva javanica (meloncillo de Java, Herpestes javanicus) \| \| \| \| |
|  | |
|  | Urva edwardsii (meloncillo gris, Herpestes edwardsii)                                                                                             |
|  | |
|  | Urva javanica (meloncillo de Java, Herpestes javanicus)                                                                                           |
|  | |

|  | Urva edwardsii (meloncillo gris, Herpestes edwardsii)   |
|  |                                                         |
|  | Urva javanica (meloncillo de Java, Herpestes javanicus) |
|  |                                                         |

|  | \| \| Urva brachyura (mangosta de cola corta, Herpestes brachyurus) \| \| \| \| \| \| Urva semitorquata (mangosta de collar, Herpestes semitorquatus) \| \| \| \| |
|  | |
|  | Urva urva (mangosta cangrejera, Herpestes urva) |
|  | |
|  | Urva brachyura (mangosta de cola corta, Herpestes brachyurus) |
|  | |
|  | Urva semitorquata (mangosta de collar, Herpestes semitorquatus)                                                                                                   |
|  | |

|  | Urva brachyura (mangosta de cola corta, Herpestes brachyurus)   |
|  |                                                                 |
|  | Urva semitorquata (mangosta de collar, Herpestes semitorquatus) |
|  |                                                                 |

|  | Urva smithii (mangosta roja, Herpestes smithii)                     |
|  |                                                                     |
|  | Urva vitticolla (mangosta de cuello listado, Herpestes vitticollis) |
|  |                                                                     |

|  | Urva fusca (meloncillo pardo, Herpestes fuscus)                                                                                                   |
|  | |
|  | \| \| Urva edwardsii (meloncillo gris, Herpestes edwardsii) \| \| \| \| \| \| Urva javanica (meloncillo de Java, Herpestes javanicus) \| \| \| \| |
|  | |
|  | Urva edwardsii (meloncillo gris, Herpestes edwardsii)                                                                                             |
|  | |
|  | Urva javanica (meloncillo de Java, Herpestes javanicus)                                                                                           |
|  | |

|  | Urva edwardsii (meloncillo gris, Herpestes edwardsii)   |
|  |                                                         |
|  | Urva javanica (meloncillo de Java, Herpestes javanicus) |
|  |                                                         |

|  | Urva smithii (mangosta roja, Herpestes smithii)                     |
|  |                                                                     |
|  | Urva vitticolla (mangosta de cuello listado, Herpestes vitticollis) |
|  |                                                                     |

|  | Urva fusca (meloncillo pardo, Herpestes fuscus)                                                                                                   |
|  | |
|  | \| \| Urva edwardsii (meloncillo gris, Herpestes edwardsii) \| \| \| \| \| \| Urva javanica (meloncillo de Java, Herpestes javanicus) \| \| \| \| |
|  | |
|  | Urva edwardsii (meloncillo gris, Herpestes edwardsii)                                                                                             |
|  | |
|  | Urva javanica (meloncillo de Java, Herpestes javanicus)                                                                                           |
|  | |

|  | Urva edwardsii (meloncillo gris, Herpestes edwardsii)   |
|  |                                                         |
|  | Urva javanica (meloncillo de Java, Herpestes javanicus) |
|  |                                                         |

|  | \| \| Urva brachyura (mangosta de cola corta, Herpestes brachyurus) \| \| \| \| \| \| Urva semitorquata (mangosta de collar, Herpestes semitorquatus) \| \| \| \| |
|  | |
|  | Urva urva (mangosta cangrejera, Herpestes urva) |
|  | |
|  | Urva brachyura (mangosta de cola corta, Herpestes brachyurus) |
|  | |
|  | Urva semitorquata (mangosta de collar, Herpestes semitorquatus)                                                                                                   |
|  | |

|  | Urva brachyura (mangosta de cola corta, Herpestes brachyurus)   |
|  |                                                                 |
|  | Urva semitorquata (mangosta de collar, Herpestes semitorquatus) |
|  |                                                                 |

|  | Urva smithii (mangosta roja, Herpestes smithii)                     |
|  |                                                                     |
|  | Urva vitticolla (mangosta de cuello listado, Herpestes vitticollis) |
|  |                                                                     |

|  | Urva fusca (meloncillo pardo, Herpestes fuscus)                                                                                                   |
|  | |
|  | \| \| Urva edwardsii (meloncillo gris, Herpestes edwardsii) \| \| \| \| \| \| Urva javanica (meloncillo de Java, Herpestes javanicus) \| \| \| \| |
|  | |
|  | Urva edwardsii (meloncillo gris, Herpestes edwardsii)                                                                                             |
|  | |
|  | Urva javanica (meloncillo de Java, Herpestes javanicus)                                                                                           |
|  | |

|  | Urva edwardsii (meloncillo gris, Herpestes edwardsii)   |
|  |                                                         |
|  | Urva javanica (meloncillo de Java, Herpestes javanicus) |
|  |                                                         |

|  | Urva smithii (mangosta roja, Herpestes smithii)                     |
|  |                                                                     |
|  | Urva vitticolla (mangosta de cuello listado, Herpestes vitticollis) |
|  |                                                                     |

|  | Urva fusca (meloncillo pardo, Herpestes fuscus)                                                                                                   |
|  | |
|  | \| \| Urva edwardsii (meloncillo gris, Herpestes edwardsii) \| \| \| \| \| \| Urva javanica (meloncillo de Java, Herpestes javanicus) \| \| \| \| |
|  | |
|  | Urva edwardsii (meloncillo gris, Herpestes edwardsii)                                                                                             |
|  | |
|  | Urva javanica (meloncillo de Java, Herpestes javanicus)                                                                                           |
|  | |

|  | Urva edwardsii (meloncillo gris, Herpestes edwardsii)   |
|  |                                                         |
|  | Urva javanica (meloncillo de Java, Herpestes javanicus) |
|  |                                                         |

|  | \| \| Urva brachyura (mangosta de cola corta, Herpestes brachyurus) \| \| \| \| \| \| Urva semitorquata (mangosta de collar, Herpestes semitorquatus) \| \| \| \| |
|  | |
|  | Urva urva (mangosta cangrejera, Herpestes urva) |
|  | |
|  | Urva brachyura (mangosta de cola corta, Herpestes brachyurus) |
|  | |
|  | Urva semitorquata (mangosta de collar, Herpestes semitorquatus)                                                                                                   |
|  | |

|  | Urva brachyura (mangosta de cola corta, Herpestes brachyurus)   |
|  |                                                                 |
|  | Urva semitorquata (mangosta de collar, Herpestes semitorquatus) |
|  |                                                                 |

|  | Urva smithii (mangosta roja, Herpestes smithii)                     |
|  |                                                                     |
|  | Urva vitticolla (mangosta de cuello listado, Herpestes vitticollis) |
|  |                                                                     |

|  | Urva fusca (meloncillo pardo, Herpestes fuscus)                                                                                                   |
|  | |
|  | \| \| Urva edwardsii (meloncillo gris, Herpestes edwardsii) \| \| \| \| \| \| Urva javanica (meloncillo de Java, Herpestes javanicus) \| \| \| \| |
|  | |
|  | Urva edwardsii (meloncillo gris, Herpestes edwardsii)                                                                                             |
|  | |
|  | Urva javanica (meloncillo de Java, Herpestes javanicus)                                                                                           |
|  | |

|  | Urva edwardsii (meloncillo gris, Herpestes edwardsii)   |
|  |                                                         |
|  | Urva javanica (meloncillo de Java, Herpestes javanicus) |
|  |                                                         |

|  | Urva smithii (mangosta roja, Herpestes smithii)                     |
|  |                                                                     |
|  | Urva vitticolla (mangosta de cuello listado, Herpestes vitticollis) |
|  |                                                                     |

|  | Urva fusca (meloncillo pardo, Herpestes fuscus)                                                                                                   |
|  | |
|  | \| \| Urva edwardsii (meloncillo gris, Herpestes edwardsii) \| \| \| \| \| \| Urva javanica (meloncillo de Java, Herpestes javanicus) \| \| \| \| |
|  | |
|  | Urva edwardsii (meloncillo gris, Herpestes edwardsii)                                                                                             |
|  | |
|  | Urva javanica (meloncillo de Java, Herpestes javanicus)                                                                                           |
|  | |

|  | Urva edwardsii (meloncillo gris, Herpestes edwardsii)   |
|  |                                                         |
|  | Urva javanica (meloncillo de Java, Herpestes javanicus) |
|  |                                                         |

| Helogale | \| \| Helogale parvula (mangosta enana común) \| \| \| \| \| \| Helogale hirtula (mangosta enana etíope) \| \| \| \| |
|          | \| \| Helogale parvula (mangosta enana común) \| \| \| \| \| \| Helogale hirtula (mangosta enana etíope) \| \| \| \| |
| Dologale | Dologale dybowskii (mangosta de Pousargues)                                                                          |
|          | Dologale dybowskii (mangosta de Pousargues)                                                                          |
|          | Helogale parvula (mangosta enana común)                                                                              |
|          | |
|          | Helogale hirtula (mangosta enana etíope)                                                                             |
|          | |

|  | Helogale parvula (mangosta enana común)  |
|  |                                          |
|  | Helogale hirtula (mangosta enana etíope) |
|  |                                          |

|  | Crossarchus alexandri (cusimanse de Alexander)   |
|  |                                                  |
|  | Crossarchus ansorgei (cusimanse de Angola)       |
|  |                                                  |
|  | Crossarchus platycephalus (cusimanse de Camerún) |
|  |                                                  |
|  | Crossarchus obscurus (cusimanse común)           |
|  |                                                  |

| Helogale | \| \| Helogale parvula (mangosta enana común) \| \| \| \| \| \| Helogale hirtula (mangosta enana etíope) \| \| \| \| |
|          | \| \| Helogale parvula (mangosta enana común) \| \| \| \| \| \| Helogale hirtula (mangosta enana etíope) \| \| \| \| |
| Dologale | Dologale dybowskii (mangosta de Pousargues)                                                                          |
|          | Dologale dybowskii (mangosta de Pousargues)                                                                          |
|          | Helogale parvula (mangosta enana común)                                                                              |
|          | |
|          | Helogale hirtula (mangosta enana etíope)                                                                             |
|          | |

|  | Helogale parvula (mangosta enana común)  |
|  |                                          |
|  | Helogale hirtula (mangosta enana etíope) |
|  |                                          |

|  | Crossarchus alexandri (cusimanse de Alexander)   |
|  |                                                  |
|  | Crossarchus ansorgei (cusimanse de Angola)       |
|  |                                                  |
|  | Crossarchus platycephalus (cusimanse de Camerún) |
|  |                                                  |
|  | Crossarchus obscurus (cusimanse común)           |
|  |                                                  |

| Liberiictis | Liberiictis kuhni (mangosta liberiana)                                                                  |
|             | Liberiictis kuhni (mangosta liberiana)                                                                  |
| Mungos      | \| \| Mungos gambianus (mangosta gambiana) \| \| \| \| \| \| Mungos mungo (mangosta rayada) \| \| \| \| |
|             | \| \| Mungos gambianus (mangosta gambiana) \| \| \| \| \| \| Mungos mungo (mangosta rayada) \| \| \| \| |
|             | Mungos gambianus (mangosta gambiana)                                                                    |
|             | |
|             | Mungos mungo (mangosta rayada)                                                                          |
|             | |

|  | Mungos gambianus (mangosta gambiana) |
|  |                                      |
|  | Mungos mungo (mangosta rayada)       |
|  |                                      |

| Helogale | \| \| Helogale parvula (mangosta enana común) \| \| \| \| \| \| Helogale hirtula (mangosta enana etíope) \| \| \| \| |
|          | \| \| Helogale parvula (mangosta enana común) \| \| \| \| \| \| Helogale hirtula (mangosta enana etíope) \| \| \| \| |
| Dologale | Dologale dybowskii (mangosta de Pousargues)                                                                          |
|          | Dologale dybowskii (mangosta de Pousargues)                                                                          |
|          | Helogale parvula (mangosta enana común)                                                                              |
|          | |
|          | Helogale hirtula (mangosta enana etíope)                                                                             |
|          | |

|  | Helogale parvula (mangosta enana común)  |
|  |                                          |
|  | Helogale hirtula (mangosta enana etíope) |
|  |                                          |

|  | Crossarchus alexandri (cusimanse de Alexander)   |
|  |                                                  |
|  | Crossarchus ansorgei (cusimanse de Angola)       |
|  |                                                  |
|  | Crossarchus platycephalus (cusimanse de Camerún) |
|  |                                                  |
|  | Crossarchus obscurus (cusimanse común)           |
|  |                                                  |

| Helogale | \| \| Helogale parvula (mangosta enana común) \| \| \| \| \| \| Helogale hirtula (mangosta enana etíope) \| \| \| \| |
|          | \| \| Helogale parvula (mangosta enana común) \| \| \| \| \| \| Helogale hirtula (mangosta enana etíope) \| \| \| \| |
| Dologale | Dologale dybowskii (mangosta de Pousargues)                                                                          |
|          | Dologale dybowskii (mangosta de Pousargues)                                                                          |
|          | Helogale parvula (mangosta enana común)                                                                              |
|          | |
|          | Helogale hirtula (mangosta enana etíope)                                                                             |
|          | |

|  | Helogale parvula (mangosta enana común)  |
|  |                                          |
|  | Helogale hirtula (mangosta enana etíope) |
|  |                                          |

|  | Crossarchus alexandri (cusimanse de Alexander)   |
|  |                                                  |
|  | Crossarchus ansorgei (cusimanse de Angola)       |
|  |                                                  |
|  | Crossarchus platycephalus (cusimanse de Camerún) |
|  |                                                  |
|  | Crossarchus obscurus (cusimanse común)           |
|  |                                                  |

| Liberiictis | Liberiictis kuhni (mangosta liberiana)                                                                  |
|             | Liberiictis kuhni (mangosta liberiana)                                                                  |
| Mungos      | \| \| Mungos gambianus (mangosta gambiana) \| \| \| \| \| \| Mungos mungo (mangosta rayada) \| \| \| \| |
|             | \| \| Mungos gambianus (mangosta gambiana) \| \| \| \| \| \| Mungos mungo (mangosta rayada) \| \| \| \| |
|             | Mungos gambianus (mangosta gambiana)                                                                    |
|             | |
|             | Mungos mungo (mangosta rayada)                                                                          |
|             | |

|  | Mungos gambianus (mangosta gambiana) |
|  |                                      |
|  | Mungos mungo (mangosta rayada)       |
|  |                                      |

| Helogale | \| \| Helogale parvula (mangosta enana común) \| \| \| \| \| \| Helogale hirtula (mangosta enana etíope) \| \| \| \| |
|          | \| \| Helogale parvula (mangosta enana común) \| \| \| \| \| \| Helogale hirtula (mangosta enana etíope) \| \| \| \| |
| Dologale | Dologale dybowskii (mangosta de Pousargues)                                                                          |
|          | Dologale dybowskii (mangosta de Pousargues)                                                                          |
|          | Helogale parvula (mangosta enana común)                                                                              |
|          | |
|          | Helogale hirtula (mangosta enana etíope)                                                                             |
|          | |

|  | Helogale parvula (mangosta enana común)  |
|  |                                          |
|  | Helogale hirtula (mangosta enana etíope) |
|  |                                          |

|  | Crossarchus alexandri (cusimanse de Alexander)   |
|  |                                                  |
|  | Crossarchus ansorgei (cusimanse de Angola)       |
|  |                                                  |
|  | Crossarchus platycephalus (cusimanse de Camerún) |
|  |                                                  |
|  | Crossarchus obscurus (cusimanse común)           |
|  |                                                  |

| Helogale | \| \| Helogale parvula (mangosta enana común) \| \| \| \| \| \| Helogale hirtula (mangosta enana etíope) \| \| \| \| |
|          | \| \| Helogale parvula (mangosta enana común) \| \| \| \| \| \| Helogale hirtula (mangosta enana etíope) \| \| \| \| |
| Dologale | Dologale dybowskii (mangosta de Pousargues)                                                                          |
|          | Dologale dybowskii (mangosta de Pousargues)                                                                          |
|          | Helogale parvula (mangosta enana común)                                                                              |
|          | |
|          | Helogale hirtula (mangosta enana etíope)                                                                             |
|          | |

|  | Helogale parvula (mangosta enana común)  |
|  |                                          |
|  | Helogale hirtula (mangosta enana etíope) |
|  |                                          |

|  | Crossarchus alexandri (cusimanse de Alexander)   |
|  |                                                  |
|  | Crossarchus ansorgei (cusimanse de Angola)       |
|  |                                                  |
|  | Crossarchus platycephalus (cusimanse de Camerún) |
|  |                                                  |
|  | Crossarchus obscurus (cusimanse común)           |
|  |                                                  |

| Liberiictis | Liberiictis kuhni (mangosta liberiana)                                                                  |
|             | Liberiictis kuhni (mangosta liberiana)                                                                  |
| Mungos      | \| \| Mungos gambianus (mangosta gambiana) \| \| \| \| \| \| Mungos mungo (mangosta rayada) \| \| \| \| |
|             | \| \| Mungos gambianus (mangosta gambiana) \| \| \| \| \| \| Mungos mungo (mangosta rayada) \| \| \| \| |
|             | Mungos gambianus (mangosta gambiana)                                                                    |
|             | |
|             | Mungos mungo (mangosta rayada)                                                                          |
|             | |

|  | Mungos gambianus (mangosta gambiana) |
|  |                                      |
|  | Mungos mungo (mangosta rayada)       |
|  |                                      |

| Helogale | \| \| Helogale parvula (mangosta enana común) \| \| \| \| \| \| Helogale hirtula (mangosta enana etíope) \| \| \| \| |
|          | \| \| Helogale parvula (mangosta enana común) \| \| \| \| \| \| Helogale hirtula (mangosta enana etíope) \| \| \| \| |
| Dologale | Dologale dybowskii (mangosta de Pousargues)                                                                          |
|          | Dologale dybowskii (mangosta de Pousargues)                                                                          |
|          | Helogale parvula (mangosta enana común)                                                                              |
|          | |
|          | Helogale hirtula (mangosta enana etíope)                                                                             |
|          | |

|  | Helogale parvula (mangosta enana común)  |
|  |                                          |
|  | Helogale hirtula (mangosta enana etíope) |
|  |                                          |

|  | Crossarchus alexandri (cusimanse de Alexander)   |
|  |                                                  |
|  | Crossarchus ansorgei (cusimanse de Angola)       |
|  |                                                  |
|  | Crossarchus platycephalus (cusimanse de Camerún) |
|  |                                                  |
|  | Crossarchus obscurus (cusimanse común)           |
|  |                                                  |

| Helogale | \| \| Helogale parvula (mangosta enana común) \| \| \| \| \| \| Helogale hirtula (mangosta enana etíope) \| \| \| \| |
|          | \| \| Helogale parvula (mangosta enana común) \| \| \| \| \| \| Helogale hirtula (mangosta enana etíope) \| \| \| \| |
| Dologale | Dologale dybowskii (mangosta de Pousargues)                                                                          |
|          | Dologale dybowskii (mangosta de Pousargues)                                                                          |
|          | Helogale parvula (mangosta enana común)                                                                              |
|          | |
|          | Helogale hirtula (mangosta enana etíope)                                                                             |
|          | |

|  | Helogale parvula (mangosta enana común)  |
|  |                                          |
|  | Helogale hirtula (mangosta enana etíope) |
|  |                                          |

|  | Crossarchus alexandri (cusimanse de Alexander)   |
|  |                                                  |
|  | Crossarchus ansorgei (cusimanse de Angola)       |
|  |                                                  |
|  | Crossarchus platycephalus (cusimanse de Camerún) |
|  |                                                  |
|  | Crossarchus obscurus (cusimanse común)           |
|  |                                                  |

| Liberiictis | Liberiictis kuhni (mangosta liberiana)                                                                  |
|             | Liberiictis kuhni (mangosta liberiana)                                                                  |
| Mungos      | \| \| Mungos gambianus (mangosta gambiana) \| \| \| \| \| \| Mungos mungo (mangosta rayada) \| \| \| \| |
|             | \| \| Mungos gambianus (mangosta gambiana) \| \| \| \| \| \| Mungos mungo (mangosta rayada) \| \| \| \| |
|             | Mungos gambianus (mangosta gambiana)                                                                    |
|             | |
|             | Mungos mungo (mangosta rayada)                                                                          |
|             | |

|  | Mungos gambianus (mangosta gambiana) |
|  |                                      |
|  | Mungos mungo (mangosta rayada)       |
|  |                                      |

|  | \| \| Bdeogale jacksoni (mangosta de Jackson) \| \| \| \| \| \| Bdeogale nigripes (mangosta patinegra) \| \| \| \| |
|  | |
|  | Bdeogale crassicauda (mangosta colipeluda)                                                                         |
|  | |
|  | Bdeogale jacksoni (mangosta de Jackson)                                                                            |
|  | |
|  | Bdeogale nigripes (mangosta patinegra)                                                                             |
|  | |

|  | Bdeogale jacksoni (mangosta de Jackson) |
|  |                                         |
|  | Bdeogale nigripes (mangosta patinegra)  |
|  |                                         |

|  | \| \| Bdeogale jacksoni (mangosta de Jackson) \| \| \| \| \| \| Bdeogale nigripes (mangosta patinegra) \| \| \| \| |
|  | |
|  | Bdeogale crassicauda (mangosta colipeluda)                                                                         |
|  | |
|  | Bdeogale jacksoni (mangosta de Jackson)                                                                            |
|  | |
|  | Bdeogale nigripes (mangosta patinegra)                                                                             |
|  | |

|  | Bdeogale jacksoni (mangosta de Jackson) |
|  |                                         |
|  | Bdeogale nigripes (mangosta patinegra)  |
|  |                                         |

| Paracynictis | Paracynictis selousi (mangosta de Selous)      |
|              | Paracynictis selousi (mangosta de Selous)      |
| Cynictis     | Cynictis penicillata (mangosta de cola gruesa) |
|              | Cynictis penicillata (mangosta de cola gruesa) |

|  | \| \| Bdeogale jacksoni (mangosta de Jackson) \| \| \| \| \| \| Bdeogale nigripes (mangosta patinegra) \| \| \| \| |
|  | |
|  | Bdeogale crassicauda (mangosta colipeluda)                                                                         |
|  | |
|  | Bdeogale jacksoni (mangosta de Jackson)                                                                            |
|  | |
|  | Bdeogale nigripes (mangosta patinegra)                                                                             |
|  | |

|  | Bdeogale jacksoni (mangosta de Jackson) |
|  |                                         |
|  | Bdeogale nigripes (mangosta patinegra)  |
|  |                                         |

|  | \| \| Bdeogale jacksoni (mangosta de Jackson) \| \| \| \| \| \| Bdeogale nigripes (mangosta patinegra) \| \| \| \| |
|  | |
|  | Bdeogale crassicauda (mangosta colipeluda)                                                                         |
|  | |
|  | Bdeogale jacksoni (mangosta de Jackson)                                                                            |
|  | |
|  | Bdeogale nigripes (mangosta patinegra)                                                                             |
|  | |

|  | Bdeogale jacksoni (mangosta de Jackson) |
|  |                                         |
|  | Bdeogale nigripes (mangosta patinegra)  |
|  |                                         |

| Paracynictis | Paracynictis selousi (mangosta de Selous)      |
|              | Paracynictis selousi (mangosta de Selous)      |
| Cynictis     | Cynictis penicillata (mangosta de cola gruesa) |
|              | Cynictis penicillata (mangosta de cola gruesa) |

|  | \| \| Bdeogale jacksoni (mangosta de Jackson) \| \| \| \| \| \| Bdeogale nigripes (mangosta patinegra) \| \| \| \| |
|  | |
|  | Bdeogale crassicauda (mangosta colipeluda)                                                                         |
|  | |
|  | Bdeogale jacksoni (mangosta de Jackson)                                                                            |
|  | |
|  | Bdeogale nigripes (mangosta patinegra)                                                                             |
|  | |

|  | Bdeogale jacksoni (mangosta de Jackson) |
|  |                                         |
|  | Bdeogale nigripes (mangosta patinegra)  |
|  |                                         |

|  | \| \| Bdeogale jacksoni (mangosta de Jackson) \| \| \| \| \| \| Bdeogale nigripes (mangosta patinegra) \| \| \| \| |
|  | |
|  | Bdeogale crassicauda (mangosta colipeluda)                                                                         |
|  | |
|  | Bdeogale jacksoni (mangosta de Jackson)                                                                            |
|  | |
|  | Bdeogale nigripes (mangosta patinegra)                                                                             |
|  | |

|  | Bdeogale jacksoni (mangosta de Jackson) |
|  |                                         |
|  | Bdeogale nigripes (mangosta patinegra)  |
|  |                                         |

| Paracynictis | Paracynictis selousi (mangosta de Selous)      |
|              | Paracynictis selousi (mangosta de Selous)      |
| Cynictis     | Cynictis penicillata (mangosta de cola gruesa) |
|              | Cynictis penicillata (mangosta de cola gruesa) |

|  | \| \| Bdeogale jacksoni (mangosta de Jackson) \| \| \| \| \| \| Bdeogale nigripes (mangosta patinegra) \| \| \| \| |
|  | |
|  | Bdeogale crassicauda (mangosta colipeluda)                                                                         |
|  | |
|  | Bdeogale jacksoni (mangosta de Jackson)                                                                            |
|  | |
|  | Bdeogale nigripes (mangosta patinegra)                                                                             |
|  | |

|  | Bdeogale jacksoni (mangosta de Jackson) |
|  |                                         |
|  | Bdeogale nigripes (mangosta patinegra)  |
|  |                                         |

|  | \| \| Bdeogale jacksoni (mangosta de Jackson) \| \| \| \| \| \| Bdeogale nigripes (mangosta patinegra) \| \| \| \| |
|  | |
|  | Bdeogale crassicauda (mangosta colipeluda)                                                                         |
|  | |
|  | Bdeogale jacksoni (mangosta de Jackson)                                                                            |
|  | |
|  | Bdeogale nigripes (mangosta patinegra)                                                                             |
|  | |

|  | Bdeogale jacksoni (mangosta de Jackson) |
|  |                                         |
|  | Bdeogale nigripes (mangosta patinegra)  |
|  |                                         |

| Paracynictis | Paracynictis selousi (mangosta de Selous)      |
|              | Paracynictis selousi (mangosta de Selous)      |
| Cynictis     | Cynictis penicillata (mangosta de cola gruesa) |
|              | Cynictis penicillata (mangosta de cola gruesa) |

|  | Herpestes ichneumon (meloncillo) |
|  | |
|  | \| \| Herpestes sanguinea (mangosta esbelta, Galerella sanguinea) \| \| \| \| \| \| Herpestes pulverulenta (mangosta gris del Cabo, Galerella pulverulenta) \| \| \| \| \| \| Herpestes ochracea (mangosta esbelta de Somalia, Galerella ochracea) \| \| \| \| \| \| Herpestes flavescens (mangosta esbelta de Angola, Galerella flavescens) \| \| \| \| |
|  | |
|  | Herpestes sanguinea (mangosta esbelta, Galerella sanguinea) |
|  | |
|  | Herpestes pulverulenta (mangosta gris del Cabo, Galerella pulverulenta) |
|  | |
|  | Herpestes ochracea (mangosta esbelta de Somalia, Galerella ochracea) |
|  | |
|  | Herpestes flavescens (mangosta esbelta de Angola, Galerella flavescens) |
|  | |

|  | Herpestes sanguinea (mangosta esbelta, Galerella sanguinea)             |
|  |                                                                         |
|  | Herpestes pulverulenta (mangosta gris del Cabo, Galerella pulverulenta) |
|  |                                                                         |
|  | Herpestes ochracea (mangosta esbelta de Somalia, Galerella ochracea)    |
|  |                                                                         |
|  | Herpestes flavescens (mangosta esbelta de Angola, Galerella flavescens) |
|  |                                                                         |

|  | \| \| Bdeogale jacksoni (mangosta de Jackson) \| \| \| \| \| \| Bdeogale nigripes (mangosta patinegra) \| \| \| \| |
|  | |
|  | Bdeogale crassicauda (mangosta colipeluda)                                                                         |
|  | |
|  | Bdeogale jacksoni (mangosta de Jackson)                                                                            |
|  | |
|  | Bdeogale nigripes (mangosta patinegra)                                                                             |
|  | |

|  | Bdeogale jacksoni (mangosta de Jackson) |
|  |                                         |
|  | Bdeogale nigripes (mangosta patinegra)  |
|  |                                         |

|  | \| \| Bdeogale jacksoni (mangosta de Jackson) \| \| \| \| \| \| Bdeogale nigripes (mangosta patinegra) \| \| \| \| |
|  | |
|  | Bdeogale crassicauda (mangosta colipeluda)                                                                         |
|  | |
|  | Bdeogale jacksoni (mangosta de Jackson)                                                                            |
|  | |
|  | Bdeogale nigripes (mangosta patinegra)                                                                             |
|  | |

|  | Bdeogale jacksoni (mangosta de Jackson) |
|  |                                         |
|  | Bdeogale nigripes (mangosta patinegra)  |
|  |                                         |

| Paracynictis | Paracynictis selousi (mangosta de Selous)      |
|              | Paracynictis selousi (mangosta de Selous)      |
| Cynictis     | Cynictis penicillata (mangosta de cola gruesa) |
|              | Cynictis penicillata (mangosta de cola gruesa) |

|  | \| \| Bdeogale jacksoni (mangosta de Jackson) \| \| \| \| \| \| Bdeogale nigripes (mangosta patinegra) \| \| \| \| |
|  | |
|  | Bdeogale crassicauda (mangosta colipeluda)                                                                         |
|  | |
|  | Bdeogale jacksoni (mangosta de Jackson)                                                                            |
|  | |
|  | Bdeogale nigripes (mangosta patinegra)                                                                             |
|  | |

|  | Bdeogale jacksoni (mangosta de Jackson) |
|  |                                         |
|  | Bdeogale nigripes (mangosta patinegra)  |
|  |                                         |

|  | \| \| Bdeogale jacksoni (mangosta de Jackson) \| \| \| \| \| \| Bdeogale nigripes (mangosta patinegra) \| \| \| \| |
|  | |
|  | Bdeogale crassicauda (mangosta colipeluda)                                                                         |
|  | |
|  | Bdeogale jacksoni (mangosta de Jackson)                                                                            |
|  | |
|  | Bdeogale nigripes (mangosta patinegra)                                                                             |
|  | |

|  | Bdeogale jacksoni (mangosta de Jackson) |
|  |                                         |
|  | Bdeogale nigripes (mangosta patinegra)  |
|  |                                         |

| Paracynictis | Paracynictis selousi (mangosta de Selous)      |
|              | Paracynictis selousi (mangosta de Selous)      |
| Cynictis     | Cynictis penicillata (mangosta de cola gruesa) |
|              | Cynictis penicillata (mangosta de cola gruesa) |

|  | \| \| Bdeogale jacksoni (mangosta de Jackson) \| \| \| \| \| \| Bdeogale nigripes (mangosta patinegra) \| \| \| \| |
|  | |
|  | Bdeogale crassicauda (mangosta colipeluda)                                                                         |
|  | |
|  | Bdeogale jacksoni (mangosta de Jackson)                                                                            |
|  | |
|  | Bdeogale nigripes (mangosta patinegra)                                                                             |
|  | |

|  | Bdeogale jacksoni (mangosta de Jackson) |
|  |                                         |
|  | Bdeogale nigripes (mangosta patinegra)  |
|  |                                         |

|  | \| \| Bdeogale jacksoni (mangosta de Jackson) \| \| \| \| \| \| Bdeogale nigripes (mangosta patinegra) \| \| \| \| |
|  | |
|  | Bdeogale crassicauda (mangosta colipeluda)                                                                         |
|  | |
|  | Bdeogale jacksoni (mangosta de Jackson)                                                                            |
|  | |
|  | Bdeogale nigripes (mangosta patinegra)                                                                             |
|  | |

|  | Bdeogale jacksoni (mangosta de Jackson) |
|  |                                         |
|  | Bdeogale nigripes (mangosta patinegra)  |
|  |                                         |

| Paracynictis | Paracynictis selousi (mangosta de Selous)      |
|              | Paracynictis selousi (mangosta de Selous)      |
| Cynictis     | Cynictis penicillata (mangosta de cola gruesa) |
|              | Cynictis penicillata (mangosta de cola gruesa) |

|  | \| \| Bdeogale jacksoni (mangosta de Jackson) \| \| \| \| \| \| Bdeogale nigripes (mangosta patinegra) \| \| \| \| |
|  | |
|  | Bdeogale crassicauda (mangosta colipeluda)                                                                         |
|  | |
|  | Bdeogale jacksoni (mangosta de Jackson)                                                                            |
|  | |
|  | Bdeogale nigripes (mangosta patinegra)                                                                             |
|  | |

|  | Bdeogale jacksoni (mangosta de Jackson) |
|  |                                         |
|  | Bdeogale nigripes (mangosta patinegra)  |
|  |                                         |

|  | \| \| Bdeogale jacksoni (mangosta de Jackson) \| \| \| \| \| \| Bdeogale nigripes (mangosta patinegra) \| \| \| \| |
|  | |
|  | Bdeogale crassicauda (mangosta colipeluda)                                                                         |
|  | |
|  | Bdeogale jacksoni (mangosta de Jackson)                                                                            |
|  | |
|  | Bdeogale nigripes (mangosta patinegra)                                                                             |
|  | |

|  | Bdeogale jacksoni (mangosta de Jackson) |
|  |                                         |
|  | Bdeogale nigripes (mangosta patinegra)  |
|  |                                         |

| Paracynictis | Paracynictis selousi (mangosta de Selous)      |
|              | Paracynictis selousi (mangosta de Selous)      |
| Cynictis     | Cynictis penicillata (mangosta de cola gruesa) |
|              | Cynictis penicillata (mangosta de cola gruesa) |

|  | Herpestes ichneumon (meloncillo) |
|  | |
|  | \| \| Herpestes sanguinea (mangosta esbelta, Galerella sanguinea) \| \| \| \| \| \| Herpestes pulverulenta (mangosta gris del Cabo, Galerella pulverulenta) \| \| \| \| \| \| Herpestes ochracea (mangosta esbelta de Somalia, Galerella ochracea) \| \| \| \| \| \| Herpestes flavescens (mangosta esbelta de Angola, Galerella flavescens) \| \| \| \| |
|  | |
|  | Herpestes sanguinea (mangosta esbelta, Galerella sanguinea) |
|  | |
|  | Herpestes pulverulenta (mangosta gris del Cabo, Galerella pulverulenta) |
|  | |
|  | Herpestes ochracea (mangosta esbelta de Somalia, Galerella ochracea) |
|  | |
|  | Herpestes flavescens (mangosta esbelta de Angola, Galerella flavescens) |
|  | |

|  | Herpestes sanguinea (mangosta esbelta, Galerella sanguinea)             |
|  |                                                                         |
|  | Herpestes pulverulenta (mangosta gris del Cabo, Galerella pulverulenta) |
|  |                                                                         |
|  | Herpestes ochracea (mangosta esbelta de Somalia, Galerella ochracea)    |
|  |                                                                         |
|  | Herpestes flavescens (mangosta esbelta de Angola, Galerella flavescens) |
|  |                                                                         |

| Atilax   | Atilax paludinosus (mangosta de los pantanos) |
|          | Atilax paludinosus (mangosta de los pantanos) |
| Xenogale | Xenogale naso (mangosta hocicuda)             |
|          | Xenogale naso (mangosta hocicuda)             |

|  | \| \| Urva brachyura (mangosta de cola corta, Herpestes brachyurus) \| \| \| \| \| \| Urva semitorquata (mangosta de collar, Herpestes semitorquatus) \| \| \| \| |
|  | |
|  | Urva urva (mangosta cangrejera, Herpestes urva) |
|  | |
|  | Urva brachyura (mangosta de cola corta, Herpestes brachyurus) |
|  | |
|  | Urva semitorquata (mangosta de collar, Herpestes semitorquatus)                                                                                                   |
|  | |

|  | Urva brachyura (mangosta de cola corta, Herpestes brachyurus)   |
|  |                                                                 |
|  | Urva semitorquata (mangosta de collar, Herpestes semitorquatus) |
|  |                                                                 |

|  | Urva smithii (mangosta roja, Herpestes smithii)                     |
|  |                                                                     |
|  | Urva vitticolla (mangosta de cuello listado, Herpestes vitticollis) |
|  |                                                                     |

|  | Urva fusca (meloncillo pardo, Herpestes fuscus)                                                                                                   |
|  | |
|  | \| \| Urva edwardsii (meloncillo gris, Herpestes edwardsii) \| \| \| \| \| \| Urva javanica (meloncillo de Java, Herpestes javanicus) \| \| \| \| |
|  | |
|  | Urva edwardsii (meloncillo gris, Herpestes edwardsii)                                                                                             |
|  | |
|  | Urva javanica (meloncillo de Java, Herpestes javanicus)                                                                                           |
|  | |

|  | Urva edwardsii (meloncillo gris, Herpestes edwardsii)   |
|  |                                                         |
|  | Urva javanica (meloncillo de Java, Herpestes javanicus) |
|  |                                                         |

|  | Urva smithii (mangosta roja, Herpestes smithii)                     |
|  |                                                                     |
|  | Urva vitticolla (mangosta de cuello listado, Herpestes vitticollis) |
|  |                                                                     |

|  | Urva fusca (meloncillo pardo, Herpestes fuscus)                                                                                                   |
|  | |
|  | \| \| Urva edwardsii (meloncillo gris, Herpestes edwardsii) \| \| \| \| \| \| Urva javanica (meloncillo de Java, Herpestes javanicus) \| \| \| \| |
|  | |
|  | Urva edwardsii (meloncillo gris, Herpestes edwardsii)                                                                                             |
|  | |
|  | Urva javanica (meloncillo de Java, Herpestes javanicus)                                                                                           |
|  | |

|  | Urva edwardsii (meloncillo gris, Herpestes edwardsii)   |
|  |                                                         |
|  | Urva javanica (meloncillo de Java, Herpestes javanicus) |
|  |                                                         |

|  | \| \| Urva brachyura (mangosta de cola corta, Herpestes brachyurus) \| \| \| \| \| \| Urva semitorquata (mangosta de collar, Herpestes semitorquatus) \| \| \| \| |
|  | |
|  | Urva urva (mangosta cangrejera, Herpestes urva) |
|  | |
|  | Urva brachyura (mangosta de cola corta, Herpestes brachyurus) |
|  | |
|  | Urva semitorquata (mangosta de collar, Herpestes semitorquatus)                                                                                                   |
|  | |

|  | Urva brachyura (mangosta de cola corta, Herpestes brachyurus)   |
|  |                                                                 |
|  | Urva semitorquata (mangosta de collar, Herpestes semitorquatus) |
|  |                                                                 |

|  | Urva smithii (mangosta roja, Herpestes smithii)                     |
|  |                                                                     |
|  | Urva vitticolla (mangosta de cuello listado, Herpestes vitticollis) |
|  |                                                                     |

|  | Urva fusca (meloncillo pardo, Herpestes fuscus)                                                                                                   |
|  | |
|  | \| \| Urva edwardsii (meloncillo gris, Herpestes edwardsii) \| \| \| \| \| \| Urva javanica (meloncillo de Java, Herpestes javanicus) \| \| \| \| |
|  | |
|  | Urva edwardsii (meloncillo gris, Herpestes edwardsii)                                                                                             |
|  | |
|  | Urva javanica (meloncillo de Java, Herpestes javanicus)                                                                                           |
|  | |

|  | Urva edwardsii (meloncillo gris, Herpestes edwardsii)   |
|  |                                                         |
|  | Urva javanica (meloncillo de Java, Herpestes javanicus) |
|  |                                                         |

|  | Urva smithii (mangosta roja, Herpestes smithii)                     |
|  |                                                                     |
|  | Urva vitticolla (mangosta de cuello listado, Herpestes vitticollis) |
|  |                                                                     |

|  | Urva fusca (meloncillo pardo, Herpestes fuscus)                                                                                                   |
|  | |
|  | \| \| Urva edwardsii (meloncillo gris, Herpestes edwardsii) \| \| \| \| \| \| Urva javanica (meloncillo de Java, Herpestes javanicus) \| \| \| \| |
|  | |
|  | Urva edwardsii (meloncillo gris, Herpestes edwardsii)                                                                                             |
|  | |
|  | Urva javanica (meloncillo de Java, Herpestes javanicus)                                                                                           |
|  | |

|  | Urva edwardsii (meloncillo gris, Herpestes edwardsii)   |
|  |                                                         |
|  | Urva javanica (meloncillo de Java, Herpestes javanicus) |
|  |                                                         |

|  | \| \| Urva brachyura (mangosta de cola corta, Herpestes brachyurus) \| \| \| \| \| \| Urva semitorquata (mangosta de collar, Herpestes semitorquatus) \| \| \| \| |
|  | |
|  | Urva urva (mangosta cangrejera, Herpestes urva) |
|  | |
|  | Urva brachyura (mangosta de cola corta, Herpestes brachyurus) |
|  | |
|  | Urva semitorquata (mangosta de collar, Herpestes semitorquatus)                                                                                                   |
|  | |

|  | Urva brachyura (mangosta de cola corta, Herpestes brachyurus)   |
|  |                                                                 |
|  | Urva semitorquata (mangosta de collar, Herpestes semitorquatus) |
|  |                                                                 |

|  | Urva smithii (mangosta roja, Herpestes smithii)                     |
|  |                                                                     |
|  | Urva vitticolla (mangosta de cuello listado, Herpestes vitticollis) |
|  |                                                                     |

|  | Urva fusca (meloncillo pardo, Herpestes fuscus)                                                                                                   |
|  | |
|  | \| \| Urva edwardsii (meloncillo gris, Herpestes edwardsii) \| \| \| \| \| \| Urva javanica (meloncillo de Java, Herpestes javanicus) \| \| \| \| |
|  | |
|  | Urva edwardsii (meloncillo gris, Herpestes edwardsii)                                                                                             |
|  | |
|  | Urva javanica (meloncillo de Java, Herpestes javanicus)                                                                                           |
|  | |

|  | Urva edwardsii (meloncillo gris, Herpestes edwardsii)   |
|  |                                                         |
|  | Urva javanica (meloncillo de Java, Herpestes javanicus) |
|  |                                                         |

|  | Urva smithii (mangosta roja, Herpestes smithii)                     |
|  |                                                                     |
|  | Urva vitticolla (mangosta de cuello listado, Herpestes vitticollis) |
|  |                                                                     |

|  | Urva fusca (meloncillo pardo, Herpestes fuscus)                                                                                                   |
|  | |
|  | \| \| Urva edwardsii (meloncillo gris, Herpestes edwardsii) \| \| \| \| \| \| Urva javanica (meloncillo de Java, Herpestes javanicus) \| \| \| \| |
|  | |
|  | Urva edwardsii (meloncillo gris, Herpestes edwardsii)                                                                                             |
|  | |
|  | Urva javanica (meloncillo de Java, Herpestes javanicus)                                                                                           |
|  | |

|  | Urva edwardsii (meloncillo gris, Herpestes edwardsii)   |
|  |                                                         |
|  | Urva javanica (meloncillo de Java, Herpestes javanicus) |
|  |                                                         |

|  | \| \| Urva brachyura (mangosta de cola corta, Herpestes brachyurus) \| \| \| \| \| \| Urva semitorquata (mangosta de collar, Herpestes semitorquatus) \| \| \| \| |
|  | |
|  | Urva urva (mangosta cangrejera, Herpestes urva) |
|  | |
|  | Urva brachyura (mangosta de cola corta, Herpestes brachyurus) |
|  | |
|  | Urva semitorquata (mangosta de collar, Herpestes semitorquatus)                                                                                                   |
|  | |

|  | Urva brachyura (mangosta de cola corta, Herpestes brachyurus)   |
|  |                                                                 |
|  | Urva semitorquata (mangosta de collar, Herpestes semitorquatus) |
|  |                                                                 |

|  | Urva smithii (mangosta roja, Herpestes smithii)                     |
|  |                                                                     |
|  | Urva vitticolla (mangosta de cuello listado, Herpestes vitticollis) |
|  |                                                                     |

|  | Urva fusca (meloncillo pardo, Herpestes fuscus)                                                                                                   |
|  | |
|  | \| \| Urva edwardsii (meloncillo gris, Herpestes edwardsii) \| \| \| \| \| \| Urva javanica (meloncillo de Java, Herpestes javanicus) \| \| \| \| |
|  | |
|  | Urva edwardsii (meloncillo gris, Herpestes edwardsii)                                                                                             |
|  | |
|  | Urva javanica (meloncillo de Java, Herpestes javanicus)                                                                                           |
|  | |

|  | Urva edwardsii (meloncillo gris, Herpestes edwardsii)   |
|  |                                                         |
|  | Urva javanica (meloncillo de Java, Herpestes javanicus) |
|  |                                                         |

|  | Urva smithii (mangosta roja, Herpestes smithii)                     |
|  |                                                                     |
|  | Urva vitticolla (mangosta de cuello listado, Herpestes vitticollis) |
|  |                                                                     |

|  | Urva fusca (meloncillo pardo, Herpestes fuscus)                                                                                                   |
|  | |
|  | \| \| Urva edwardsii (meloncillo gris, Herpestes edwardsii) \| \| \| \| \| \| Urva javanica (meloncillo de Java, Herpestes javanicus) \| \| \| \| |
|  | |
|  | Urva edwardsii (meloncillo gris, Herpestes edwardsii)                                                                                             |
|  | |
|  | Urva javanica (meloncillo de Java, Herpestes javanicus)                                                                                           |
|  | |

|  | Urva edwardsii (meloncillo gris, Herpestes edwardsii)   |
|  |                                                         |
|  | Urva javanica (meloncillo de Java, Herpestes javanicus) |
|  |                                                         |

| Atilax   | Atilax paludinosus (mangosta de los pantanos) |
|          | Atilax paludinosus (mangosta de los pantanos) |
| Xenogale | Xenogale naso (mangosta hocicuda)             |
|          | Xenogale naso (mangosta hocicuda)             |

|  | \| \| Urva brachyura (mangosta de cola corta, Herpestes brachyurus) \| \| \| \| \| \| Urva semitorquata (mangosta de collar, Herpestes semitorquatus) \| \| \| \| |
|  | |
|  | Urva urva (mangosta cangrejera, Herpestes urva) |
|  | |
|  | Urva brachyura (mangosta de cola corta, Herpestes brachyurus) |
|  | |
|  | Urva semitorquata (mangosta de collar, Herpestes semitorquatus)                                                                                                   |
|  | |

|  | Urva brachyura (mangosta de cola corta, Herpestes brachyurus)   |
|  |                                                                 |
|  | Urva semitorquata (mangosta de collar, Herpestes semitorquatus) |
|  |                                                                 |

|  | Urva smithii (mangosta roja, Herpestes smithii)                     |
|  |                                                                     |
|  | Urva vitticolla (mangosta de cuello listado, Herpestes vitticollis) |
|  |                                                                     |

|  | Urva fusca (meloncillo pardo, Herpestes fuscus)                                                                                                   |
|  | |
|  | \| \| Urva edwardsii (meloncillo gris, Herpestes edwardsii) \| \| \| \| \| \| Urva javanica (meloncillo de Java, Herpestes javanicus) \| \| \| \| |
|  | |
|  | Urva edwardsii (meloncillo gris, Herpestes edwardsii)                                                                                             |
|  | |
|  | Urva javanica (meloncillo de Java, Herpestes javanicus)                                                                                           |
|  | |

|  | Urva edwardsii (meloncillo gris, Herpestes edwardsii)   |
|  |                                                         |
|  | Urva javanica (meloncillo de Java, Herpestes javanicus) |
|  |                                                         |

|  | Urva smithii (mangosta roja, Herpestes smithii)                     |
|  |                                                                     |
|  | Urva vitticolla (mangosta de cuello listado, Herpestes vitticollis) |
|  |                                                                     |

|  | Urva fusca (meloncillo pardo, Herpestes fuscus)                                                                                                   |
|  | |
|  | \| \| Urva edwardsii (meloncillo gris, Herpestes edwardsii) \| \| \| \| \| \| Urva javanica (meloncillo de Java, Herpestes javanicus) \| \| \| \| |
|  | |
|  | Urva edwardsii (meloncillo gris, Herpestes edwardsii)                                                                                             |
|  | |
|  | Urva javanica (meloncillo de Java, Herpestes javanicus)                                                                                           |
|  | |

|  | Urva edwardsii (meloncillo gris, Herpestes edwardsii)   |
|  |                                                         |
|  | Urva javanica (meloncillo de Java, Herpestes javanicus) |
|  |                                                         |

|  | \| \| Urva brachyura (mangosta de cola corta, Herpestes brachyurus) \| \| \| \| \| \| Urva semitorquata (mangosta de collar, Herpestes semitorquatus) \| \| \| \| |
|  | |
|  | Urva urva (mangosta cangrejera, Herpestes urva) |
|  | |
|  | Urva brachyura (mangosta de cola corta, Herpestes brachyurus) |
|  | |
|  | Urva semitorquata (mangosta de collar, Herpestes semitorquatus)                                                                                                   |
|  | |

|  | Urva brachyura (mangosta de cola corta, Herpestes brachyurus)   |
|  |                                                                 |
|  | Urva semitorquata (mangosta de collar, Herpestes semitorquatus) |
|  |                                                                 |

|  | Urva smithii (mangosta roja, Herpestes smithii)                     |
|  |                                                                     |
|  | Urva vitticolla (mangosta de cuello listado, Herpestes vitticollis) |
|  |                                                                     |

|  | Urva fusca (meloncillo pardo, Herpestes fuscus)                                                                                                   |
|  | |
|  | \| \| Urva edwardsii (meloncillo gris, Herpestes edwardsii) \| \| \| \| \| \| Urva javanica (meloncillo de Java, Herpestes javanicus) \| \| \| \| |
|  | |
|  | Urva edwardsii (meloncillo gris, Herpestes edwardsii)                                                                                             |
|  | |
|  | Urva javanica (meloncillo de Java, Herpestes javanicus)                                                                                           |
|  | |

|  | Urva edwardsii (meloncillo gris, Herpestes edwardsii)   |
|  |                                                         |
|  | Urva javanica (meloncillo de Java, Herpestes javanicus) |
|  |                                                         |

|  | Urva smithii (mangosta roja, Herpestes smithii)                     |
|  |                                                                     |
|  | Urva vitticolla (mangosta de cuello listado, Herpestes vitticollis) |
|  |                                                                     |

|  | Urva fusca (meloncillo pardo, Herpestes fuscus)                                                                                                   |
|  | |
|  | \| \| Urva edwardsii (meloncillo gris, Herpestes edwardsii) \| \| \| \| \| \| Urva javanica (meloncillo de Java, Herpestes javanicus) \| \| \| \| |
|  | |
|  | Urva edwardsii (meloncillo gris, Herpestes edwardsii)                                                                                             |
|  | |
|  | Urva javanica (meloncillo de Java, Herpestes javanicus)                                                                                           |
|  | |

|  | Urva edwardsii (meloncillo gris, Herpestes edwardsii)   |
|  |                                                         |
|  | Urva javanica (meloncillo de Java, Herpestes javanicus) |
|  |                                                         |

|  | \| \| Urva brachyura (mangosta de cola corta, Herpestes brachyurus) \| \| \| \| \| \| Urva semitorquata (mangosta de collar, Herpestes semitorquatus) \| \| \| \| |
|  | |
|  | Urva urva (mangosta cangrejera, Herpestes urva) |
|  | |
|  | Urva brachyura (mangosta de cola corta, Herpestes brachyurus) |
|  | |
|  | Urva semitorquata (mangosta de collar, Herpestes semitorquatus)                                                                                                   |
|  | |

|  | Urva brachyura (mangosta de cola corta, Herpestes brachyurus)   |
|  |                                                                 |
|  | Urva semitorquata (mangosta de collar, Herpestes semitorquatus) |
|  |                                                                 |

|  | Urva smithii (mangosta roja, Herpestes smithii)                     |
|  |                                                                     |
|  | Urva vitticolla (mangosta de cuello listado, Herpestes vitticollis) |
|  |                                                                     |

|  | Urva fusca (meloncillo pardo, Herpestes fuscus)                                                                                                   |
|  | |
|  | \| \| Urva edwardsii (meloncillo gris, Herpestes edwardsii) \| \| \| \| \| \| Urva javanica (meloncillo de Java, Herpestes javanicus) \| \| \| \| |
|  | |
|  | Urva edwardsii (meloncillo gris, Herpestes edwardsii)                                                                                             |
|  | |
|  | Urva javanica (meloncillo de Java, Herpestes javanicus)                                                                                           |
|  | |

|  | Urva edwardsii (meloncillo gris, Herpestes edwardsii)   |
|  |                                                         |
|  | Urva javanica (meloncillo de Java, Herpestes javanicus) |
|  |                                                         |

|  | Urva smithii (mangosta roja, Herpestes smithii)                     |
|  |                                                                     |
|  | Urva vitticolla (mangosta de cuello listado, Herpestes vitticollis) |
|  |                                                                     |

|  | Urva fusca (meloncillo pardo, Herpestes fuscus)                                                                                                   |
|  | |
|  | \| \| Urva edwardsii (meloncillo gris, Herpestes edwardsii) \| \| \| \| \| \| Urva javanica (meloncillo de Java, Herpestes javanicus) \| \| \| \| |
|  | |
|  | Urva edwardsii (meloncillo gris, Herpestes edwardsii)                                                                                             |
|  | |
|  | Urva javanica (meloncillo de Java, Herpestes javanicus)                                                                                           |
|  | |

|  | Urva edwardsii (meloncillo gris, Herpestes edwardsii)   |
|  |                                                         |
|  | Urva javanica (meloncillo de Java, Herpestes javanicus) |
|  |                                                         |

|  | \| \| Urva brachyura (mangosta de cola corta, Herpestes brachyurus) \| \| \| \| \| \| Urva semitorquata (mangosta de collar, Herpestes semitorquatus) \| \| \| \| |
|  | |
|  | Urva urva (mangosta cangrejera, Herpestes urva) |
|  | |
|  | Urva brachyura (mangosta de cola corta, Herpestes brachyurus) |
|  | |
|  | Urva semitorquata (mangosta de collar, Herpestes semitorquatus)                                                                                                   |
|  | |

|  | Urva brachyura (mangosta de cola corta, Herpestes brachyurus)   |
|  |                                                                 |
|  | Urva semitorquata (mangosta de collar, Herpestes semitorquatus) |
|  |                                                                 |

|  | Urva smithii (mangosta roja, Herpestes smithii)                     |
|  |                                                                     |
|  | Urva vitticolla (mangosta de cuello listado, Herpestes vitticollis) |
|  |                                                                     |

|  | Urva fusca (meloncillo pardo, Herpestes fuscus)                                                                                                   |
|  | |
|  | \| \| Urva edwardsii (meloncillo gris, Herpestes edwardsii) \| \| \| \| \| \| Urva javanica (meloncillo de Java, Herpestes javanicus) \| \| \| \| |
|  | |
|  | Urva edwardsii (meloncillo gris, Herpestes edwardsii)                                                                                             |
|  | |
|  | Urva javanica (meloncillo de Java, Herpestes javanicus)                                                                                           |
|  | |

|  | Urva edwardsii (meloncillo gris, Herpestes edwardsii)   |
|  |                                                         |
|  | Urva javanica (meloncillo de Java, Herpestes javanicus) |
|  |                                                         |

|  | Urva smithii (mangosta roja, Herpestes smithii)                     |
|  |                                                                     |
|  | Urva vitticolla (mangosta de cuello listado, Herpestes vitticollis) |
|  |                                                                     |

|  | Urva fusca (meloncillo pardo, Herpestes fuscus)                                                                                                   |
|  | |
|  | \| \| Urva edwardsii (meloncillo gris, Herpestes edwardsii) \| \| \| \| \| \| Urva javanica (meloncillo de Java, Herpestes javanicus) \| \| \| \| |
|  | |
|  | Urva edwardsii (meloncillo gris, Herpestes edwardsii)                                                                                             |
|  | |
|  | Urva javanica (meloncillo de Java, Herpestes javanicus)                                                                                           |
|  | |

|  | Urva edwardsii (meloncillo gris, Herpestes edwardsii)   |
|  |                                                         |
|  | Urva javanica (meloncillo de Java, Herpestes javanicus) |
|  |                                                         |

|  | \| \| Bdeogale jacksoni (mangosta de Jackson) \| \| \| \| \| \| Bdeogale nigripes (mangosta patinegra) \| \| \| \| |
|  | |
|  | Bdeogale crassicauda (mangosta colipeluda)                                                                         |
|  | |
|  | Bdeogale jacksoni (mangosta de Jackson)                                                                            |
|  | |
|  | Bdeogale nigripes (mangosta patinegra)                                                                             |
|  | |

|  | Bdeogale jacksoni (mangosta de Jackson) |
|  |                                         |
|  | Bdeogale nigripes (mangosta patinegra)  |
|  |                                         |

|  | \| \| Bdeogale jacksoni (mangosta de Jackson) \| \| \| \| \| \| Bdeogale nigripes (mangosta patinegra) \| \| \| \| |
|  | |
|  | Bdeogale crassicauda (mangosta colipeluda)                                                                         |
|  | |
|  | Bdeogale jacksoni (mangosta de Jackson)                                                                            |
|  | |
|  | Bdeogale nigripes (mangosta patinegra)                                                                             |
|  | |

|  | Bdeogale jacksoni (mangosta de Jackson) |
|  |                                         |
|  | Bdeogale nigripes (mangosta patinegra)  |
|  |                                         |

| Paracynictis | Paracynictis selousi (mangosta de Selous)      |
|              | Paracynictis selousi (mangosta de Selous)      |
| Cynictis     | Cynictis penicillata (mangosta de cola gruesa) |
|              | Cynictis penicillata (mangosta de cola gruesa) |

|  | \| \| Bdeogale jacksoni (mangosta de Jackson) \| \| \| \| \| \| Bdeogale nigripes (mangosta patinegra) \| \| \| \| |
|  | |
|  | Bdeogale crassicauda (mangosta colipeluda)                                                                         |
|  | |
|  | Bdeogale jacksoni (mangosta de Jackson)                                                                            |
|  | |
|  | Bdeogale nigripes (mangosta patinegra)                                                                             |
|  | |

|  | Bdeogale jacksoni (mangosta de Jackson) |
|  |                                         |
|  | Bdeogale nigripes (mangosta patinegra)  |
|  |                                         |

|  | \| \| Bdeogale jacksoni (mangosta de Jackson) \| \| \| \| \| \| Bdeogale nigripes (mangosta patinegra) \| \| \| \| |
|  | |
|  | Bdeogale crassicauda (mangosta colipeluda)                                                                         |
|  | |
|  | Bdeogale jacksoni (mangosta de Jackson)                                                                            |
|  | |
|  | Bdeogale nigripes (mangosta patinegra)                                                                             |
|  | |

|  | Bdeogale jacksoni (mangosta de Jackson) |
|  |                                         |
|  | Bdeogale nigripes (mangosta patinegra)  |
|  |                                         |

| Paracynictis | Paracynictis selousi (mangosta de Selous)      |
|              | Paracynictis selousi (mangosta de Selous)      |
| Cynictis     | Cynictis penicillata (mangosta de cola gruesa) |
|              | Cynictis penicillata (mangosta de cola gruesa) |

|  | \| \| Bdeogale jacksoni (mangosta de Jackson) \| \| \| \| \| \| Bdeogale nigripes (mangosta patinegra) \| \| \| \| |
|  | |
|  | Bdeogale crassicauda (mangosta colipeluda)                                                                         |
|  | |
|  | Bdeogale jacksoni (mangosta de Jackson)                                                                            |
|  | |
|  | Bdeogale nigripes (mangosta patinegra)                                                                             |
|  | |

|  | Bdeogale jacksoni (mangosta de Jackson) |
|  |                                         |
|  | Bdeogale nigripes (mangosta patinegra)  |
|  |                                         |

|  | \| \| Bdeogale jacksoni (mangosta de Jackson) \| \| \| \| \| \| Bdeogale nigripes (mangosta patinegra) \| \| \| \| |
|  | |
|  | Bdeogale crassicauda (mangosta colipeluda)                                                                         |
|  | |
|  | Bdeogale jacksoni (mangosta de Jackson)                                                                            |
|  | |
|  | Bdeogale nigripes (mangosta patinegra)                                                                             |
|  | |

|  | Bdeogale jacksoni (mangosta de Jackson) |
|  |                                         |
|  | Bdeogale nigripes (mangosta patinegra)  |
|  |                                         |

| Paracynictis | Paracynictis selousi (mangosta de Selous)      |
|              | Paracynictis selousi (mangosta de Selous)      |
| Cynictis     | Cynictis penicillata (mangosta de cola gruesa) |
|              | Cynictis penicillata (mangosta de cola gruesa) |

|  | \| \| Bdeogale jacksoni (mangosta de Jackson) \| \| \| \| \| \| Bdeogale nigripes (mangosta patinegra) \| \| \| \| |
|  | |
|  | Bdeogale crassicauda (mangosta colipeluda)                                                                         |
|  | |
|  | Bdeogale jacksoni (mangosta de Jackson)                                                                            |
|  | |
|  | Bdeogale nigripes (mangosta patinegra)                                                                             |
|  | |

|  | Bdeogale jacksoni (mangosta de Jackson) |
|  |                                         |
|  | Bdeogale nigripes (mangosta patinegra)  |
|  |                                         |

|  | \| \| Bdeogale jacksoni (mangosta de Jackson) \| \| \| \| \| \| Bdeogale nigripes (mangosta patinegra) \| \| \| \| |
|  | |
|  | Bdeogale crassicauda (mangosta colipeluda)                                                                         |
|  | |
|  | Bdeogale jacksoni (mangosta de Jackson)                                                                            |
|  | |
|  | Bdeogale nigripes (mangosta patinegra)                                                                             |
|  | |

|  | Bdeogale jacksoni (mangosta de Jackson) |
|  |                                         |
|  | Bdeogale nigripes (mangosta patinegra)  |
|  |                                         |

| Paracynictis | Paracynictis selousi (mangosta de Selous)      |
|              | Paracynictis selousi (mangosta de Selous)      |
| Cynictis     | Cynictis penicillata (mangosta de cola gruesa) |
|              | Cynictis penicillata (mangosta de cola gruesa) |

|  | Herpestes ichneumon (meloncillo) |
|  | |
|  | \| \| Herpestes sanguinea (mangosta esbelta, Galerella sanguinea) \| \| \| \| \| \| Herpestes pulverulenta (mangosta gris del Cabo, Galerella pulverulenta) \| \| \| \| \| \| Herpestes ochracea (mangosta esbelta de Somalia, Galerella ochracea) \| \| \| \| \| \| Herpestes flavescens (mangosta esbelta de Angola, Galerella flavescens) \| \| \| \| |
|  | |
|  | Herpestes sanguinea (mangosta esbelta, Galerella sanguinea) |
|  | |
|  | Herpestes pulverulenta (mangosta gris del Cabo, Galerella pulverulenta) |
|  | |
|  | Herpestes ochracea (mangosta esbelta de Somalia, Galerella ochracea) |
|  | |
|  | Herpestes flavescens (mangosta esbelta de Angola, Galerella flavescens) |
|  | |

|  | Herpestes sanguinea (mangosta esbelta, Galerella sanguinea)             |
|  |                                                                         |
|  | Herpestes pulverulenta (mangosta gris del Cabo, Galerella pulverulenta) |
|  |                                                                         |
|  | Herpestes ochracea (mangosta esbelta de Somalia, Galerella ochracea)    |
|  |                                                                         |
|  | Herpestes flavescens (mangosta esbelta de Angola, Galerella flavescens) |
|  |                                                                         |

|  | \| \| Bdeogale jacksoni (mangosta de Jackson) \| \| \| \| \| \| Bdeogale nigripes (mangosta patinegra) \| \| \| \| |
|  | |
|  | Bdeogale crassicauda (mangosta colipeluda)                                                                         |
|  | |
|  | Bdeogale jacksoni (mangosta de Jackson)                                                                            |
|  | |
|  | Bdeogale nigripes (mangosta patinegra)                                                                             |
|  | |

|  | Bdeogale jacksoni (mangosta de Jackson) |
|  |                                         |
|  | Bdeogale nigripes (mangosta patinegra)  |
|  |                                         |

|  | \| \| Bdeogale jacksoni (mangosta de Jackson) \| \| \| \| \| \| Bdeogale nigripes (mangosta patinegra) \| \| \| \| |
|  | |
|  | Bdeogale crassicauda (mangosta colipeluda)                                                                         |
|  | |
|  | Bdeogale jacksoni (mangosta de Jackson)                                                                            |
|  | |
|  | Bdeogale nigripes (mangosta patinegra)                                                                             |
|  | |

|  | Bdeogale jacksoni (mangosta de Jackson) |
|  |                                         |
|  | Bdeogale nigripes (mangosta patinegra)  |
|  |                                         |

| Paracynictis | Paracynictis selousi (mangosta de Selous)      |
|              | Paracynictis selousi (mangosta de Selous)      |
| Cynictis     | Cynictis penicillata (mangosta de cola gruesa) |
|              | Cynictis penicillata (mangosta de cola gruesa) |

|  | \| \| Bdeogale jacksoni (mangosta de Jackson) \| \| \| \| \| \| Bdeogale nigripes (mangosta patinegra) \| \| \| \| |
|  | |
|  | Bdeogale crassicauda (mangosta colipeluda)                                                                         |
|  | |
|  | Bdeogale jacksoni (mangosta de Jackson)                                                                            |
|  | |
|  | Bdeogale nigripes (mangosta patinegra)                                                                             |
|  | |

|  | Bdeogale jacksoni (mangosta de Jackson) |
|  |                                         |
|  | Bdeogale nigripes (mangosta patinegra)  |
|  |                                         |

|  | \| \| Bdeogale jacksoni (mangosta de Jackson) \| \| \| \| \| \| Bdeogale nigripes (mangosta patinegra) \| \| \| \| |
|  | |
|  | Bdeogale crassicauda (mangosta colipeluda)                                                                         |
|  | |
|  | Bdeogale jacksoni (mangosta de Jackson)                                                                            |
|  | |
|  | Bdeogale nigripes (mangosta patinegra)                                                                             |
|  | |

|  | Bdeogale jacksoni (mangosta de Jackson) |
|  |                                         |
|  | Bdeogale nigripes (mangosta patinegra)  |
|  |                                         |

| Paracynictis | Paracynictis selousi (mangosta de Selous)      |
|              | Paracynictis selousi (mangosta de Selous)      |
| Cynictis     | Cynictis penicillata (mangosta de cola gruesa) |
|              | Cynictis penicillata (mangosta de cola gruesa) |

|  | \| \| Bdeogale jacksoni (mangosta de Jackson) \| \| \| \| \| \| Bdeogale nigripes (mangosta patinegra) \| \| \| \| |
|  | |
|  | Bdeogale crassicauda (mangosta colipeluda)                                                                         |
|  | |
|  | Bdeogale jacksoni (mangosta de Jackson)                                                                            |
|  | |
|  | Bdeogale nigripes (mangosta patinegra)                                                                             |
|  | |

|  | Bdeogale jacksoni (mangosta de Jackson) |
|  |                                         |
|  | Bdeogale nigripes (mangosta patinegra)  |
|  |                                         |

|  | \| \| Bdeogale jacksoni (mangosta de Jackson) \| \| \| \| \| \| Bdeogale nigripes (mangosta patinegra) \| \| \| \| |
|  | |
|  | Bdeogale crassicauda (mangosta colipeluda)                                                                         |
|  | |
|  | Bdeogale jacksoni (mangosta de Jackson)                                                                            |
|  | |
|  | Bdeogale nigripes (mangosta patinegra)                                                                             |
|  | |

|  | Bdeogale jacksoni (mangosta de Jackson) |
|  |                                         |
|  | Bdeogale nigripes (mangosta patinegra)  |
|  |                                         |

| Paracynictis | Paracynictis selousi (mangosta de Selous)      |
|              | Paracynictis selousi (mangosta de Selous)      |
| Cynictis     | Cynictis penicillata (mangosta de cola gruesa) |
|              | Cynictis penicillata (mangosta de cola gruesa) |

|  | \| \| Bdeogale jacksoni (mangosta de Jackson) \| \| \| \| \| \| Bdeogale nigripes (mangosta patinegra) \| \| \| \| |
|  | |
|  | Bdeogale crassicauda (mangosta colipeluda)                                                                         |
|  | |
|  | Bdeogale jacksoni (mangosta de Jackson)                                                                            |
|  | |
|  | Bdeogale nigripes (mangosta patinegra)                                                                             |
|  | |

|  | Bdeogale jacksoni (mangosta de Jackson) |
|  |                                         |
|  | Bdeogale nigripes (mangosta patinegra)  |
|  |                                         |

|  | \| \| Bdeogale jacksoni (mangosta de Jackson) \| \| \| \| \| \| Bdeogale nigripes (mangosta patinegra) \| \| \| \| |
|  | |
|  | Bdeogale crassicauda (mangosta colipeluda)                                                                         |
|  | |
|  | Bdeogale jacksoni (mangosta de Jackson)                                                                            |
|  | |
|  | Bdeogale nigripes (mangosta patinegra)                                                                             |
|  | |

|  | Bdeogale jacksoni (mangosta de Jackson) |
|  |                                         |
|  | Bdeogale nigripes (mangosta patinegra)  |
|  |                                         |

| Paracynictis | Paracynictis selousi (mangosta de Selous)      |
|              | Paracynictis selousi (mangosta de Selous)      |
| Cynictis     | Cynictis penicillata (mangosta de cola gruesa) |
|              | Cynictis penicillata (mangosta de cola gruesa) |

|  | Herpestes ichneumon (meloncillo) |
|  | |
|  | \| \| Herpestes sanguinea (mangosta esbelta, Galerella sanguinea) \| \| \| \| \| \| Herpestes pulverulenta (mangosta gris del Cabo, Galerella pulverulenta) \| \| \| \| \| \| Herpestes ochracea (mangosta esbelta de Somalia, Galerella ochracea) \| \| \| \| \| \| Herpestes flavescens (mangosta esbelta de Angola, Galerella flavescens) \| \| \| \| |
|  | |
|  | Herpestes sanguinea (mangosta esbelta, Galerella sanguinea) |
|  | |
|  | Herpestes pulverulenta (mangosta gris del Cabo, Galerella pulverulenta) |
|  | |
|  | Herpestes ochracea (mangosta esbelta de Somalia, Galerella ochracea) |
|  | |
|  | Herpestes flavescens (mangosta esbelta de Angola, Galerella flavescens) |
|  | |

|  | Herpestes sanguinea (mangosta esbelta, Galerella sanguinea)             |
|  |                                                                         |
|  | Herpestes pulverulenta (mangosta gris del Cabo, Galerella pulverulenta) |
|  |                                                                         |
|  | Herpestes ochracea (mangosta esbelta de Somalia, Galerella ochracea)    |
|  |                                                                         |
|  | Herpestes flavescens (mangosta esbelta de Angola, Galerella flavescens) |
|  |                                                                         |

| Atilax   | Atilax paludinosus (mangosta de los pantanos) |
|          | Atilax paludinosus (mangosta de los pantanos) |
| Xenogale | Xenogale naso (mangosta hocicuda)             |
|          | Xenogale naso (mangosta hocicuda)             |

|  | \| \| Urva brachyura (mangosta de cola corta, Herpestes brachyurus) \| \| \| \| \| \| Urva semitorquata (mangosta de collar, Herpestes semitorquatus) \| \| \| \| |
|  | |
|  | Urva urva (mangosta cangrejera, Herpestes urva) |
|  | |
|  | Urva brachyura (mangosta de cola corta, Herpestes brachyurus) |
|  | |
|  | Urva semitorquata (mangosta de collar, Herpestes semitorquatus)                                                                                                   |
|  | |

|  | Urva brachyura (mangosta de cola corta, Herpestes brachyurus)   |
|  |                                                                 |
|  | Urva semitorquata (mangosta de collar, Herpestes semitorquatus) |
|  |                                                                 |

|  | Urva smithii (mangosta roja, Herpestes smithii)                     |
|  |                                                                     |
|  | Urva vitticolla (mangosta de cuello listado, Herpestes vitticollis) |
|  |                                                                     |

|  | Urva fusca (meloncillo pardo, Herpestes fuscus)                                                                                                   |
|  | |
|  | \| \| Urva edwardsii (meloncillo gris, Herpestes edwardsii) \| \| \| \| \| \| Urva javanica (meloncillo de Java, Herpestes javanicus) \| \| \| \| |
|  | |
|  | Urva edwardsii (meloncillo gris, Herpestes edwardsii)                                                                                             |
|  | |
|  | Urva javanica (meloncillo de Java, Herpestes javanicus)                                                                                           |
|  | |

|  | Urva edwardsii (meloncillo gris, Herpestes edwardsii)   |
|  |                                                         |
|  | Urva javanica (meloncillo de Java, Herpestes javanicus) |
|  |                                                         |

|  | Urva smithii (mangosta roja, Herpestes smithii)                     |
|  |                                                                     |
|  | Urva vitticolla (mangosta de cuello listado, Herpestes vitticollis) |
|  |                                                                     |

|  | Urva fusca (meloncillo pardo, Herpestes fuscus)                                                                                                   |
|  | |
|  | \| \| Urva edwardsii (meloncillo gris, Herpestes edwardsii) \| \| \| \| \| \| Urva javanica (meloncillo de Java, Herpestes javanicus) \| \| \| \| |
|  | |
|  | Urva edwardsii (meloncillo gris, Herpestes edwardsii)                                                                                             |
|  | |
|  | Urva javanica (meloncillo de Java, Herpestes javanicus)                                                                                           |
|  | |

|  | Urva edwardsii (meloncillo gris, Herpestes edwardsii)   |
|  |                                                         |
|  | Urva javanica (meloncillo de Java, Herpestes javanicus) |
|  |                                                         |

|  | \| \| Urva brachyura (mangosta de cola corta, Herpestes brachyurus) \| \| \| \| \| \| Urva semitorquata (mangosta de collar, Herpestes semitorquatus) \| \| \| \| |
|  | |
|  | Urva urva (mangosta cangrejera, Herpestes urva) |
|  | |
|  | Urva brachyura (mangosta de cola corta, Herpestes brachyurus) |
|  | |
|  | Urva semitorquata (mangosta de collar, Herpestes semitorquatus)                                                                                                   |
|  | |

|  | Urva brachyura (mangosta de cola corta, Herpestes brachyurus)   |
|  |                                                                 |
|  | Urva semitorquata (mangosta de collar, Herpestes semitorquatus) |
|  |                                                                 |

|  | Urva smithii (mangosta roja, Herpestes smithii)                     |
|  |                                                                     |
|  | Urva vitticolla (mangosta de cuello listado, Herpestes vitticollis) |
|  |                                                                     |

|  | Urva fusca (meloncillo pardo, Herpestes fuscus)                                                                                                   |
|  | |
|  | \| \| Urva edwardsii (meloncillo gris, Herpestes edwardsii) \| \| \| \| \| \| Urva javanica (meloncillo de Java, Herpestes javanicus) \| \| \| \| |
|  | |
|  | Urva edwardsii (meloncillo gris, Herpestes edwardsii)                                                                                             |
|  | |
|  | Urva javanica (meloncillo de Java, Herpestes javanicus)                                                                                           |
|  | |

|  | Urva edwardsii (meloncillo gris, Herpestes edwardsii)   |
|  |                                                         |
|  | Urva javanica (meloncillo de Java, Herpestes javanicus) |
|  |                                                         |

|  | Urva smithii (mangosta roja, Herpestes smithii)                     |
|  |                                                                     |
|  | Urva vitticolla (mangosta de cuello listado, Herpestes vitticollis) |
|  |                                                                     |

|  | Urva fusca (meloncillo pardo, Herpestes fuscus)                                                                                                   |
|  | |
|  | \| \| Urva edwardsii (meloncillo gris, Herpestes edwardsii) \| \| \| \| \| \| Urva javanica (meloncillo de Java, Herpestes javanicus) \| \| \| \| |
|  | |
|  | Urva edwardsii (meloncillo gris, Herpestes edwardsii)                                                                                             |
|  | |
|  | Urva javanica (meloncillo de Java, Herpestes javanicus)                                                                                           |
|  | |

|  | Urva edwardsii (meloncillo gris, Herpestes edwardsii)   |
|  |                                                         |
|  | Urva javanica (meloncillo de Java, Herpestes javanicus) |
|  |                                                         |

|  | \| \| Urva brachyura (mangosta de cola corta, Herpestes brachyurus) \| \| \| \| \| \| Urva semitorquata (mangosta de collar, Herpestes semitorquatus) \| \| \| \| |
|  | |
|  | Urva urva (mangosta cangrejera, Herpestes urva) |
|  | |
|  | Urva brachyura (mangosta de cola corta, Herpestes brachyurus) |
|  | |
|  | Urva semitorquata (mangosta de collar, Herpestes semitorquatus)                                                                                                   |
|  | |

|  | Urva brachyura (mangosta de cola corta, Herpestes brachyurus)   |
|  |                                                                 |
|  | Urva semitorquata (mangosta de collar, Herpestes semitorquatus) |
|  |                                                                 |

|  | Urva smithii (mangosta roja, Herpestes smithii)                     |
|  |                                                                     |
|  | Urva vitticolla (mangosta de cuello listado, Herpestes vitticollis) |
|  |                                                                     |

|  | Urva fusca (meloncillo pardo, Herpestes fuscus)                                                                                                   |
|  | |
|  | \| \| Urva edwardsii (meloncillo gris, Herpestes edwardsii) \| \| \| \| \| \| Urva javanica (meloncillo de Java, Herpestes javanicus) \| \| \| \| |
|  | |
|  | Urva edwardsii (meloncillo gris, Herpestes edwardsii)                                                                                             |
|  | |
|  | Urva javanica (meloncillo de Java, Herpestes javanicus)                                                                                           |
|  | |

|  | Urva edwardsii (meloncillo gris, Herpestes edwardsii)   |
|  |                                                         |
|  | Urva javanica (meloncillo de Java, Herpestes javanicus) |
|  |                                                         |

|  | Urva smithii (mangosta roja, Herpestes smithii)                     |
|  |                                                                     |
|  | Urva vitticolla (mangosta de cuello listado, Herpestes vitticollis) |
|  |                                                                     |

|  | Urva fusca (meloncillo pardo, Herpestes fuscus)                                                                                                   |
|  | |
|  | \| \| Urva edwardsii (meloncillo gris, Herpestes edwardsii) \| \| \| \| \| \| Urva javanica (meloncillo de Java, Herpestes javanicus) \| \| \| \| |
|  | |
|  | Urva edwardsii (meloncillo gris, Herpestes edwardsii)                                                                                             |
|  | |
|  | Urva javanica (meloncillo de Java, Herpestes javanicus)                                                                                           |
|  | |

|  | Urva edwardsii (meloncillo gris, Herpestes edwardsii)   |
|  |                                                         |
|  | Urva javanica (meloncillo de Java, Herpestes javanicus) |
|  |                                                         |

|  | \| \| Urva brachyura (mangosta de cola corta, Herpestes brachyurus) \| \| \| \| \| \| Urva semitorquata (mangosta de collar, Herpestes semitorquatus) \| \| \| \| |
|  | |
|  | Urva urva (mangosta cangrejera, Herpestes urva) |
|  | |
|  | Urva brachyura (mangosta de cola corta, Herpestes brachyurus) |
|  | |
|  | Urva semitorquata (mangosta de collar, Herpestes semitorquatus)                                                                                                   |
|  | |

|  | Urva brachyura (mangosta de cola corta, Herpestes brachyurus)   |
|  |                                                                 |
|  | Urva semitorquata (mangosta de collar, Herpestes semitorquatus) |
|  |                                                                 |

|  | Urva smithii (mangosta roja, Herpestes smithii)                     |
|  |                                                                     |
|  | Urva vitticolla (mangosta de cuello listado, Herpestes vitticollis) |
|  |                                                                     |

|  | Urva fusca (meloncillo pardo, Herpestes fuscus)                                                                                                   |
|  | |
|  | \| \| Urva edwardsii (meloncillo gris, Herpestes edwardsii) \| \| \| \| \| \| Urva javanica (meloncillo de Java, Herpestes javanicus) \| \| \| \| |
|  | |
|  | Urva edwardsii (meloncillo gris, Herpestes edwardsii)                                                                                             |
|  | |
|  | Urva javanica (meloncillo de Java, Herpestes javanicus)                                                                                           |
|  | |

|  | Urva edwardsii (meloncillo gris, Herpestes edwardsii)   |
|  |                                                         |
|  | Urva javanica (meloncillo de Java, Herpestes javanicus) |
|  |                                                         |

|  | Urva smithii (mangosta roja, Herpestes smithii)                     |
|  |                                                                     |
|  | Urva vitticolla (mangosta de cuello listado, Herpestes vitticollis) |
|  |                                                                     |

|  | Urva fusca (meloncillo pardo, Herpestes fuscus)                                                                                                   |
|  | |
|  | \| \| Urva edwardsii (meloncillo gris, Herpestes edwardsii) \| \| \| \| \| \| Urva javanica (meloncillo de Java, Herpestes javanicus) \| \| \| \| |
|  | |
|  | Urva edwardsii (meloncillo gris, Herpestes edwardsii)                                                                                             |
|  | |
|  | Urva javanica (meloncillo de Java, Herpestes javanicus)                                                                                           |
|  | |

|  | Urva edwardsii (meloncillo gris, Herpestes edwardsii)   |
|  |                                                         |
|  | Urva javanica (meloncillo de Java, Herpestes javanicus) |
|  |                                                         |

| Atilax   | Atilax paludinosus (mangosta de los pantanos) |
|          | Atilax paludinosus (mangosta de los pantanos) |
| Xenogale | Xenogale naso (mangosta hocicuda)             |
|          | Xenogale naso (mangosta hocicuda)             |

|  | \| \| Urva brachyura (mangosta de cola corta, Herpestes brachyurus) \| \| \| \| \| \| Urva semitorquata (mangosta de collar, Herpestes semitorquatus) \| \| \| \| |
|  | |
|  | Urva urva (mangosta cangrejera, Herpestes urva) |
|  | |
|  | Urva brachyura (mangosta de cola corta, Herpestes brachyurus) |
|  | |
|  | Urva semitorquata (mangosta de collar, Herpestes semitorquatus)                                                                                                   |
|  | |

|  | Urva brachyura (mangosta de cola corta, Herpestes brachyurus)   |
|  |                                                                 |
|  | Urva semitorquata (mangosta de collar, Herpestes semitorquatus) |
|  |                                                                 |

|  | Urva smithii (mangosta roja, Herpestes smithii)                     |
|  |                                                                     |
|  | Urva vitticolla (mangosta de cuello listado, Herpestes vitticollis) |
|  |                                                                     |

|  | Urva fusca (meloncillo pardo, Herpestes fuscus)                                                                                                   |
|  | |
|  | \| \| Urva edwardsii (meloncillo gris, Herpestes edwardsii) \| \| \| \| \| \| Urva javanica (meloncillo de Java, Herpestes javanicus) \| \| \| \| |
|  | |
|  | Urva edwardsii (meloncillo gris, Herpestes edwardsii)                                                                                             |
|  | |
|  | Urva javanica (meloncillo de Java, Herpestes javanicus)                                                                                           |
|  | |

|  | Urva edwardsii (meloncillo gris, Herpestes edwardsii)   |
|  |                                                         |
|  | Urva javanica (meloncillo de Java, Herpestes javanicus) |
|  |                                                         |

|  | Urva smithii (mangosta roja, Herpestes smithii)                     |
|  |                                                                     |
|  | Urva vitticolla (mangosta de cuello listado, Herpestes vitticollis) |
|  |                                                                     |

|  | Urva fusca (meloncillo pardo, Herpestes fuscus)                                                                                                   |
|  | |
|  | \| \| Urva edwardsii (meloncillo gris, Herpestes edwardsii) \| \| \| \| \| \| Urva javanica (meloncillo de Java, Herpestes javanicus) \| \| \| \| |
|  | |
|  | Urva edwardsii (meloncillo gris, Herpestes edwardsii)                                                                                             |
|  | |
|  | Urva javanica (meloncillo de Java, Herpestes javanicus)                                                                                           |
|  | |

|  | Urva edwardsii (meloncillo gris, Herpestes edwardsii)   |
|  |                                                         |
|  | Urva javanica (meloncillo de Java, Herpestes javanicus) |
|  |                                                         |

|  | \| \| Urva brachyura (mangosta de cola corta, Herpestes brachyurus) \| \| \| \| \| \| Urva semitorquata (mangosta de collar, Herpestes semitorquatus) \| \| \| \| |
|  | |
|  | Urva urva (mangosta cangrejera, Herpestes urva) |
|  | |
|  | Urva brachyura (mangosta de cola corta, Herpestes brachyurus) |
|  | |
|  | Urva semitorquata (mangosta de collar, Herpestes semitorquatus)                                                                                                   |
|  | |

|  | Urva brachyura (mangosta de cola corta, Herpestes brachyurus)   |
|  |                                                                 |
|  | Urva semitorquata (mangosta de collar, Herpestes semitorquatus) |
|  |                                                                 |

|  | Urva smithii (mangosta roja, Herpestes smithii)                     |
|  |                                                                     |
|  | Urva vitticolla (mangosta de cuello listado, Herpestes vitticollis) |
|  |                                                                     |

|  | Urva fusca (meloncillo pardo, Herpestes fuscus)                                                                                                   |
|  | |
|  | \| \| Urva edwardsii (meloncillo gris, Herpestes edwardsii) \| \| \| \| \| \| Urva javanica (meloncillo de Java, Herpestes javanicus) \| \| \| \| |
|  | |
|  | Urva edwardsii (meloncillo gris, Herpestes edwardsii)                                                                                             |
|  | |
|  | Urva javanica (meloncillo de Java, Herpestes javanicus)                                                                                           |
|  | |

|  | Urva edwardsii (meloncillo gris, Herpestes edwardsii)   |
|  |                                                         |
|  | Urva javanica (meloncillo de Java, Herpestes javanicus) |
|  |                                                         |

|  | Urva smithii (mangosta roja, Herpestes smithii)                     |
|  |                                                                     |
|  | Urva vitticolla (mangosta de cuello listado, Herpestes vitticollis) |
|  |                                                                     |

|  | Urva fusca (meloncillo pardo, Herpestes fuscus)                                                                                                   |
|  | |
|  | \| \| Urva edwardsii (meloncillo gris, Herpestes edwardsii) \| \| \| \| \| \| Urva javanica (meloncillo de Java, Herpestes javanicus) \| \| \| \| |
|  | |
|  | Urva edwardsii (meloncillo gris, Herpestes edwardsii)                                                                                             |
|  | |
|  | Urva javanica (meloncillo de Java, Herpestes javanicus)                                                                                           |
|  | |

|  | Urva edwardsii (meloncillo gris, Herpestes edwardsii)   |
|  |                                                         |
|  | Urva javanica (meloncillo de Java, Herpestes javanicus) |
|  |                                                         |

|  | \| \| Urva brachyura (mangosta de cola corta, Herpestes brachyurus) \| \| \| \| \| \| Urva semitorquata (mangosta de collar, Herpestes semitorquatus) \| \| \| \| |
|  | |
|  | Urva urva (mangosta cangrejera, Herpestes urva) |
|  | |
|  | Urva brachyura (mangosta de cola corta, Herpestes brachyurus) |
|  | |
|  | Urva semitorquata (mangosta de collar, Herpestes semitorquatus)                                                                                                   |
|  | |

|  | Urva brachyura (mangosta de cola corta, Herpestes brachyurus)   |
|  |                                                                 |
|  | Urva semitorquata (mangosta de collar, Herpestes semitorquatus) |
|  |                                                                 |

|  | Urva smithii (mangosta roja, Herpestes smithii)                     |
|  |                                                                     |
|  | Urva vitticolla (mangosta de cuello listado, Herpestes vitticollis) |
|  |                                                                     |

|  | Urva fusca (meloncillo pardo, Herpestes fuscus)                                                                                                   |
|  | |
|  | \| \| Urva edwardsii (meloncillo gris, Herpestes edwardsii) \| \| \| \| \| \| Urva javanica (meloncillo de Java, Herpestes javanicus) \| \| \| \| |
|  | |
|  | Urva edwardsii (meloncillo gris, Herpestes edwardsii)                                                                                             |
|  | |
|  | Urva javanica (meloncillo de Java, Herpestes javanicus)                                                                                           |
|  | |

|  | Urva edwardsii (meloncillo gris, Herpestes edwardsii)   |
|  |                                                         |
|  | Urva javanica (meloncillo de Java, Herpestes javanicus) |
|  |                                                         |

|  | Urva smithii (mangosta roja, Herpestes smithii)                     |
|  |                                                                     |
|  | Urva vitticolla (mangosta de cuello listado, Herpestes vitticollis) |
|  |                                                                     |

|  | Urva fusca (meloncillo pardo, Herpestes fuscus)                                                                                                   |
|  | |
|  | \| \| Urva edwardsii (meloncillo gris, Herpestes edwardsii) \| \| \| \| \| \| Urva javanica (meloncillo de Java, Herpestes javanicus) \| \| \| \| |
|  | |
|  | Urva edwardsii (meloncillo gris, Herpestes edwardsii)                                                                                             |
|  | |
|  | Urva javanica (meloncillo de Java, Herpestes javanicus)                                                                                           |
|  | |

|  | Urva edwardsii (meloncillo gris, Herpestes edwardsii)   |
|  |                                                         |
|  | Urva javanica (meloncillo de Java, Herpestes javanicus) |
|  |                                                         |

|  | \| \| Urva brachyura (mangosta de cola corta, Herpestes brachyurus) \| \| \| \| \| \| Urva semitorquata (mangosta de collar, Herpestes semitorquatus) \| \| \| \| |
|  | |
|  | Urva urva (mangosta cangrejera, Herpestes urva) |
|  | |
|  | Urva brachyura (mangosta de cola corta, Herpestes brachyurus) |
|  | |
|  | Urva semitorquata (mangosta de collar, Herpestes semitorquatus)                                                                                                   |
|  | |

|  | Urva brachyura (mangosta de cola corta, Herpestes brachyurus)   |
|  |                                                                 |
|  | Urva semitorquata (mangosta de collar, Herpestes semitorquatus) |
|  |                                                                 |

|  | Urva smithii (mangosta roja, Herpestes smithii)                     |
|  |                                                                     |
|  | Urva vitticolla (mangosta de cuello listado, Herpestes vitticollis) |
|  |                                                                     |

|  | Urva fusca (meloncillo pardo, Herpestes fuscus)                                                                                                   |
|  | |
|  | \| \| Urva edwardsii (meloncillo gris, Herpestes edwardsii) \| \| \| \| \| \| Urva javanica (meloncillo de Java, Herpestes javanicus) \| \| \| \| |
|  | |
|  | Urva edwardsii (meloncillo gris, Herpestes edwardsii)                                                                                             |
|  | |
|  | Urva javanica (meloncillo de Java, Herpestes javanicus)                                                                                           |
|  | |

|  | Urva edwardsii (meloncillo gris, Herpestes edwardsii)   |
|  |                                                         |
|  | Urva javanica (meloncillo de Java, Herpestes javanicus) |
|  |                                                         |

|  | Urva smithii (mangosta roja, Herpestes smithii)                     |
|  |                                                                     |
|  | Urva vitticolla (mangosta de cuello listado, Herpestes vitticollis) |
|  |                                                                     |

|  | Urva fusca (meloncillo pardo, Herpestes fuscus)                                                                                                   |
|  | |
|  | \| \| Urva edwardsii (meloncillo gris, Herpestes edwardsii) \| \| \| \| \| \| Urva javanica (meloncillo de Java, Herpestes javanicus) \| \| \| \| |
|  | |
|  | Urva edwardsii (meloncillo gris, Herpestes edwardsii)                                                                                             |
|  | |
|  | Urva javanica (meloncillo de Java, Herpestes javanicus)                                                                                           |
|  | |

|  | Urva edwardsii (meloncillo gris, Herpestes edwardsii)   |
|  |                                                         |
|  | Urva javanica (meloncillo de Java, Herpestes javanicus) |
|  |                                                         |

| Helogale | \| \| Helogale parvula (mangosta enana común) \| \| \| \| \| \| Helogale hirtula (mangosta enana etíope) \| \| \| \| |
|          | \| \| Helogale parvula (mangosta enana común) \| \| \| \| \| \| Helogale hirtula (mangosta enana etíope) \| \| \| \| |
| Dologale | Dologale dybowskii (mangosta de Pousargues)                                                                          |
|          | Dologale dybowskii (mangosta de Pousargues)                                                                          |
|          | Helogale parvula (mangosta enana común)                                                                              |
|          | |
|          | Helogale hirtula (mangosta enana etíope)                                                                             |
|          | |

|  | Helogale parvula (mangosta enana común)  |
|  |                                          |
|  | Helogale hirtula (mangosta enana etíope) |
|  |                                          |

|  | Crossarchus alexandri (cusimanse de Alexander)   |
|  |                                                  |
|  | Crossarchus ansorgei (cusimanse de Angola)       |
|  |                                                  |
|  | Crossarchus platycephalus (cusimanse de Camerún) |
|  |                                                  |
|  | Crossarchus obscurus (cusimanse común)           |
|  |                                                  |

| Helogale | \| \| Helogale parvula (mangosta enana común) \| \| \| \| \| \| Helogale hirtula (mangosta enana etíope) \| \| \| \| |
|          | \| \| Helogale parvula (mangosta enana común) \| \| \| \| \| \| Helogale hirtula (mangosta enana etíope) \| \| \| \| |
| Dologale | Dologale dybowskii (mangosta de Pousargues)                                                                          |
|          | Dologale dybowskii (mangosta de Pousargues)                                                                          |
|          | Helogale parvula (mangosta enana común)                                                                              |
|          | |
|          | Helogale hirtula (mangosta enana etíope)                                                                             |
|          | |

|  | Helogale parvula (mangosta enana común)  |
|  |                                          |
|  | Helogale hirtula (mangosta enana etíope) |
|  |                                          |

|  | Crossarchus alexandri (cusimanse de Alexander)   |
|  |                                                  |
|  | Crossarchus ansorgei (cusimanse de Angola)       |
|  |                                                  |
|  | Crossarchus platycephalus (cusimanse de Camerún) |
|  |                                                  |
|  | Crossarchus obscurus (cusimanse común)           |
|  |                                                  |

| Liberiictis | Liberiictis kuhni (mangosta liberiana)                                                                  |
|             | Liberiictis kuhni (mangosta liberiana)                                                                  |
| Mungos      | \| \| Mungos gambianus (mangosta gambiana) \| \| \| \| \| \| Mungos mungo (mangosta rayada) \| \| \| \| |
|             | \| \| Mungos gambianus (mangosta gambiana) \| \| \| \| \| \| Mungos mungo (mangosta rayada) \| \| \| \| |
|             | Mungos gambianus (mangosta gambiana)                                                                    |
|             | |
|             | Mungos mungo (mangosta rayada)                                                                          |
|             | |

|  | Mungos gambianus (mangosta gambiana) |
|  |                                      |
|  | Mungos mungo (mangosta rayada)       |
|  |                                      |

| Helogale | \| \| Helogale parvula (mangosta enana común) \| \| \| \| \| \| Helogale hirtula (mangosta enana etíope) \| \| \| \| |
|          | \| \| Helogale parvula (mangosta enana común) \| \| \| \| \| \| Helogale hirtula (mangosta enana etíope) \| \| \| \| |
| Dologale | Dologale dybowskii (mangosta de Pousargues)                                                                          |
|          | Dologale dybowskii (mangosta de Pousargues)                                                                          |
|          | Helogale parvula (mangosta enana común)                                                                              |
|          | |
|          | Helogale hirtula (mangosta enana etíope)                                                                             |
|          | |

|  | Helogale parvula (mangosta enana común)  |
|  |                                          |
|  | Helogale hirtula (mangosta enana etíope) |
|  |                                          |

|  | Crossarchus alexandri (cusimanse de Alexander)   |
|  |                                                  |
|  | Crossarchus ansorgei (cusimanse de Angola)       |
|  |                                                  |
|  | Crossarchus platycephalus (cusimanse de Camerún) |
|  |                                                  |
|  | Crossarchus obscurus (cusimanse común)           |
|  |                                                  |

| Helogale | \| \| Helogale parvula (mangosta enana común) \| \| \| \| \| \| Helogale hirtula (mangosta enana etíope) \| \| \| \| |
|          | \| \| Helogale parvula (mangosta enana común) \| \| \| \| \| \| Helogale hirtula (mangosta enana etíope) \| \| \| \| |
| Dologale | Dologale dybowskii (mangosta de Pousargues)                                                                          |
|          | Dologale dybowskii (mangosta de Pousargues)                                                                          |
|          | Helogale parvula (mangosta enana común)                                                                              |
|          | |
|          | Helogale hirtula (mangosta enana etíope)                                                                             |
|          | |

|  | Helogale parvula (mangosta enana común)  |
|  |                                          |
|  | Helogale hirtula (mangosta enana etíope) |
|  |                                          |

|  | Crossarchus alexandri (cusimanse de Alexander)   |
|  |                                                  |
|  | Crossarchus ansorgei (cusimanse de Angola)       |
|  |                                                  |
|  | Crossarchus platycephalus (cusimanse de Camerún) |
|  |                                                  |
|  | Crossarchus obscurus (cusimanse común)           |
|  |                                                  |

| Liberiictis | Liberiictis kuhni (mangosta liberiana)                                                                  |
|             | Liberiictis kuhni (mangosta liberiana)                                                                  |
| Mungos      | \| \| Mungos gambianus (mangosta gambiana) \| \| \| \| \| \| Mungos mungo (mangosta rayada) \| \| \| \| |
|             | \| \| Mungos gambianus (mangosta gambiana) \| \| \| \| \| \| Mungos mungo (mangosta rayada) \| \| \| \| |
|             | Mungos gambianus (mangosta gambiana)                                                                    |
|             | |
|             | Mungos mungo (mangosta rayada)                                                                          |
|             | |

|  | Mungos gambianus (mangosta gambiana) |
|  |                                      |
|  | Mungos mungo (mangosta rayada)       |
|  |                                      |

| Helogale | \| \| Helogale parvula (mangosta enana común) \| \| \| \| \| \| Helogale hirtula (mangosta enana etíope) \| \| \| \| |
|          | \| \| Helogale parvula (mangosta enana común) \| \| \| \| \| \| Helogale hirtula (mangosta enana etíope) \| \| \| \| |
| Dologale | Dologale dybowskii (mangosta de Pousargues)                                                                          |
|          | Dologale dybowskii (mangosta de Pousargues)                                                                          |
|          | Helogale parvula (mangosta enana común)                                                                              |
|          | |
|          | Helogale hirtula (mangosta enana etíope)                                                                             |
|          | |

|  | Helogale parvula (mangosta enana común)  |
|  |                                          |
|  | Helogale hirtula (mangosta enana etíope) |
|  |                                          |

|  | Crossarchus alexandri (cusimanse de Alexander)   |
|  |                                                  |
|  | Crossarchus ansorgei (cusimanse de Angola)       |
|  |                                                  |
|  | Crossarchus platycephalus (cusimanse de Camerún) |
|  |                                                  |
|  | Crossarchus obscurus (cusimanse común)           |
|  |                                                  |

| Helogale | \| \| Helogale parvula (mangosta enana común) \| \| \| \| \| \| Helogale hirtula (mangosta enana etíope) \| \| \| \| |
|          | \| \| Helogale parvula (mangosta enana común) \| \| \| \| \| \| Helogale hirtula (mangosta enana etíope) \| \| \| \| |
| Dologale | Dologale dybowskii (mangosta de Pousargues)                                                                          |
|          | Dologale dybowskii (mangosta de Pousargues)                                                                          |
|          | Helogale parvula (mangosta enana común)                                                                              |
|          | |
|          | Helogale hirtula (mangosta enana etíope)                                                                             |
|          | |

|  | Helogale parvula (mangosta enana común)  |
|  |                                          |
|  | Helogale hirtula (mangosta enana etíope) |
|  |                                          |

|  | Crossarchus alexandri (cusimanse de Alexander)   |
|  |                                                  |
|  | Crossarchus ansorgei (cusimanse de Angola)       |
|  |                                                  |
|  | Crossarchus platycephalus (cusimanse de Camerún) |
|  |                                                  |
|  | Crossarchus obscurus (cusimanse común)           |
|  |                                                  |

| Liberiictis | Liberiictis kuhni (mangosta liberiana)                                                                  |
|             | Liberiictis kuhni (mangosta liberiana)                                                                  |
| Mungos      | \| \| Mungos gambianus (mangosta gambiana) \| \| \| \| \| \| Mungos mungo (mangosta rayada) \| \| \| \| |
|             | \| \| Mungos gambianus (mangosta gambiana) \| \| \| \| \| \| Mungos mungo (mangosta rayada) \| \| \| \| |
|             | Mungos gambianus (mangosta gambiana)                                                                    |
|             | |
|             | Mungos mungo (mangosta rayada)                                                                          |
|             | |

|  | Mungos gambianus (mangosta gambiana) |
|  |                                      |
|  | Mungos mungo (mangosta rayada)       |
|  |                                      |

| Helogale | \| \| Helogale parvula (mangosta enana común) \| \| \| \| \| \| Helogale hirtula (mangosta enana etíope) \| \| \| \| |
|          | \| \| Helogale parvula (mangosta enana común) \| \| \| \| \| \| Helogale hirtula (mangosta enana etíope) \| \| \| \| |
| Dologale | Dologale dybowskii (mangosta de Pousargues)                                                                          |
|          | Dologale dybowskii (mangosta de Pousargues)                                                                          |
|          | Helogale parvula (mangosta enana común)                                                                              |
|          | |
|          | Helogale hirtula (mangosta enana etíope)                                                                             |
|          | |

|  | Helogale parvula (mangosta enana común)  |
|  |                                          |
|  | Helogale hirtula (mangosta enana etíope) |
|  |                                          |

|  | Crossarchus alexandri (cusimanse de Alexander)   |
|  |                                                  |
|  | Crossarchus ansorgei (cusimanse de Angola)       |
|  |                                                  |
|  | Crossarchus platycephalus (cusimanse de Camerún) |
|  |                                                  |
|  | Crossarchus obscurus (cusimanse común)           |
|  |                                                  |

| Helogale | \| \| Helogale parvula (mangosta enana común) \| \| \| \| \| \| Helogale hirtula (mangosta enana etíope) \| \| \| \| |
|          | \| \| Helogale parvula (mangosta enana común) \| \| \| \| \| \| Helogale hirtula (mangosta enana etíope) \| \| \| \| |
| Dologale | Dologale dybowskii (mangosta de Pousargues)                                                                          |
|          | Dologale dybowskii (mangosta de Pousargues)                                                                          |
|          | Helogale parvula (mangosta enana común)                                                                              |
|          | |
|          | Helogale hirtula (mangosta enana etíope)                                                                             |
|          | |

|  | Helogale parvula (mangosta enana común)  |
|  |                                          |
|  | Helogale hirtula (mangosta enana etíope) |
|  |                                          |

|  | Crossarchus alexandri (cusimanse de Alexander)   |
|  |                                                  |
|  | Crossarchus ansorgei (cusimanse de Angola)       |
|  |                                                  |
|  | Crossarchus platycephalus (cusimanse de Camerún) |
|  |                                                  |
|  | Crossarchus obscurus (cusimanse común)           |
|  |                                                  |

| Liberiictis | Liberiictis kuhni (mangosta liberiana)                                                                  |
|             | Liberiictis kuhni (mangosta liberiana)                                                                  |
| Mungos      | \| \| Mungos gambianus (mangosta gambiana) \| \| \| \| \| \| Mungos mungo (mangosta rayada) \| \| \| \| |
|             | \| \| Mungos gambianus (mangosta gambiana) \| \| \| \| \| \| Mungos mungo (mangosta rayada) \| \| \| \| |
|             | Mungos gambianus (mangosta gambiana)                                                                    |
|             | |
|             | Mungos mungo (mangosta rayada)                                                                          |
|             | |

|  | Mungos gambianus (mangosta gambiana) |
|  |                                      |
|  | Mungos mungo (mangosta rayada)       |
|  |                                      |

## Importancia cultural

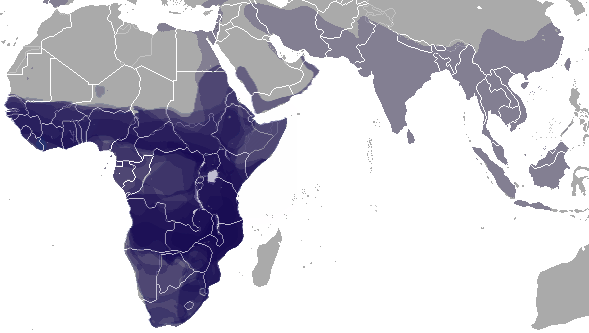
Distribución geográfica. Cuanto más oscuro el color, indica mayor diversidad.

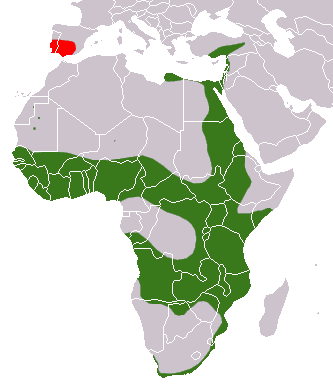
Distribución geográfica de Herpestes ichneumon, meloncillo. En rojo como especie introducida, subespecie Herpestes ichneumon widdringtonii.

En la antigua Mesopotamia, las mangostas eran sagradas para la deidad Ninkilim, que se confundía con Ningirama, una deidad mágica a la que se invocaba para protegerse de las serpientes. Según un dicho popular babilónico, cuando un ratón huía de una mangosta hacia el agujero de una serpiente, anunciaba: "¡Te traigo saludos del encantador de serpientes!". Una criatura parecida a una mangosta aparece también en el arte glíptico de la antigua Babilonia, pero se desconoce su significado preciso.
En  Nueva Zelanda, todas las especies de mangosta, excepto la Suricata suricatta, están clasificadas como "nuevo organismo prohibido" en virtud de la Ley de Sustancias Peligrosas y Nuevos Organismos de Nueva Zelanda de 1996, lo que impide su importación al país.  En Estados Unidos está prohibido tener mangostas como animales de compañía.
Una mangosta ficticia muy conocida es Rikki-Tikki-Tavi, que aparece en una historia corta del mismo título en El libro de la selva (1894) de Rudyard Kipling. En este cuento, ambientado en la India, una joven mangosta salva a su familia humana de una serpiente krait y de Nag y Nagaina, dos cobras. La historia fue llevada más tarde al cine y a una canción de Donovan, entre otras referencias. También aparece una mangosta en la novela de Bram Stoker La guarida del gusano blanco. El protagonista, Adam Salton, compra una para cazar serpientes de forma independiente. Otra mangosta aparece en el desenlace de la historia de Sherlock Holmes "La aventura del jorobado", de Sir Arthur Conan Doyle. La película devocional tamil india Padai Veetu Amman muestra al actor tamil Vinu Chakravarthy transformándose en mangosta con su mantra tántrico maligno para luchar contra la diosa Amman (Mariamman). Sin embargo, la mangosta muere finalmente a manos de la diosa.

## Carácter invasor

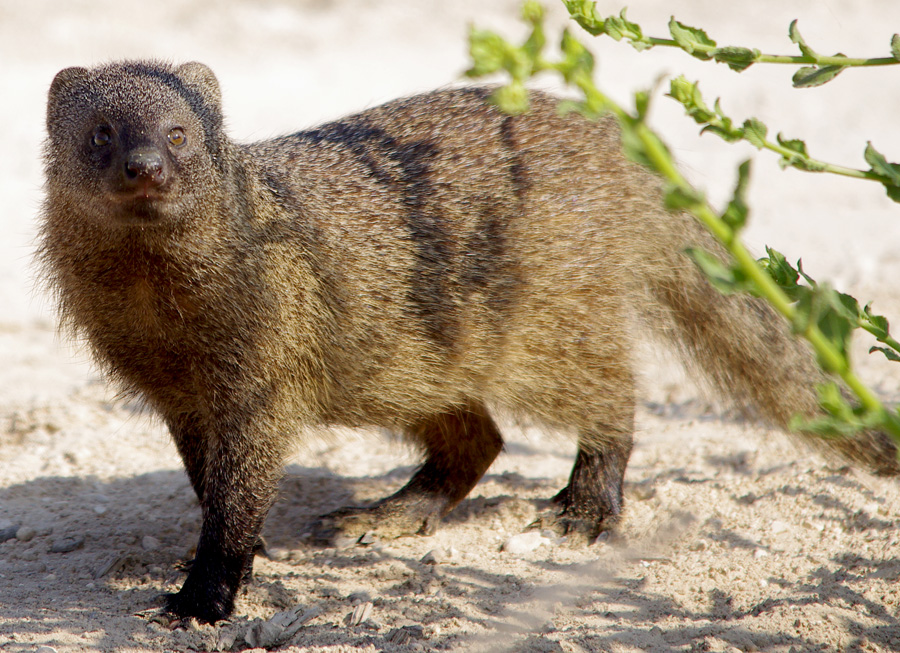
Mangosta egipcia (Herpestes ichneumon) en Ma'agan Michael, Israel.

Debido a su potencial colonizador y constituir una amenaza grave para las especies autóctonas, los hábitats o los ecosistemas, la familia Herpestidae -con la única excepción de la especie Herpestes ichneumon- ha sido incluida en el Catálogo Español de Especies Exóticas Invasoras, regulado por el Real Decreto 630/2013, de 2 de agosto, estando prohibida en España su introducción en el medio natural, posesión, transporte, tráfico y comercio.